# Llista del Patrimoni de la Humanitat a Europa
Tot seguit es presenta una llista dels béns culturals i naturals declarats Patrimoni de la Humanitat per la UNESCO al continent europeu. Aquesta llista s'organitza classificant els béns culturals i naturals per estats (vegeu també la llista específica del Patrimoni de la Humanitat als Països Catalans).
Al començament de cada un dels béns s'indica l'any en què foren declarats Patrimoni de la Humanitat; si hi ha més d'una data vol dir que s'ha produït una rectificació (normalment una ampliació) dels béns llistats originàriament. Els marcats amb un asterisc (*) també estan inclosos dins la llista del Patrimoni de la Humanitat en perill.

## Patrimoni transfronterer

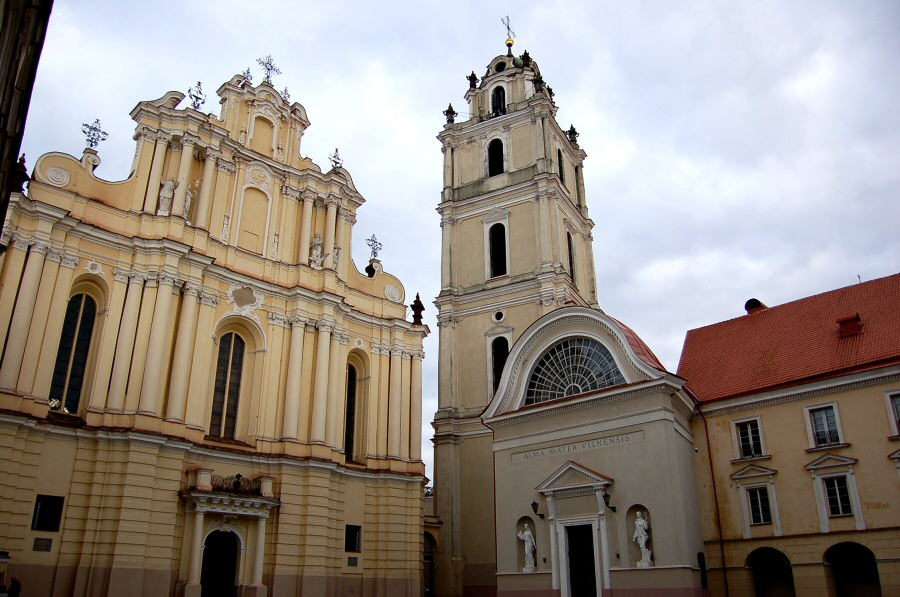
El centre històric de Vílnius.

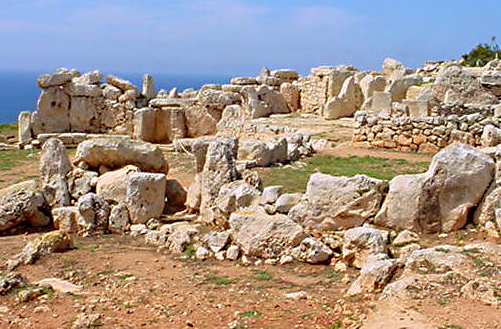
El temple megalític de Mnajdra, a Malta.

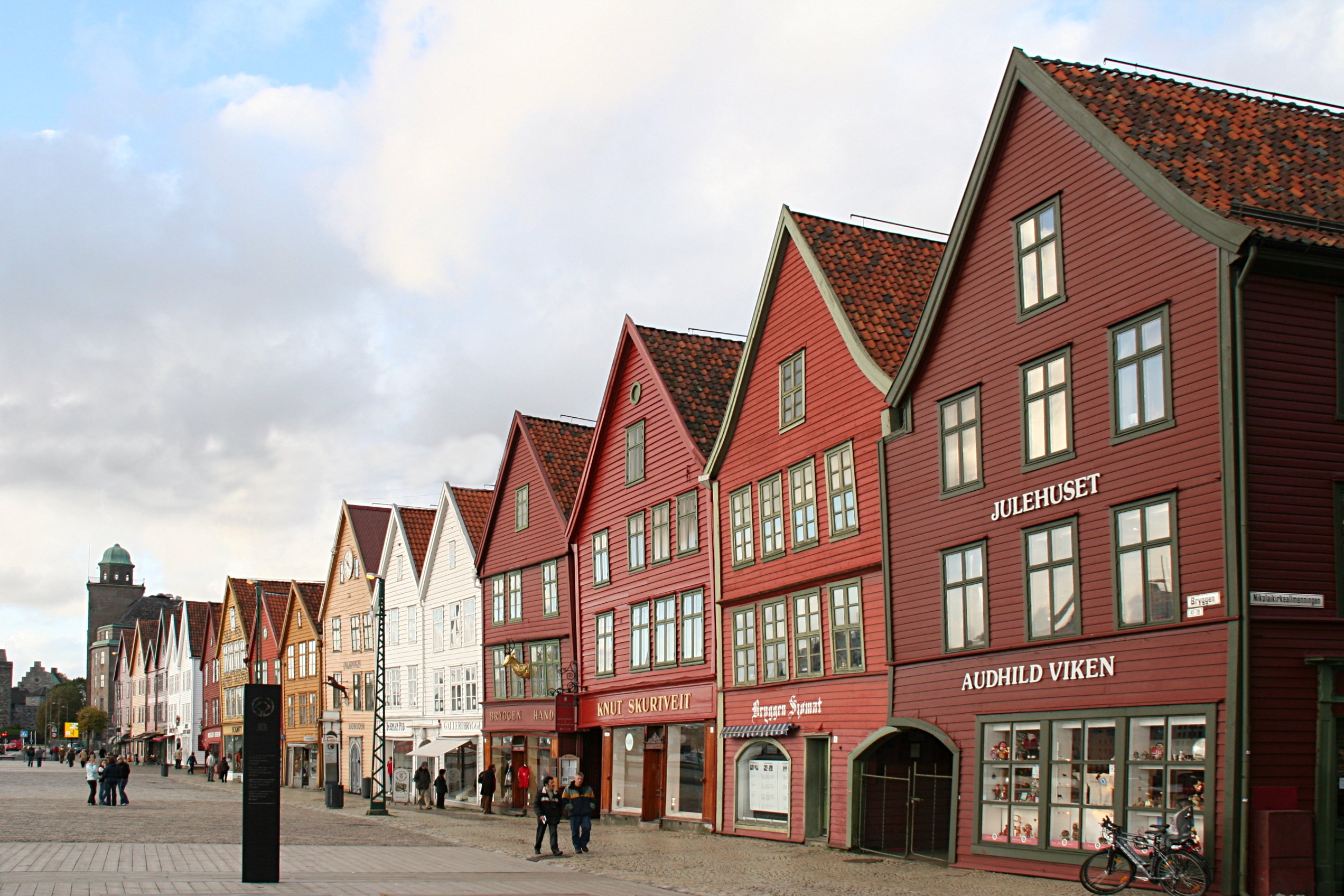
El barri de Bryggen, a Bergen.

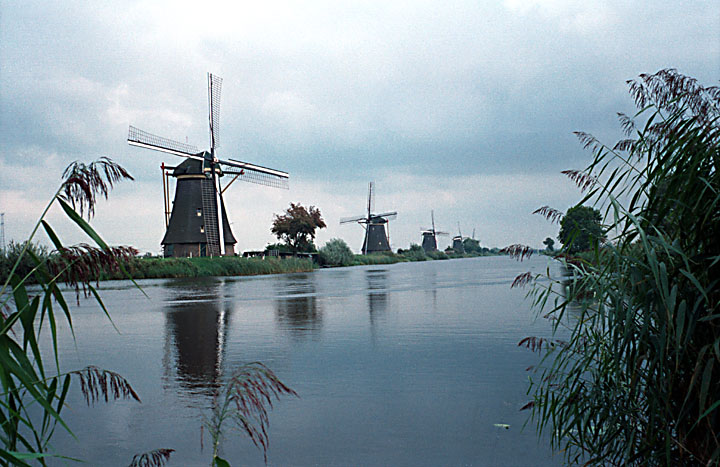
Els molins de Kinderdijk.

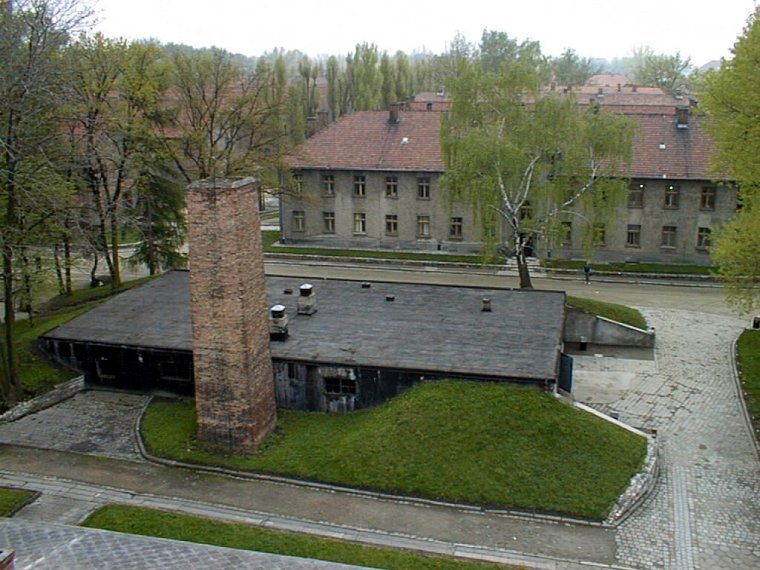
El forn crematori d'Auschwitz.

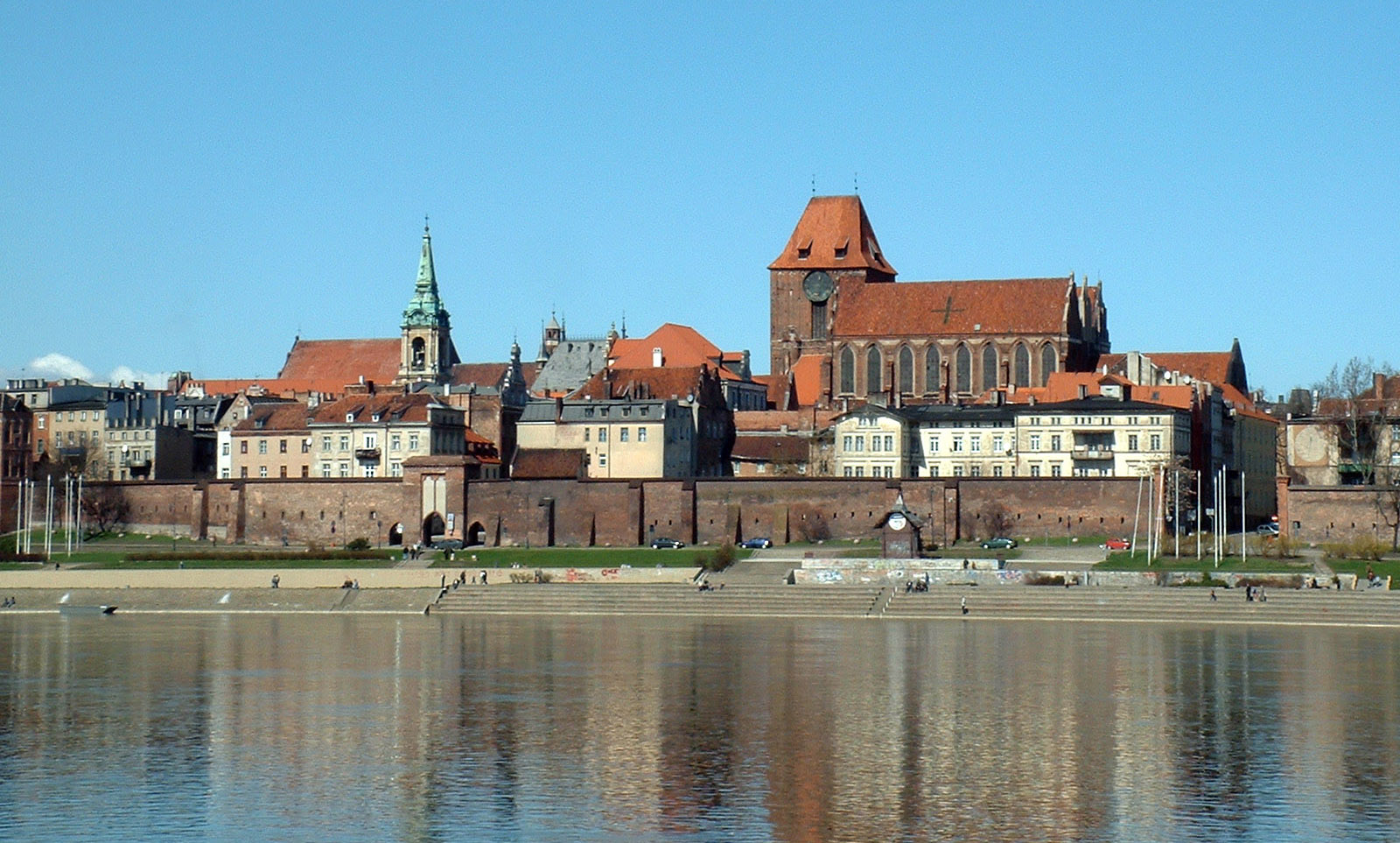
La ciutat medieval de Toruń.

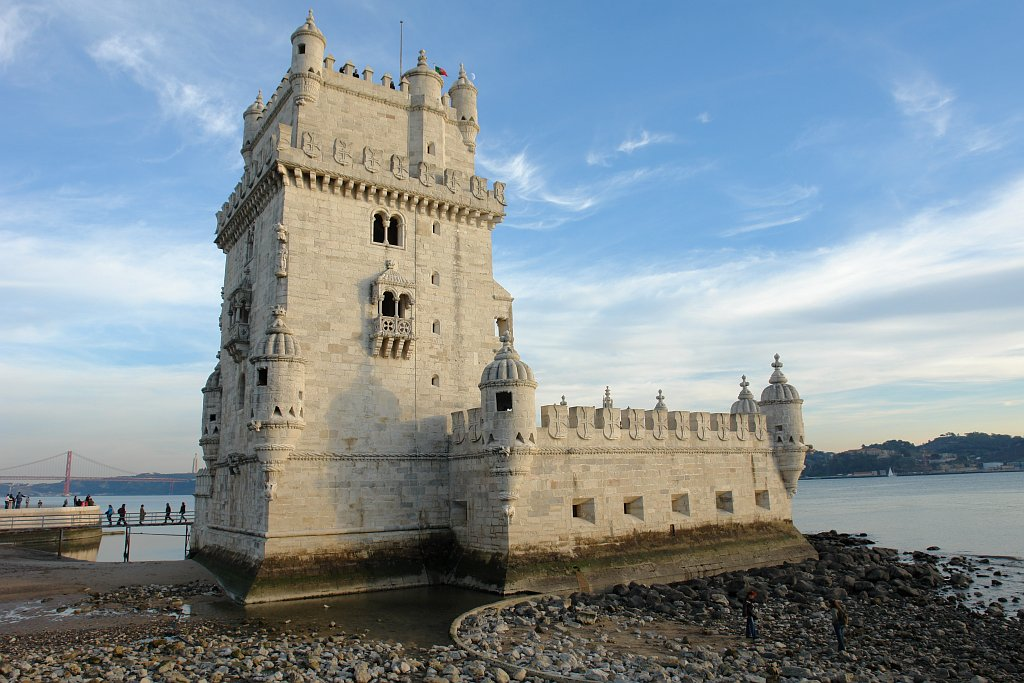
La torre de Belém, a Lisboa.

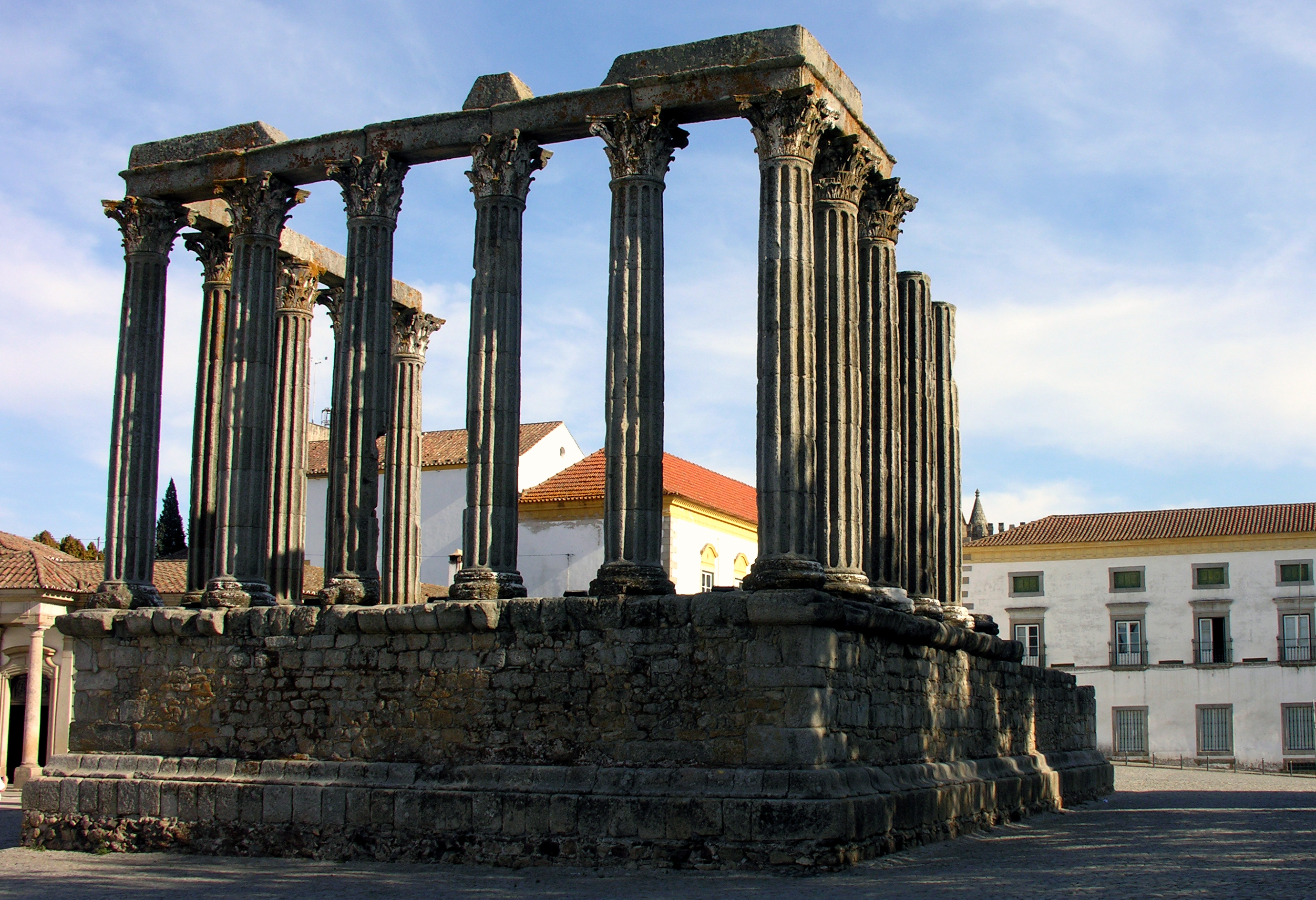
El temple romà d'Évora.

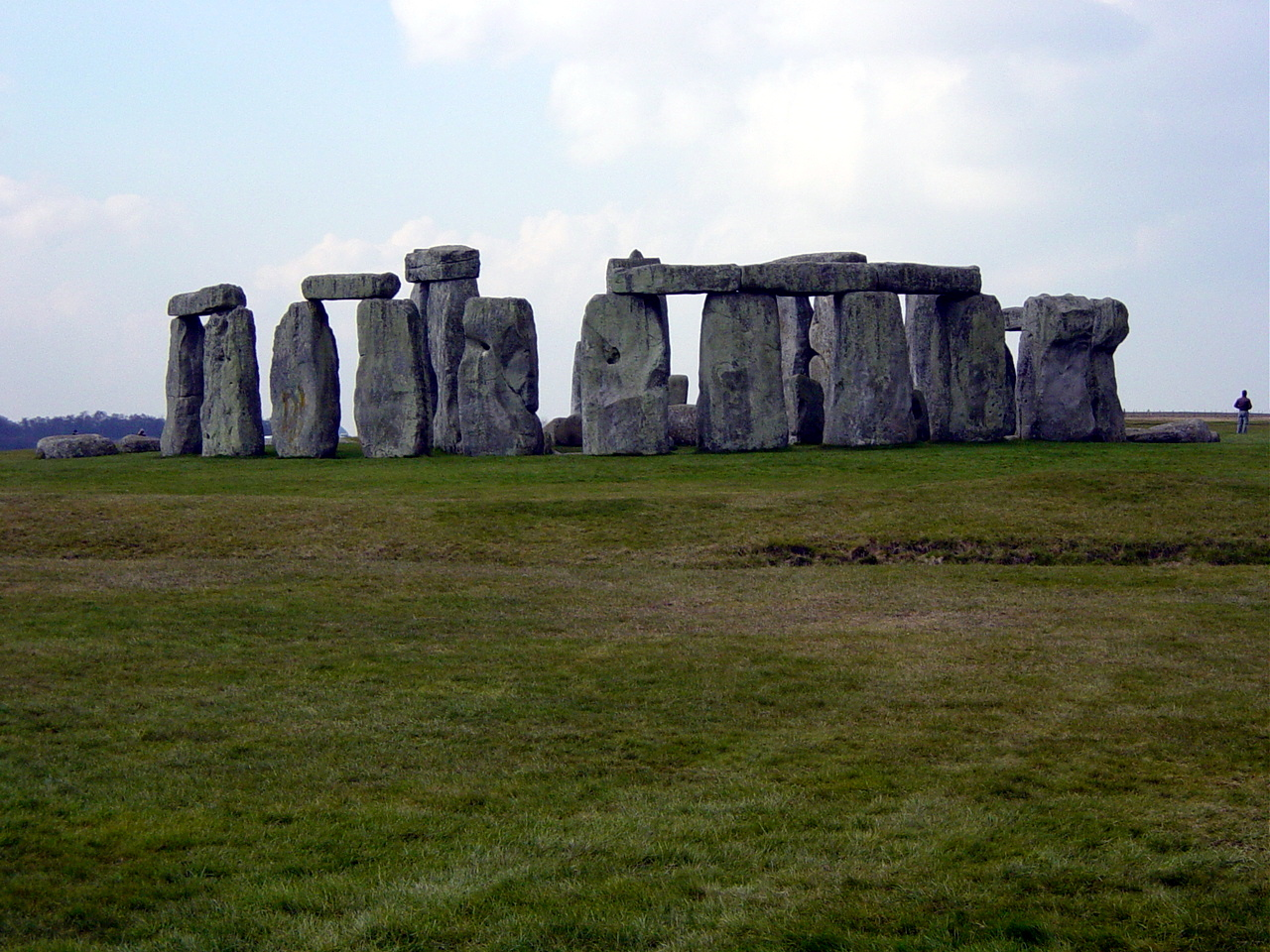
Stonehenge.

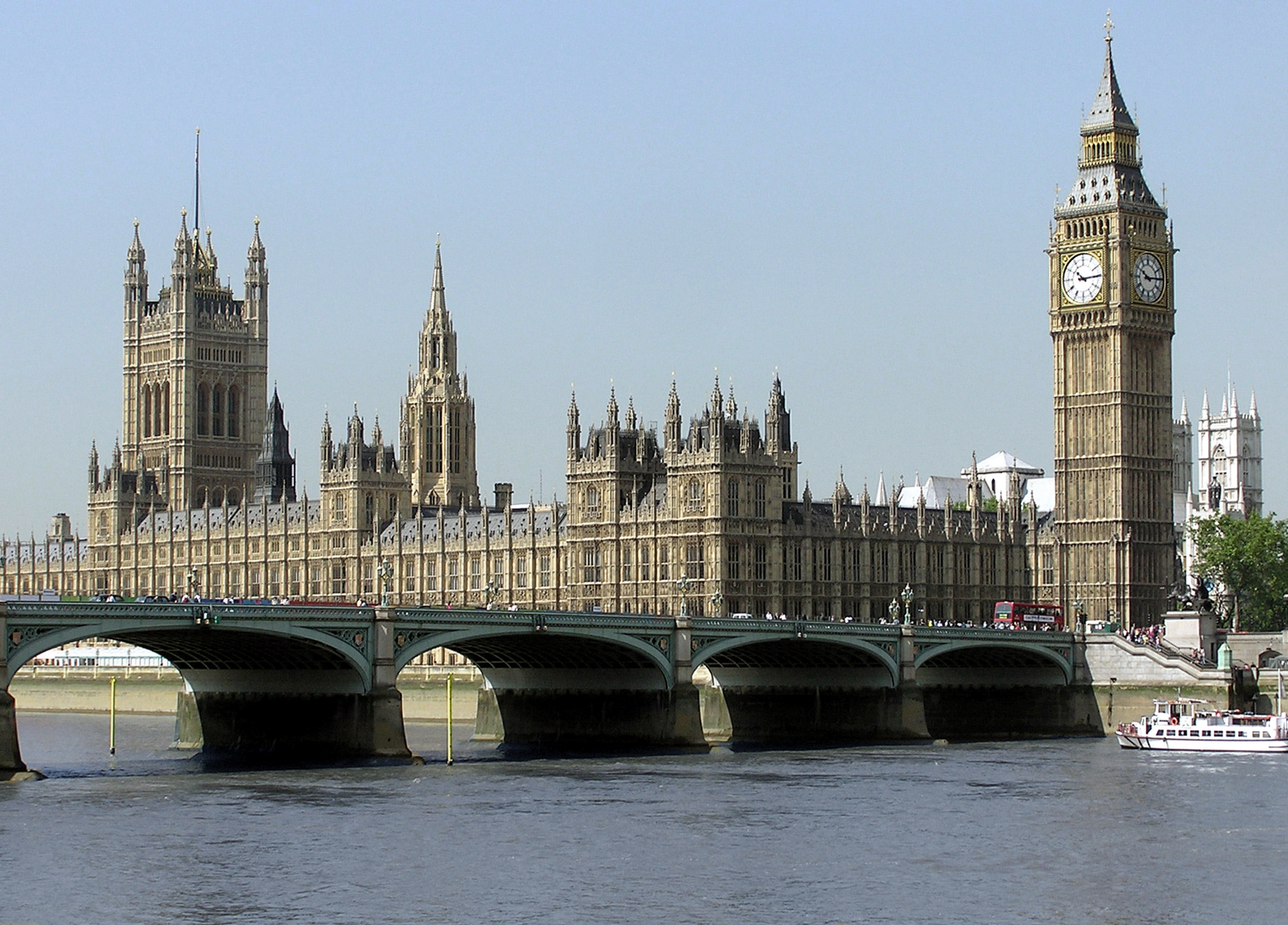
El palau de Westminster, a Londres.

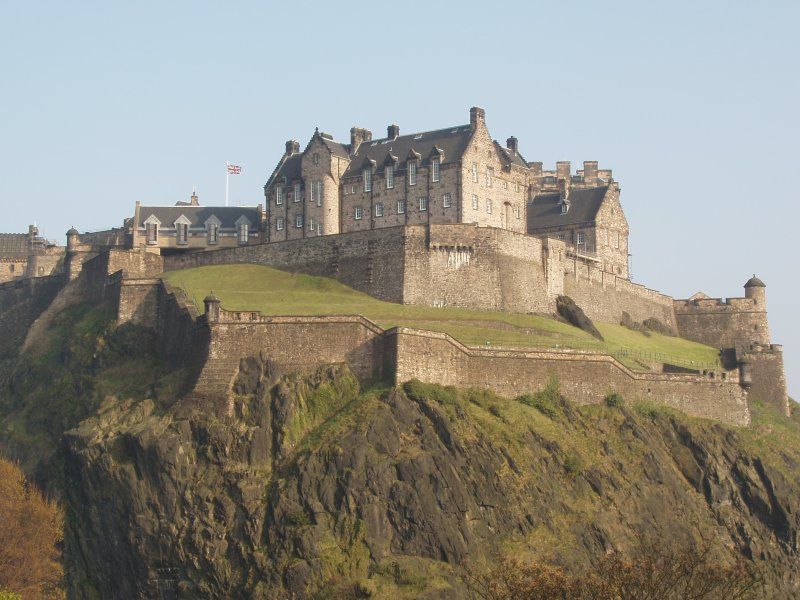
El castell d'Edimburg.

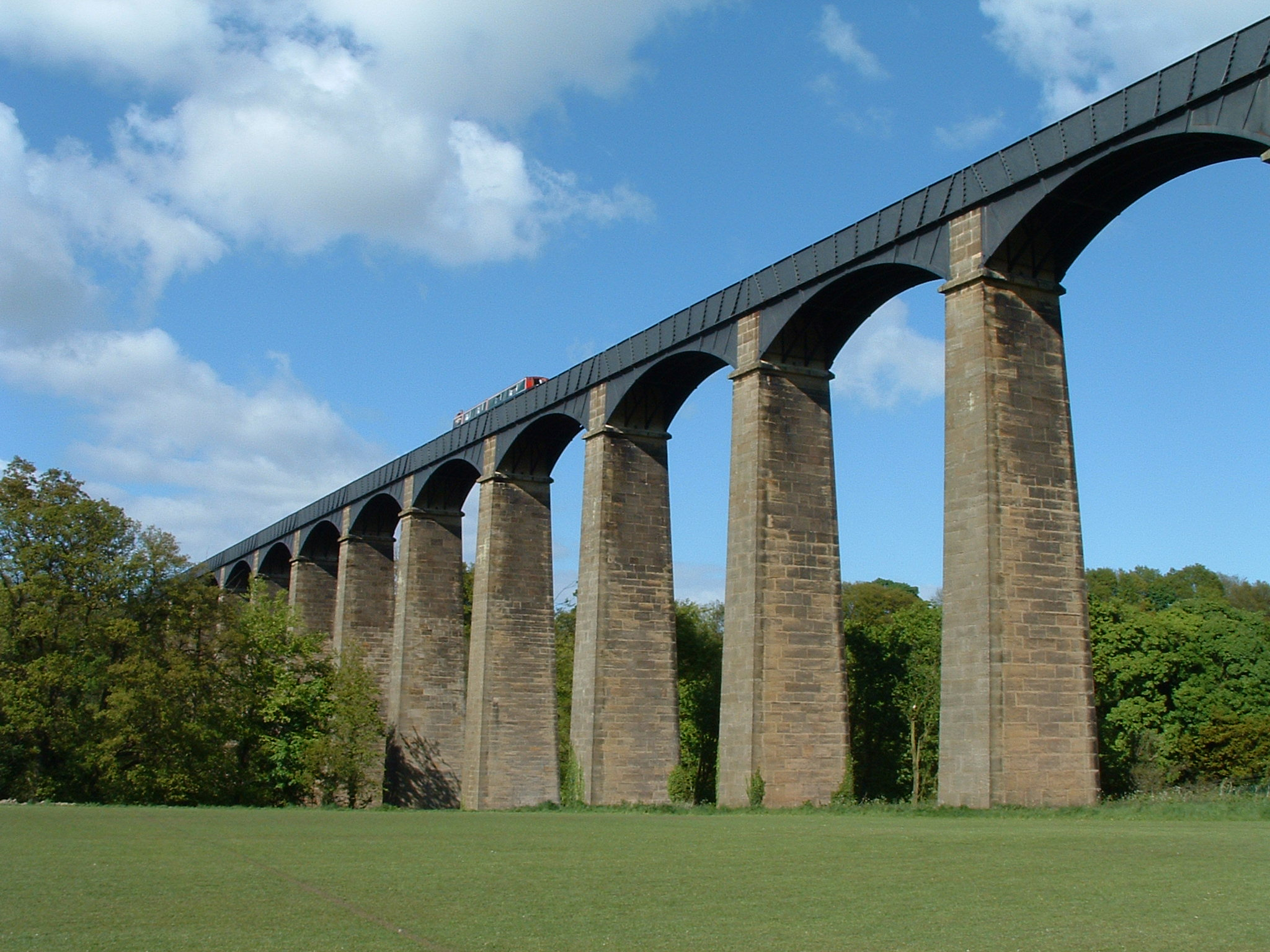
L'aqüeducte de Pontcysyllte.

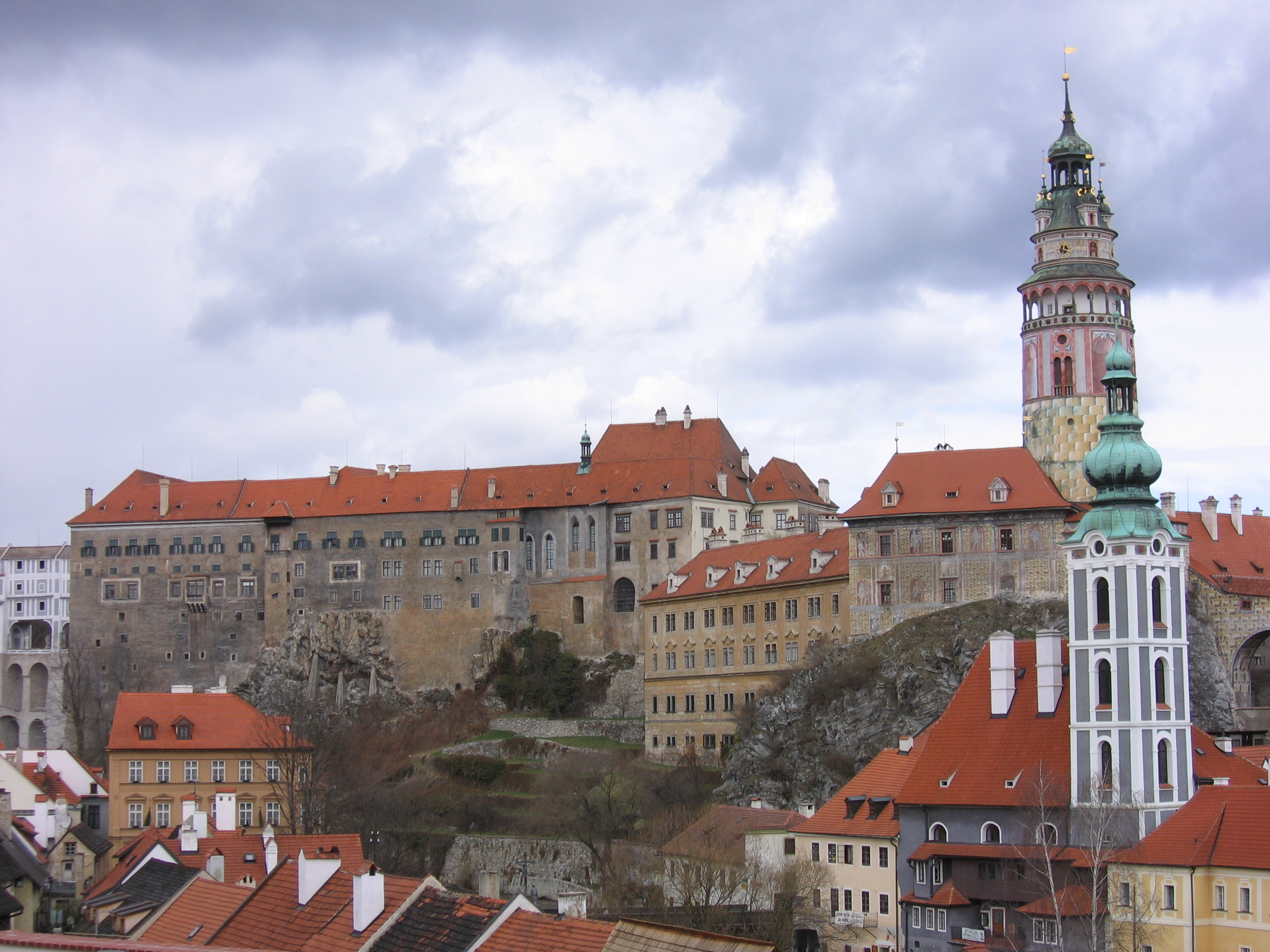
Český Krumlov.

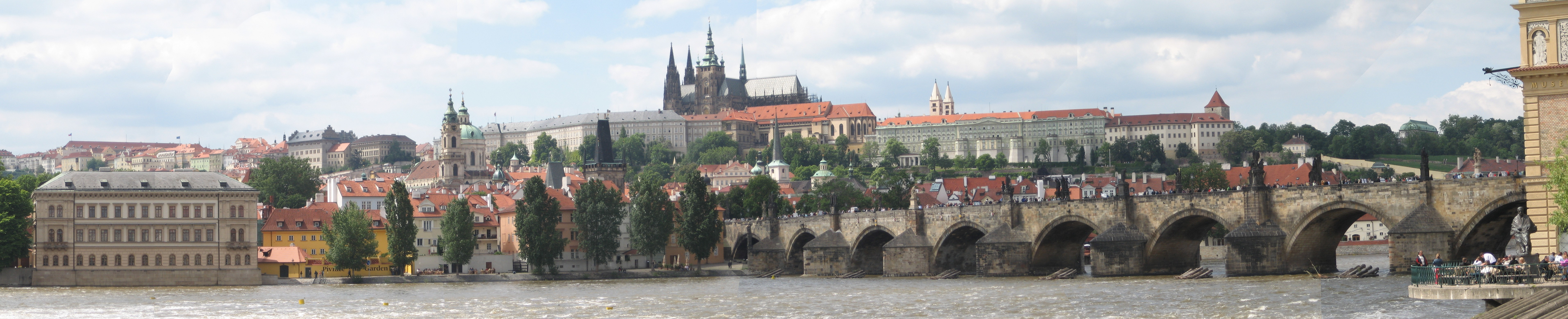
El pont de Carles a Praga.

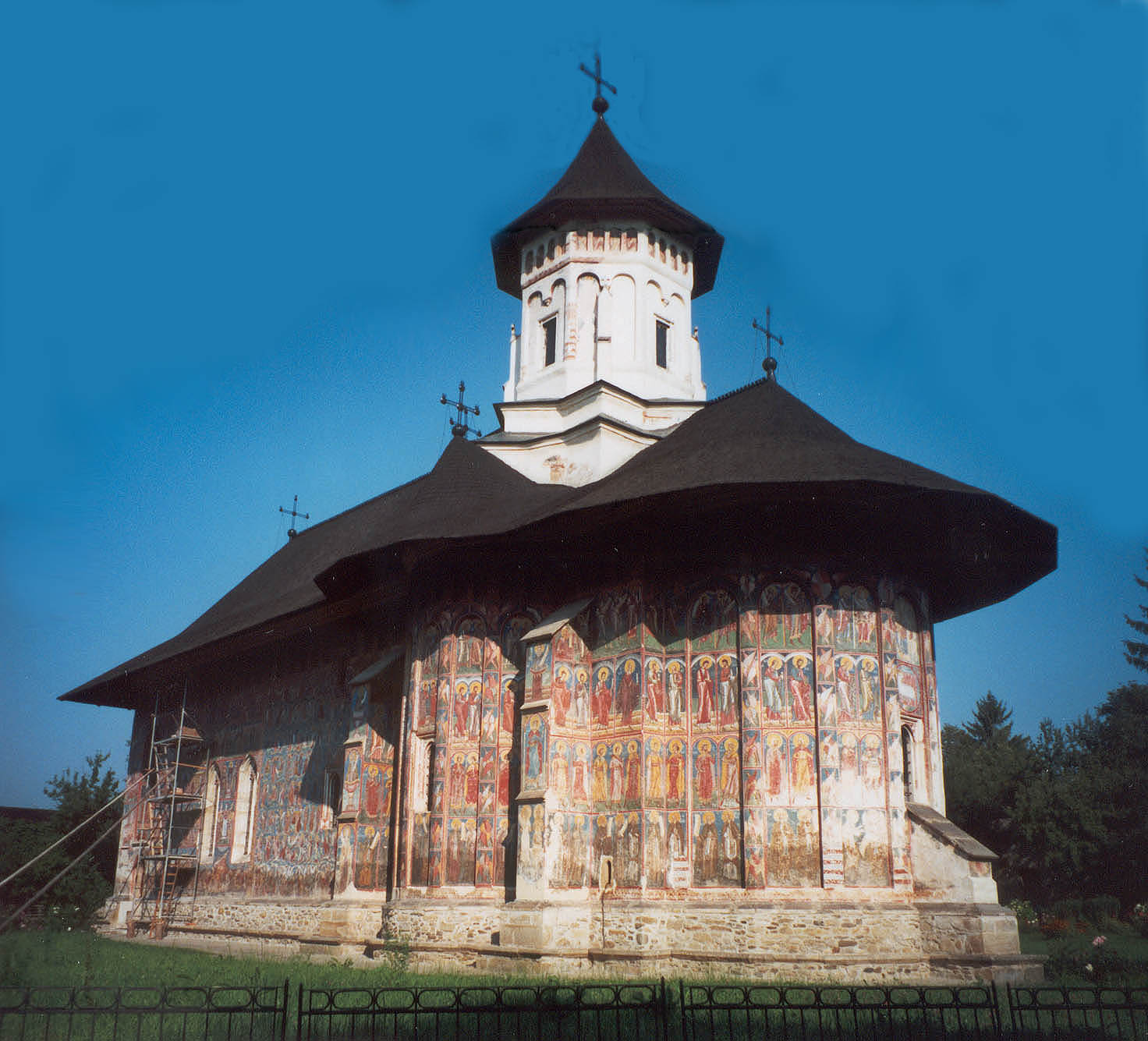
Església pintada del monestir de Moldoviţa, a Moldàvia.

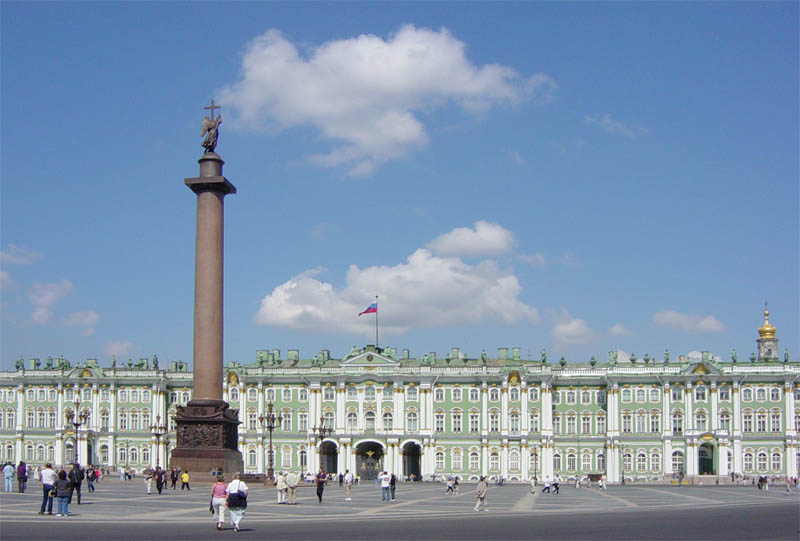
La plaça del Palau i l'Ermitage a Sant Petersburg.

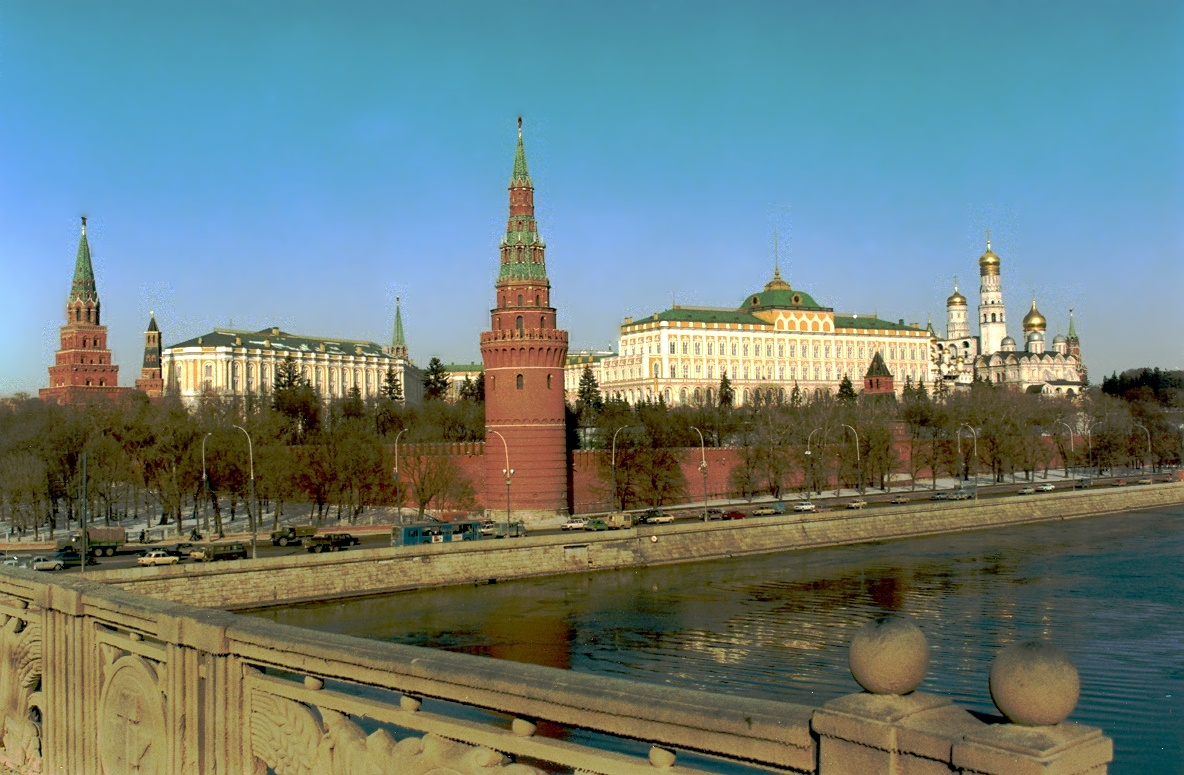
El Kremlin de Moscou.

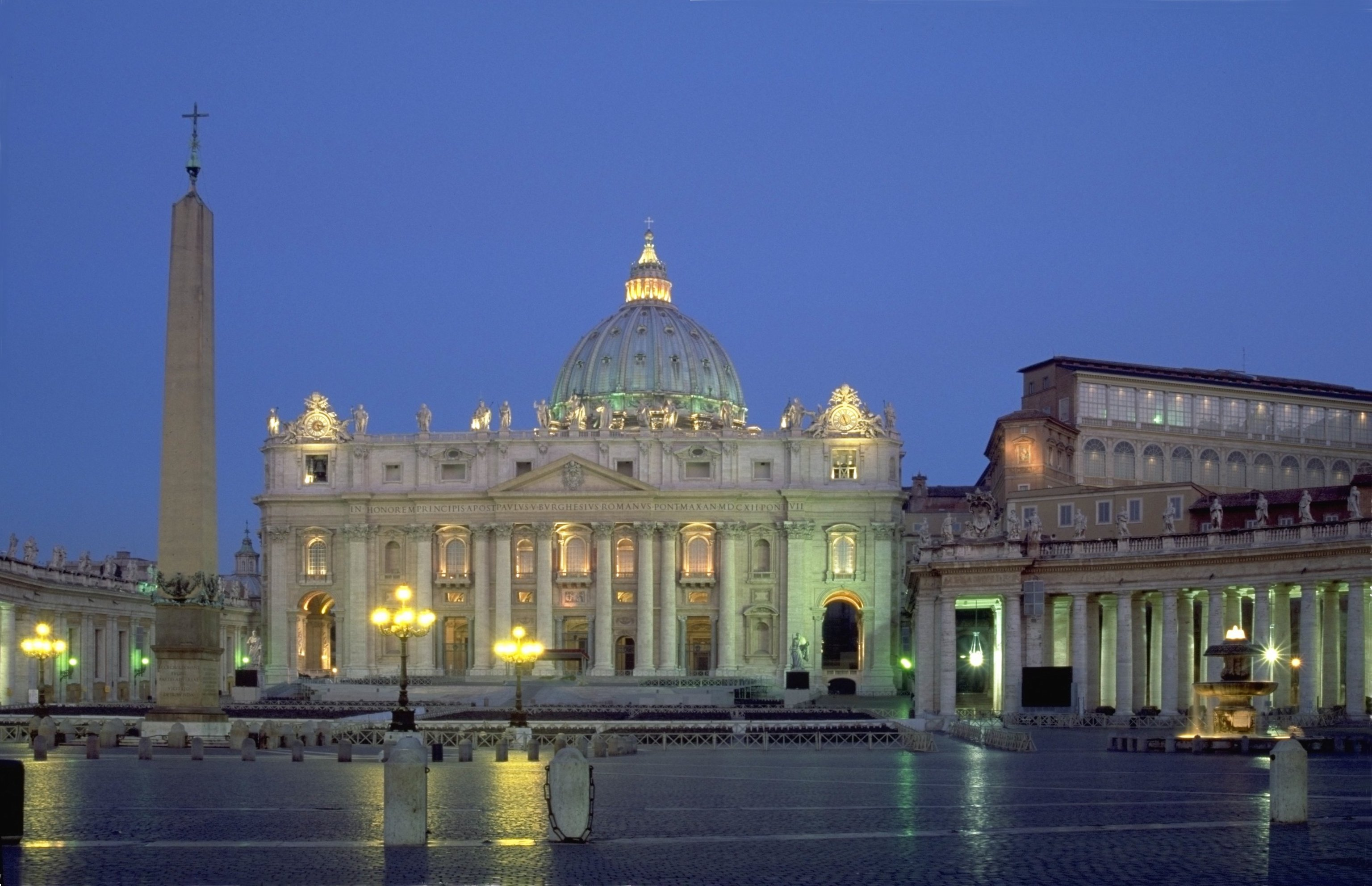
Sant Pere del Vaticà.

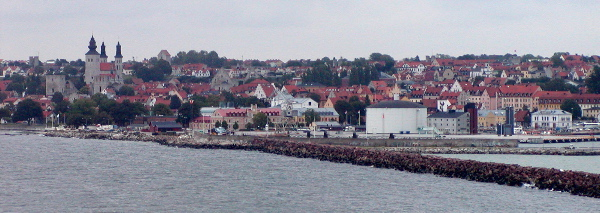
Visby.

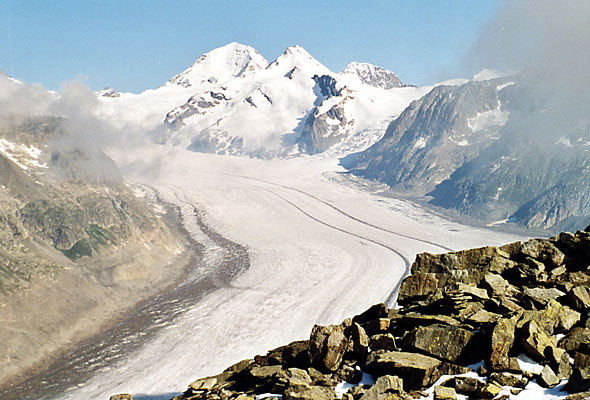
La glacera d'Aletsch i la Jungfrau.

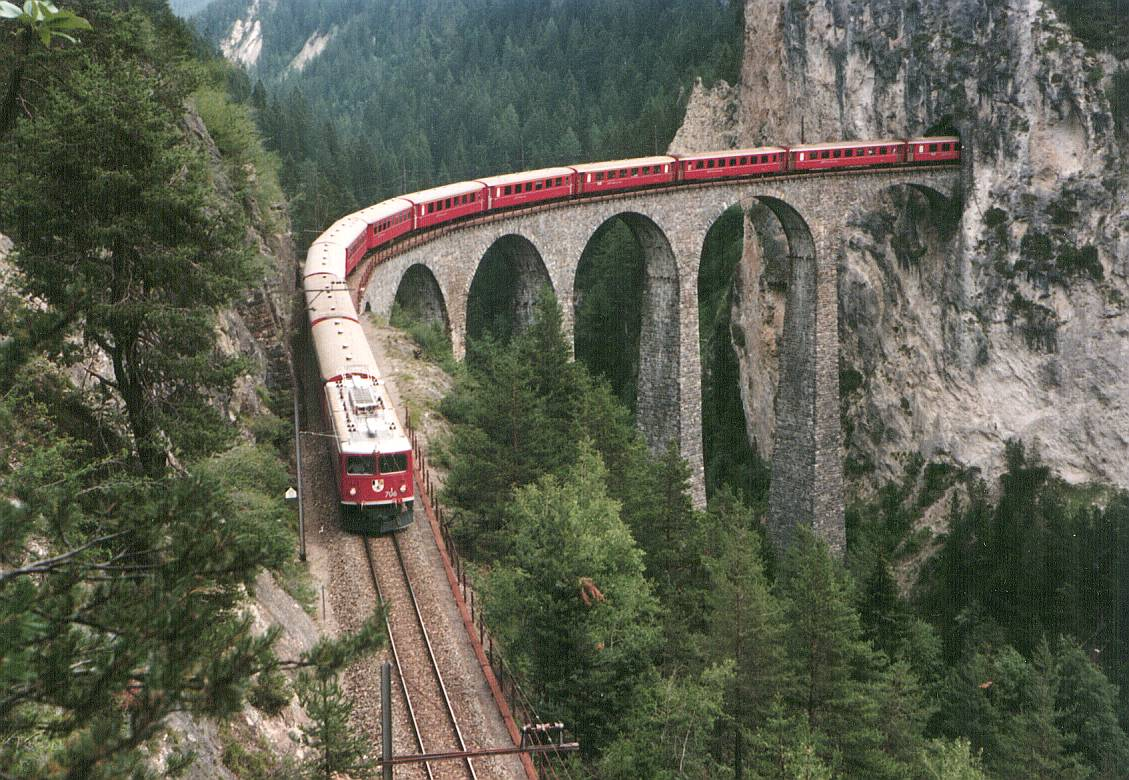
El Ferrocarril Rètic.

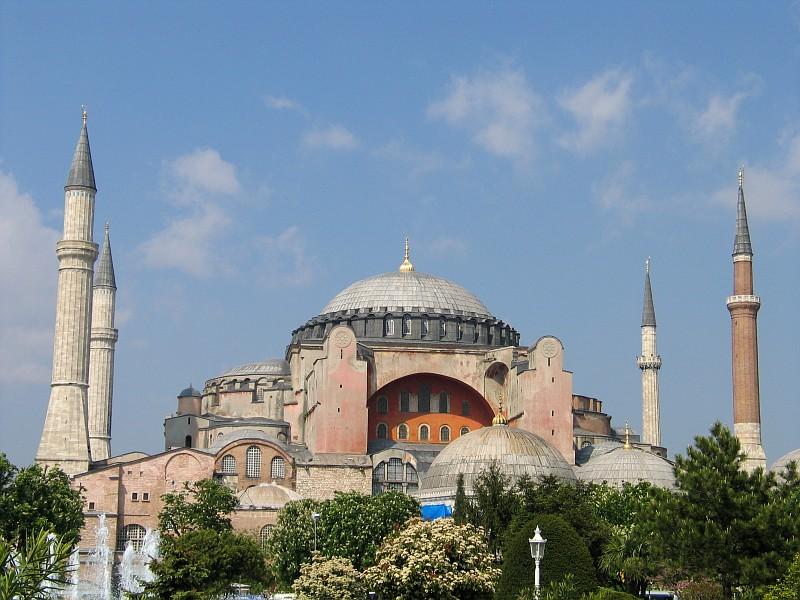
Santa Sofia a Istanbul.

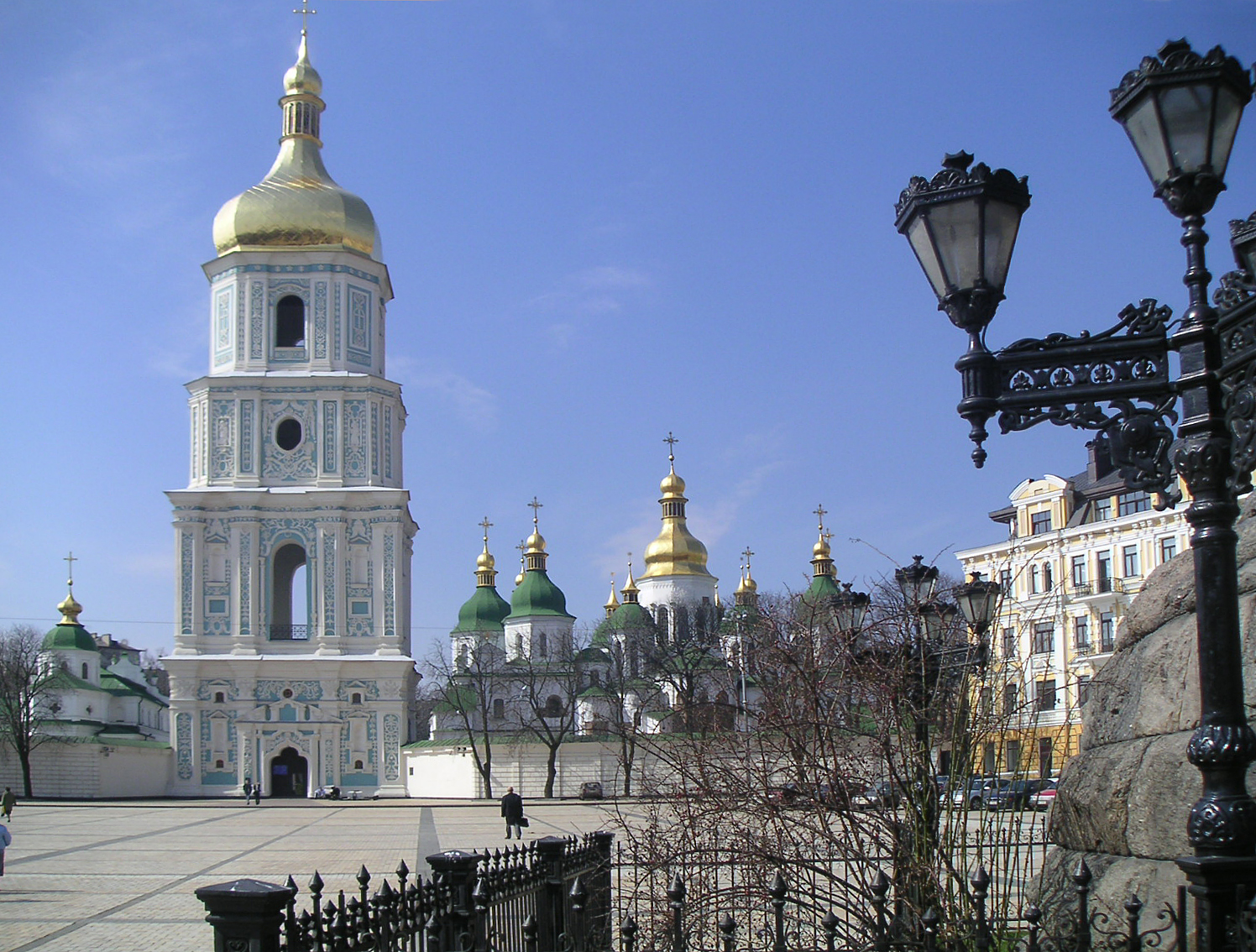
La catedral de Kíev.

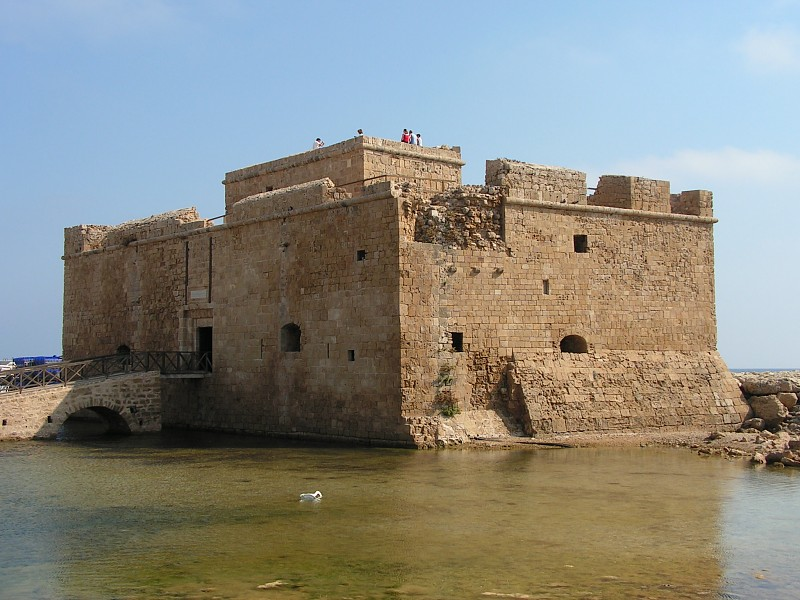
El castell de Pafos.

- 1979 i 1992: El bosc de Białowieża (compartit entre Polònia i Belarús).
- 1980 i 1990: El Centre històric de Roma, els béns de la Santa Seu que es beneficien dels drets d'extraterritorialitat (Ciutat del Vaticà) i la basílica de Sant Pau Extramurs (compartit entre la Santa Seu i Itàlia).

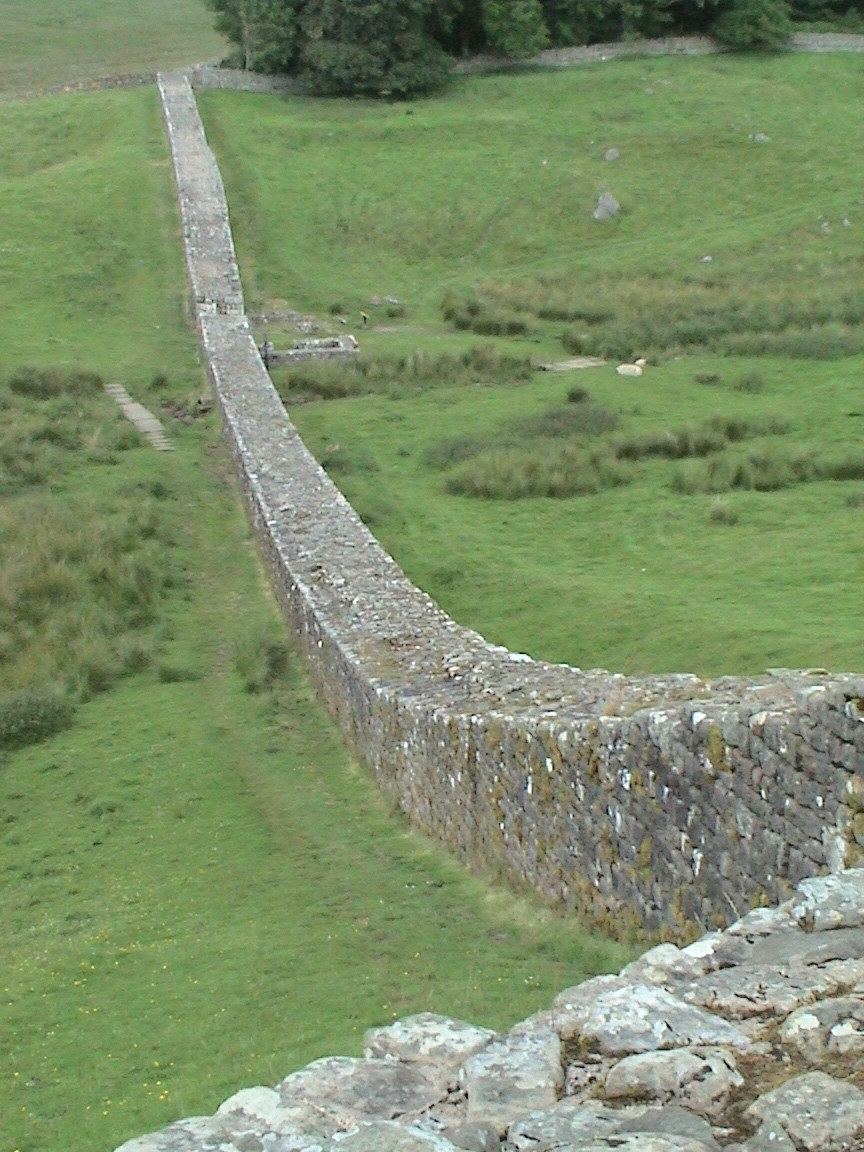
Tram del mur d'Adrià, una de les fronteres de l'Imperi Romà.

- 1987, 2005 i 2008: Les fronteres de l'Imperi Romà: fronteres de la Germània Superior i Rècia, mur d'Adrià i mur d'Antoní (compartit entre Alemanya i el Regne Unit).
- 1995 i 2000: Les Coves càrstiques d'Aggtelek i del Carst Eslovac (compartit entre Hongria i Eslovàquia).
- 1997 i 1999: Els Pirineus – el Mont Perdut (compartit entre França i Espanya).
- 1998 i 2010: Els Llocs d'art rupestre prehistòric de la vall del Côa i de Siega Verde (compartit entre Portugal i Espanya).
- 1999 i 2005: Els belforts o beffrois (torres cíviques) dels antics comtats de Flandes i Hainaut (compartit entre Bèlgica i França). A més dels belforts o beffrois, la llista inclou sis campanars flamencs.
- 2000: L'istme de Curlàndia (compartit entre Lituània i la Federació Russa).
- 2000 i 2006: La Costa Alta i l'arxipèlag de Kvarken (compartit entre Suècia i Finlàndia).
- 2001: El paisatge cultural del llac Fertő tó o Neusiedler (compartit entre Àustria i Hongria).
- 2003 i 2010: El monte San Giorgio (compartit entre Suïssa i Itàlia).
- 2004: El parc de Muskau o Mużakowski, a banda i banda del riu Neisse o Nysa (compartit entre Alemanya i Polònia).
- 2005: L'arc geodèsic de Struve (compartit entre Belarús, Estònia, Finlàndia, Letònia, Lituània, Moldàvia, Noruega, Suècia, la Federació Russa i Ucraïna).
- 2007 i 2011: Fageda verge dels Carpats i d'altres regions d'Europa (compartit entre Alemanya, Eslovàquia i Ucraïna).
- 2008: El Ferrocarril Rètic en el paisatge cultural de l'Albula i el Bernina (compartit entre Itàlia i Suïssa).
- 2009 i 2014: La mar de Wadden (compartit entre Alemanya, Dinamarca i els Països Baixos).
- 2011: Llocs palafítics prehistòrics al voltant dels Alps (compartit entre Alemanya, Àustria, Eslovènia, França, Itàlia i Suïssa).
- 2012: El Patrimoni del Mercuri, format per les mines de mercuri d'Almadén (Espanya) i Idrija (Eslovènia).
- 2013: Les esglésies de fusta de la regió carpàtica (compartit entre Polònia i Ucraïna).
- 2016: L'obra arquitectònica de Le Corbusier (compartit entre França, Alemanya, Argentina, Bèlgica, Índia, Japó, Suïssa).
- 2016: Els cementiris de tombes medievals (stećci) (compartit entre Bòsnia i Hercegovina, Croàcia, Montenegro i Sèrbia).

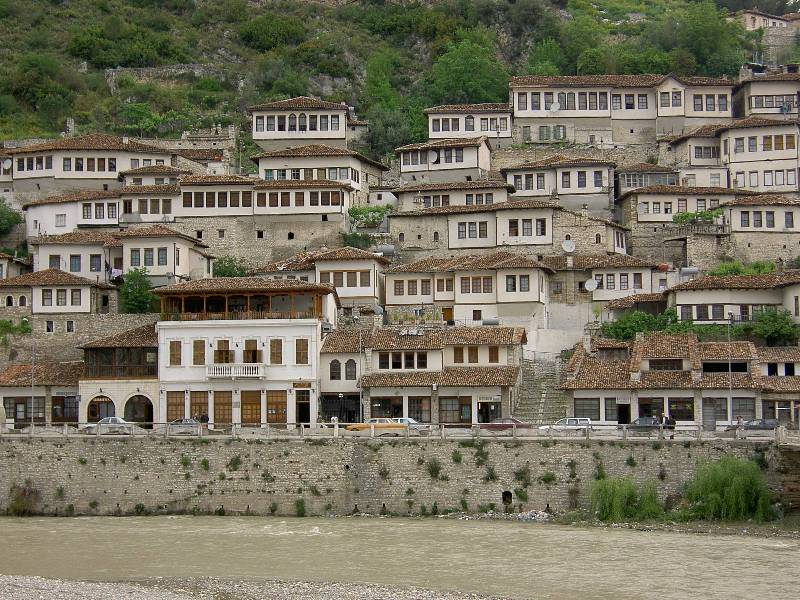
El centre històric de Berat.

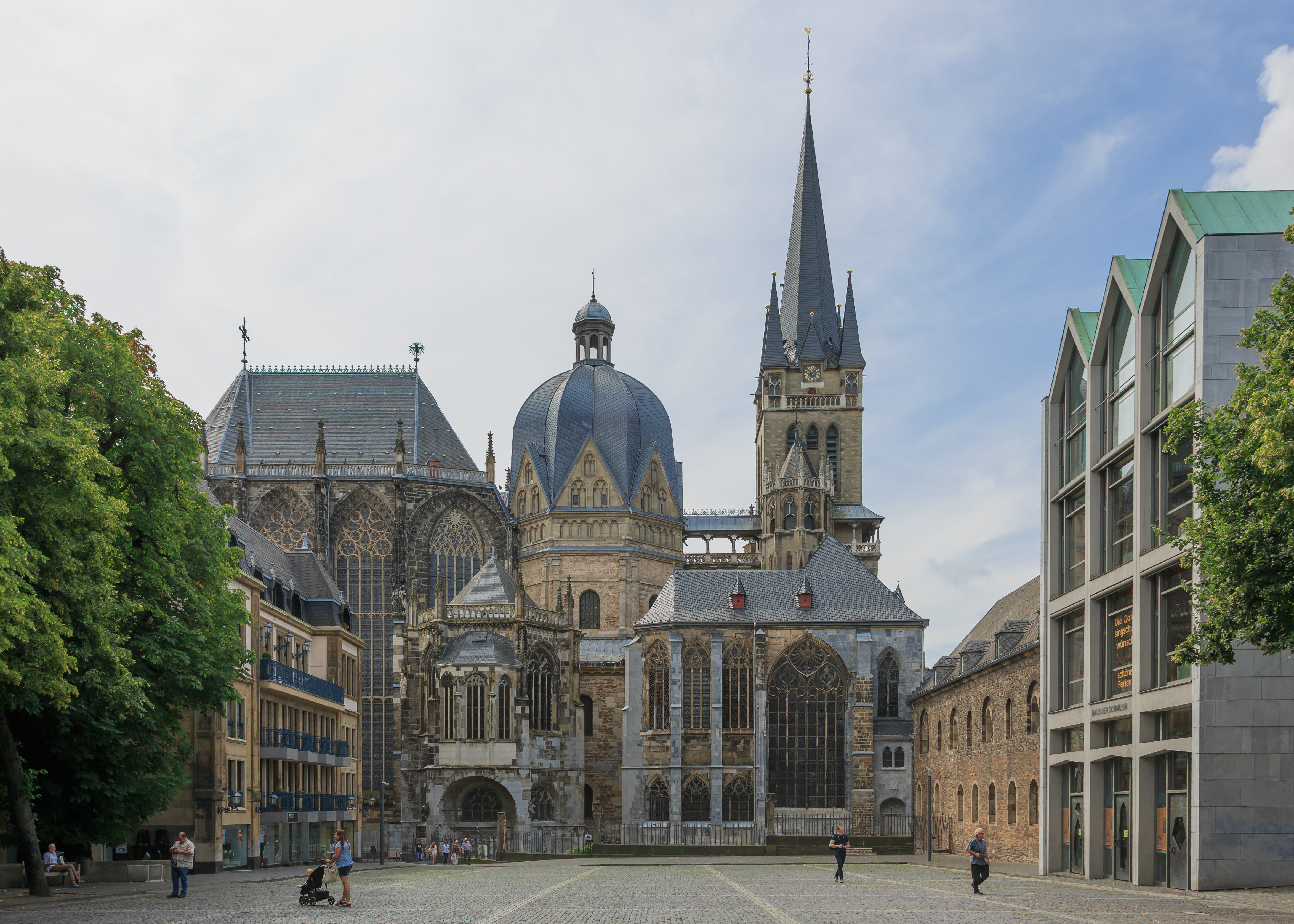
La catedral d'Aquisgrà.

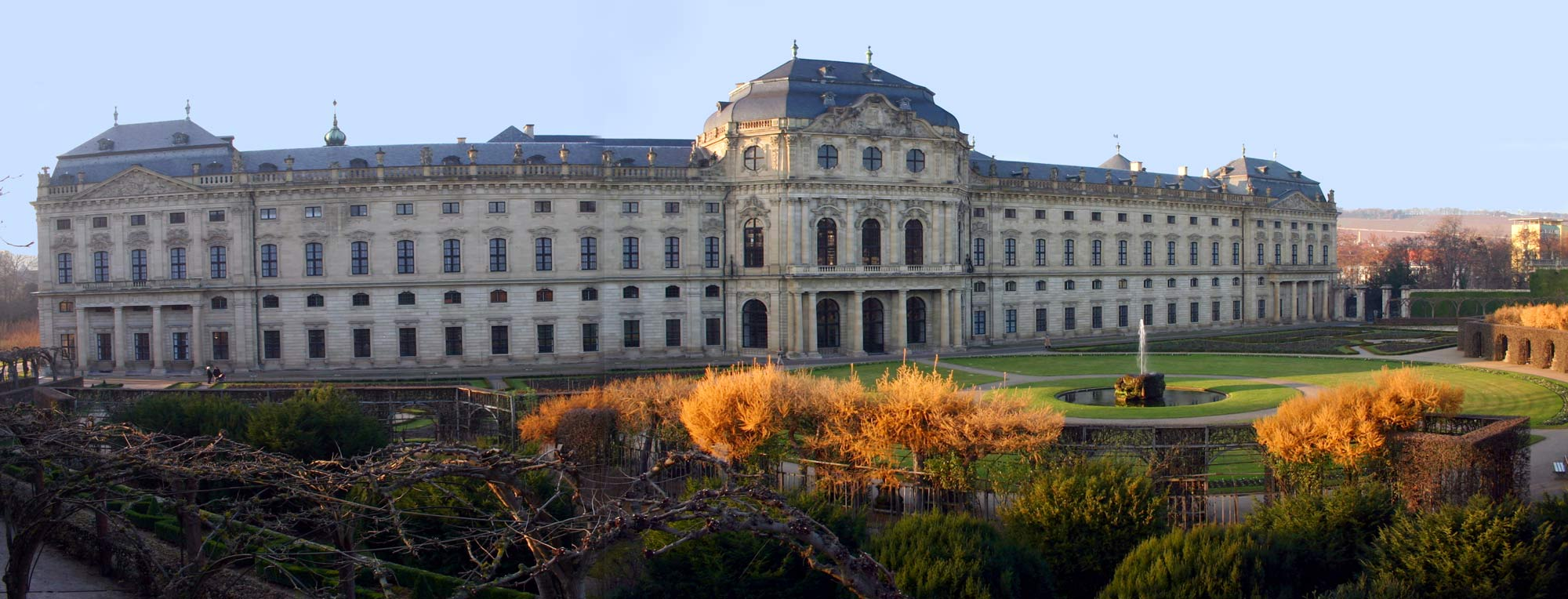
La Residència de Würzburg amb el jardí de la Cort.

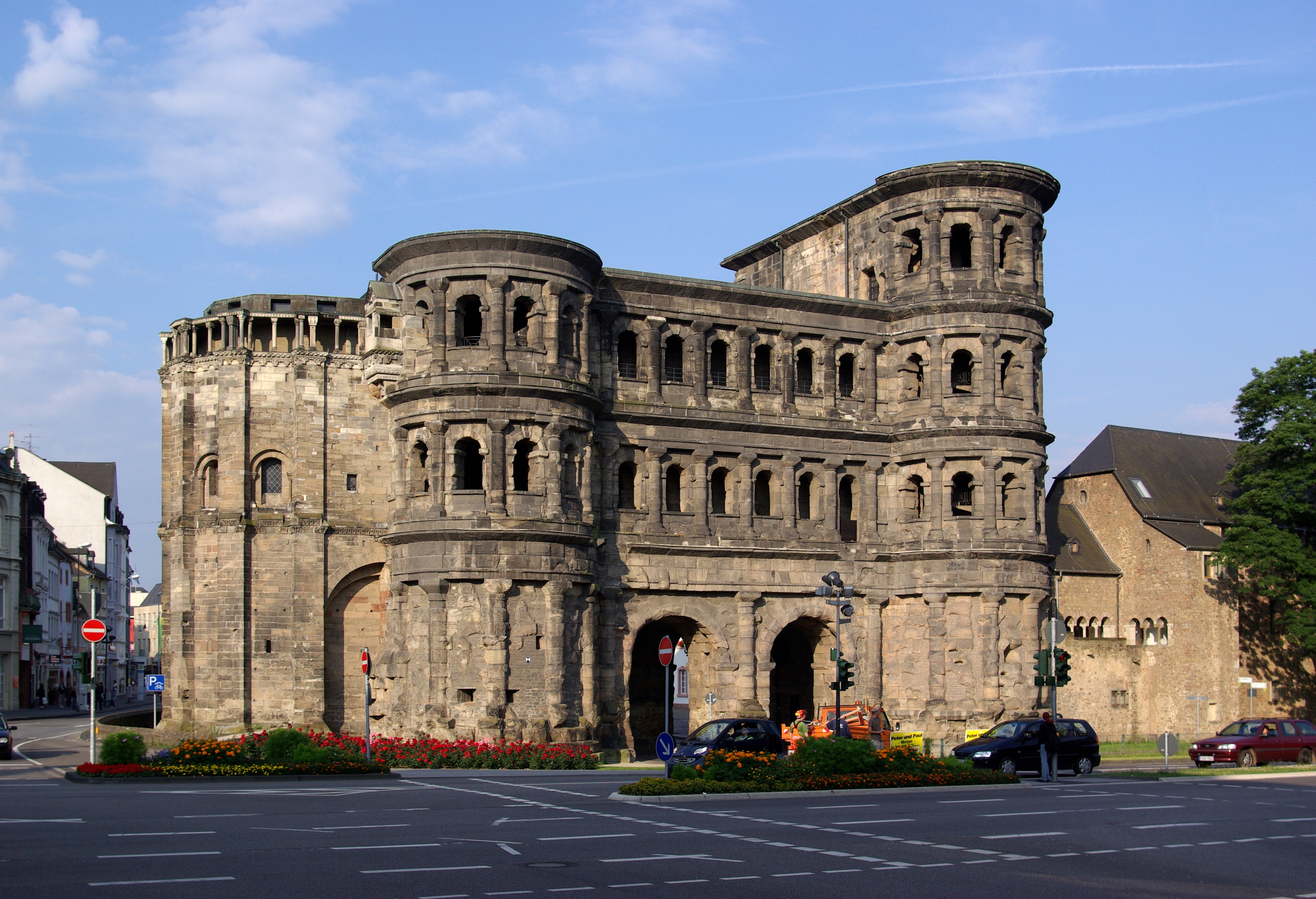
La Porta Nigra, monument romà de Trèveris.

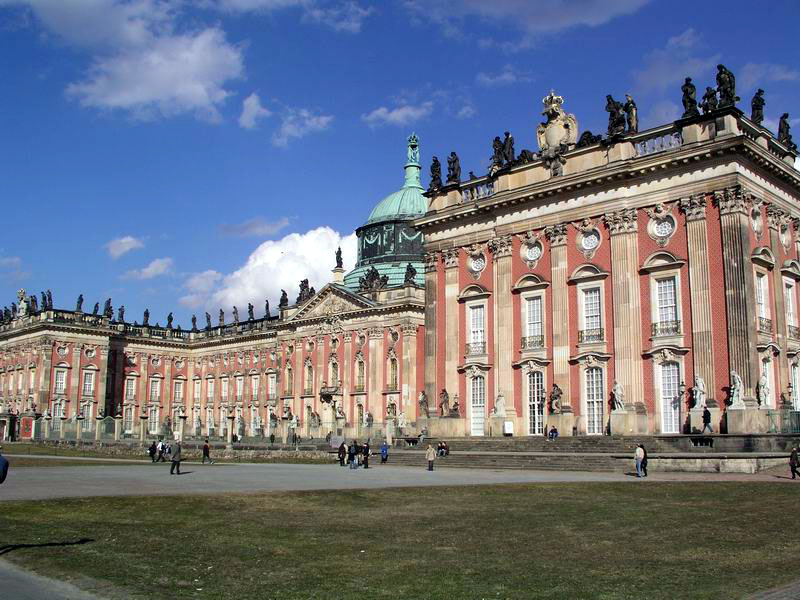
El Palau Nou de Potsdam.

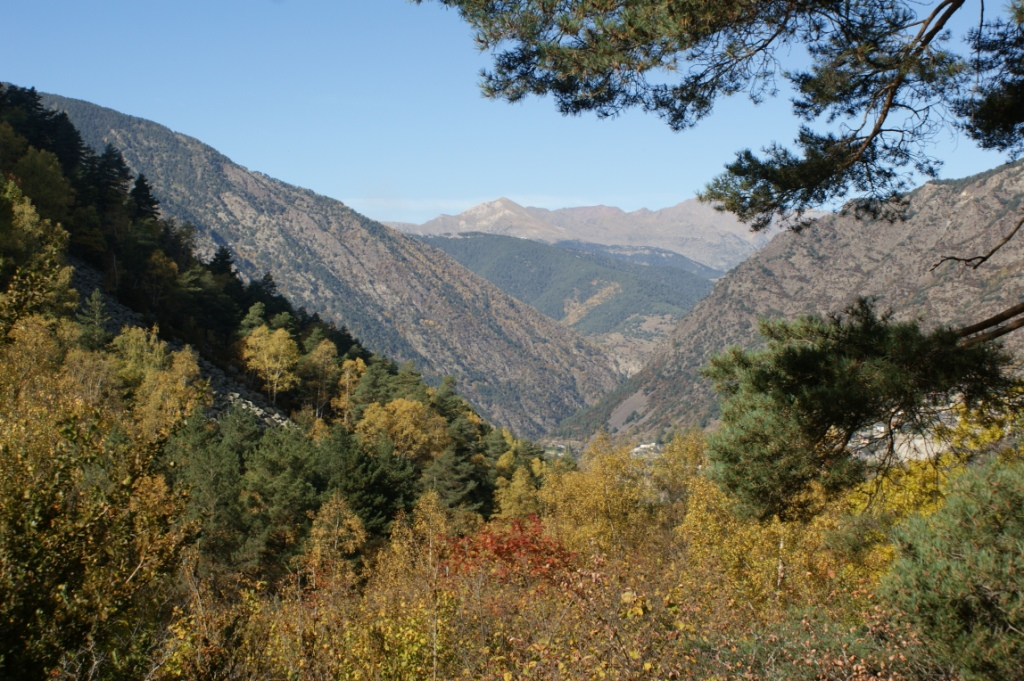
La vall del Madriu-Perafita-Claror.

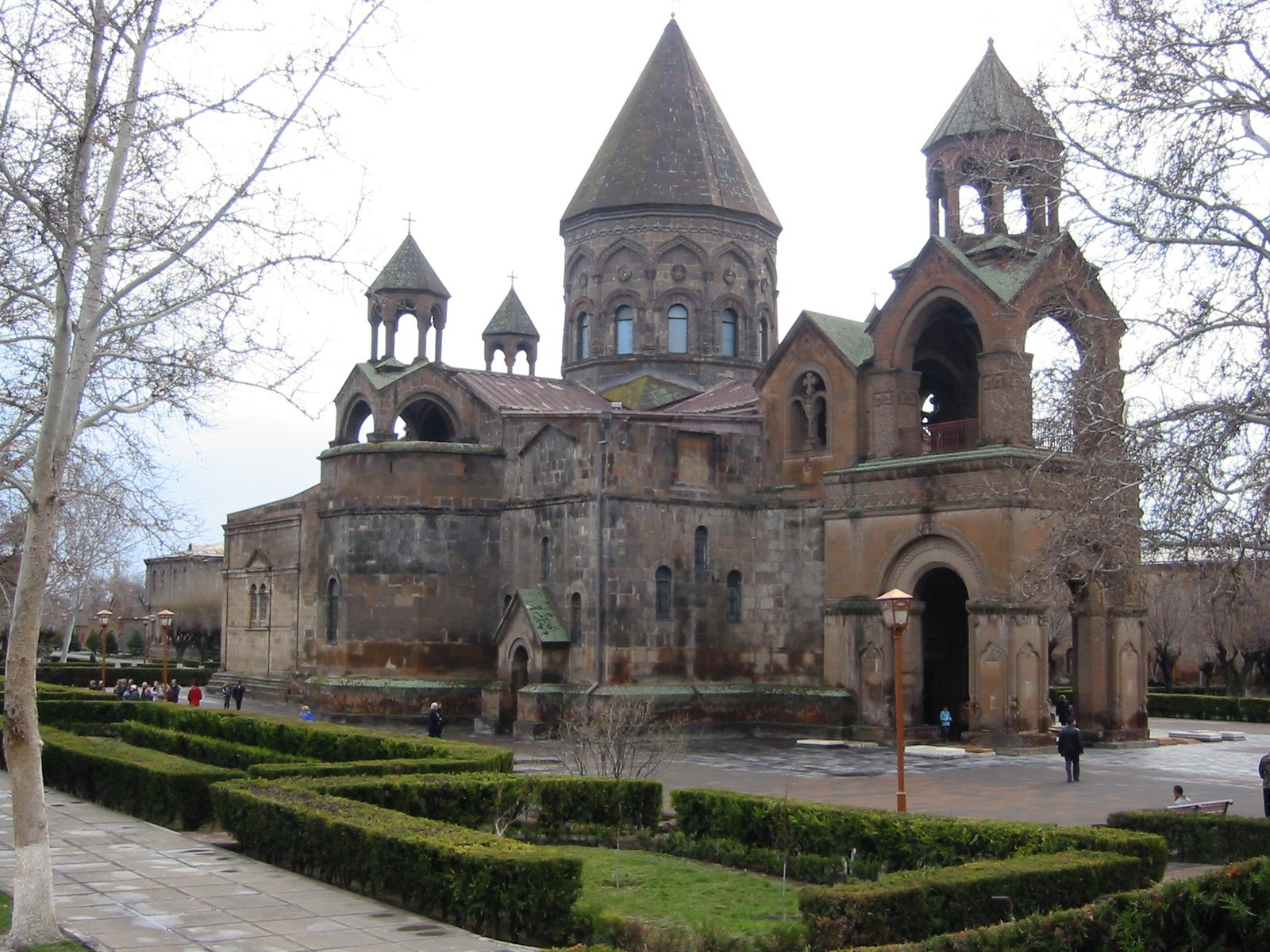
La catedral d'Edjmiatsín.

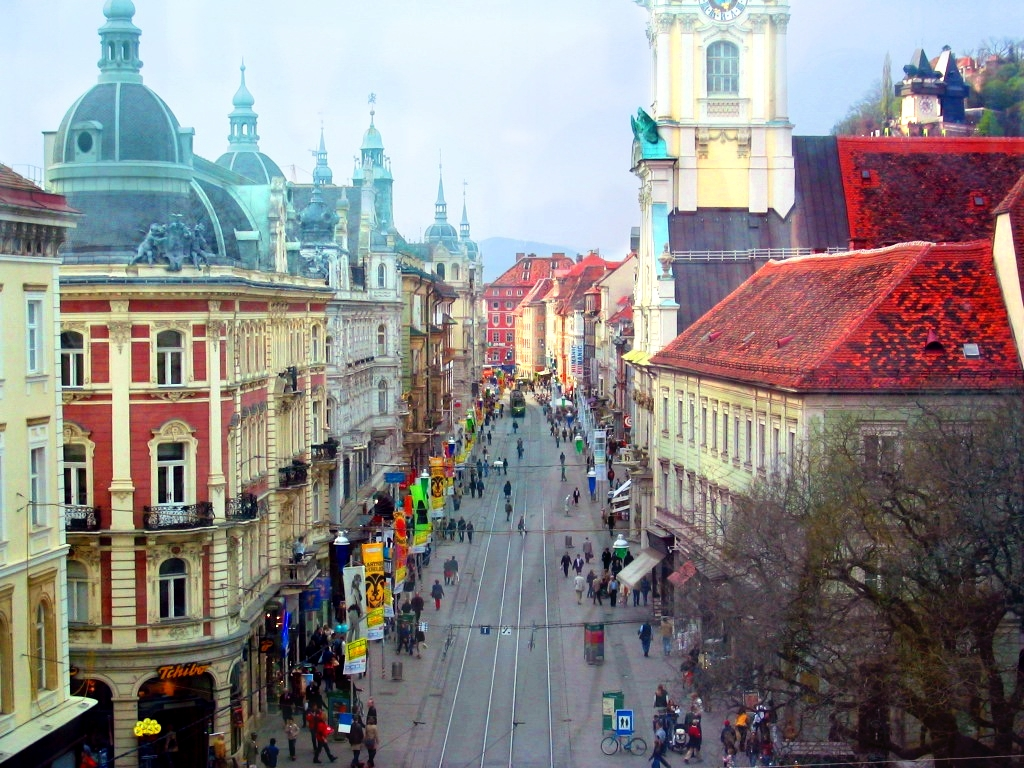
El centre històric de Graz.

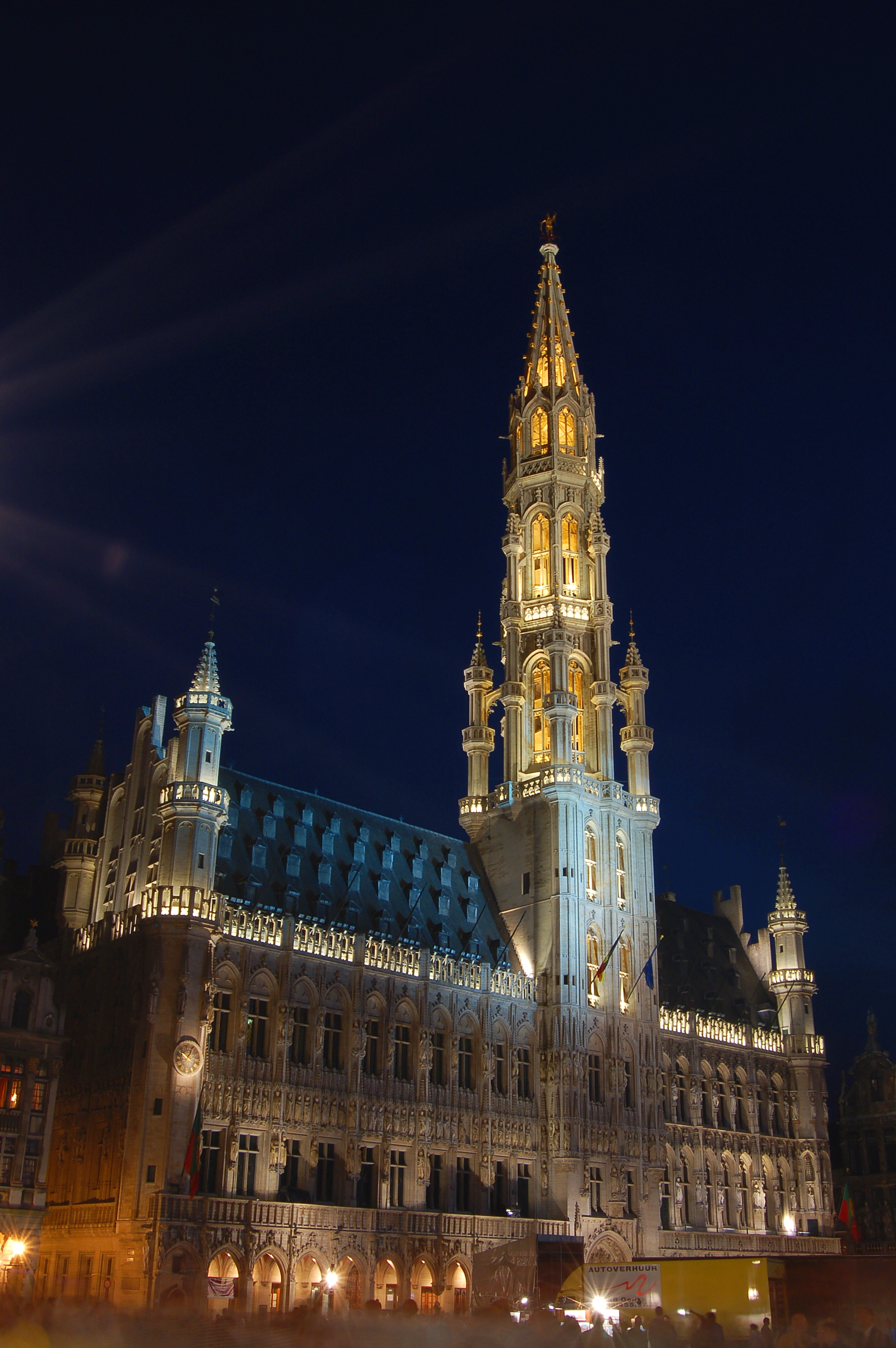
L'ajuntament de Brussel·les, amb la seva torre característica, a la Grand-Place.

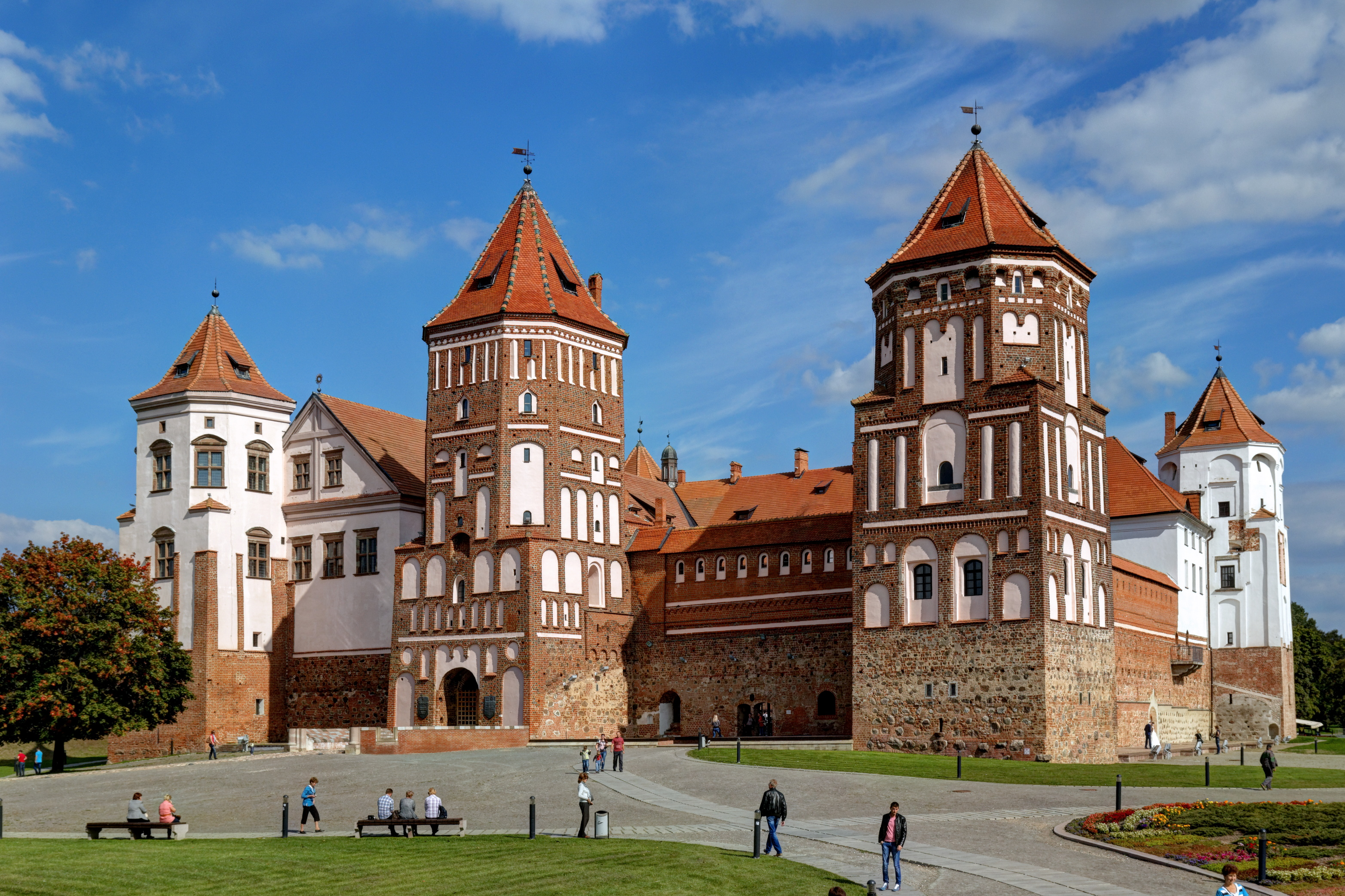
El castell de Mir.

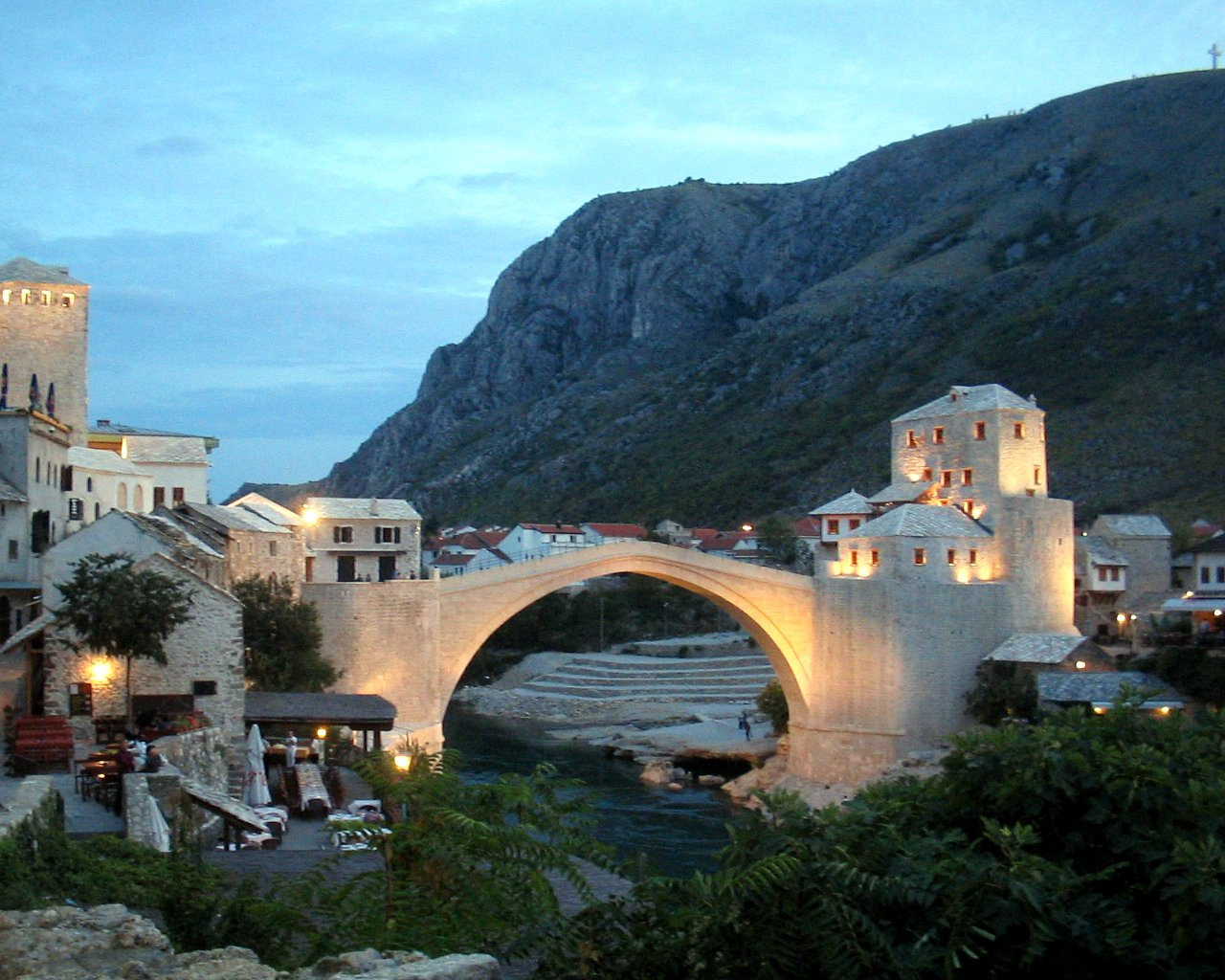
El Pont Vell de Mostar.

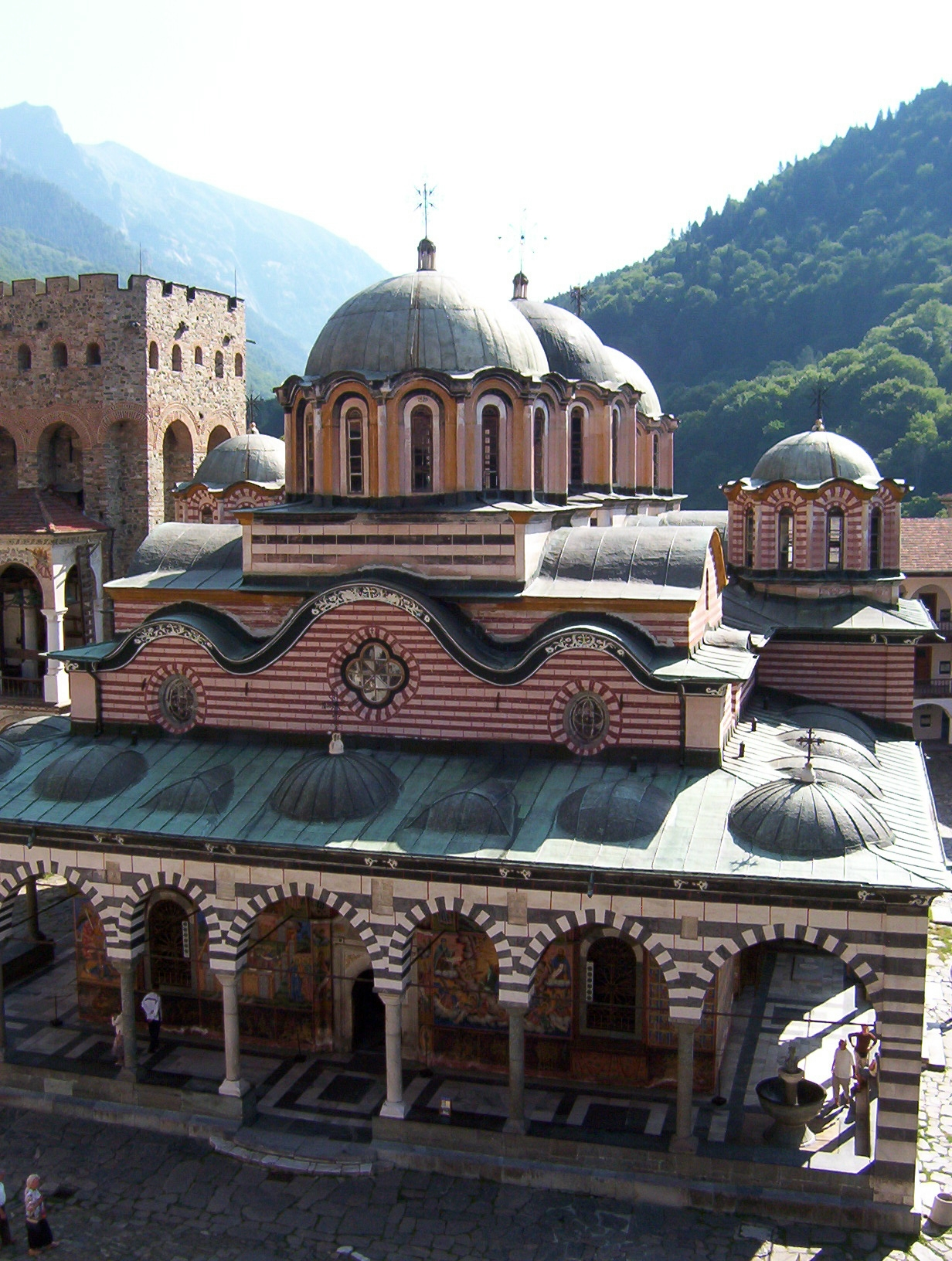
El monestir de Rila.

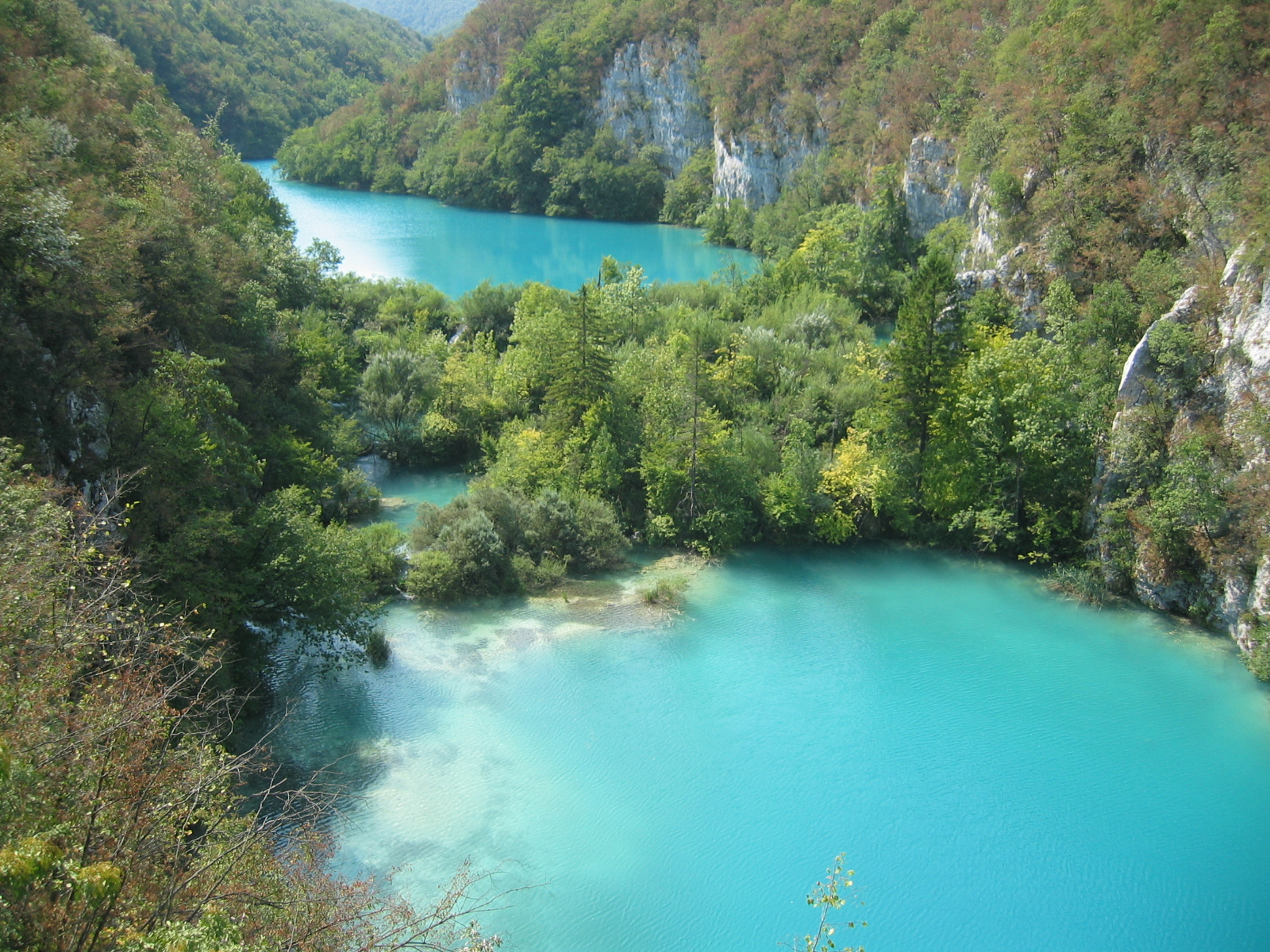
Els llacs de Plitvice.

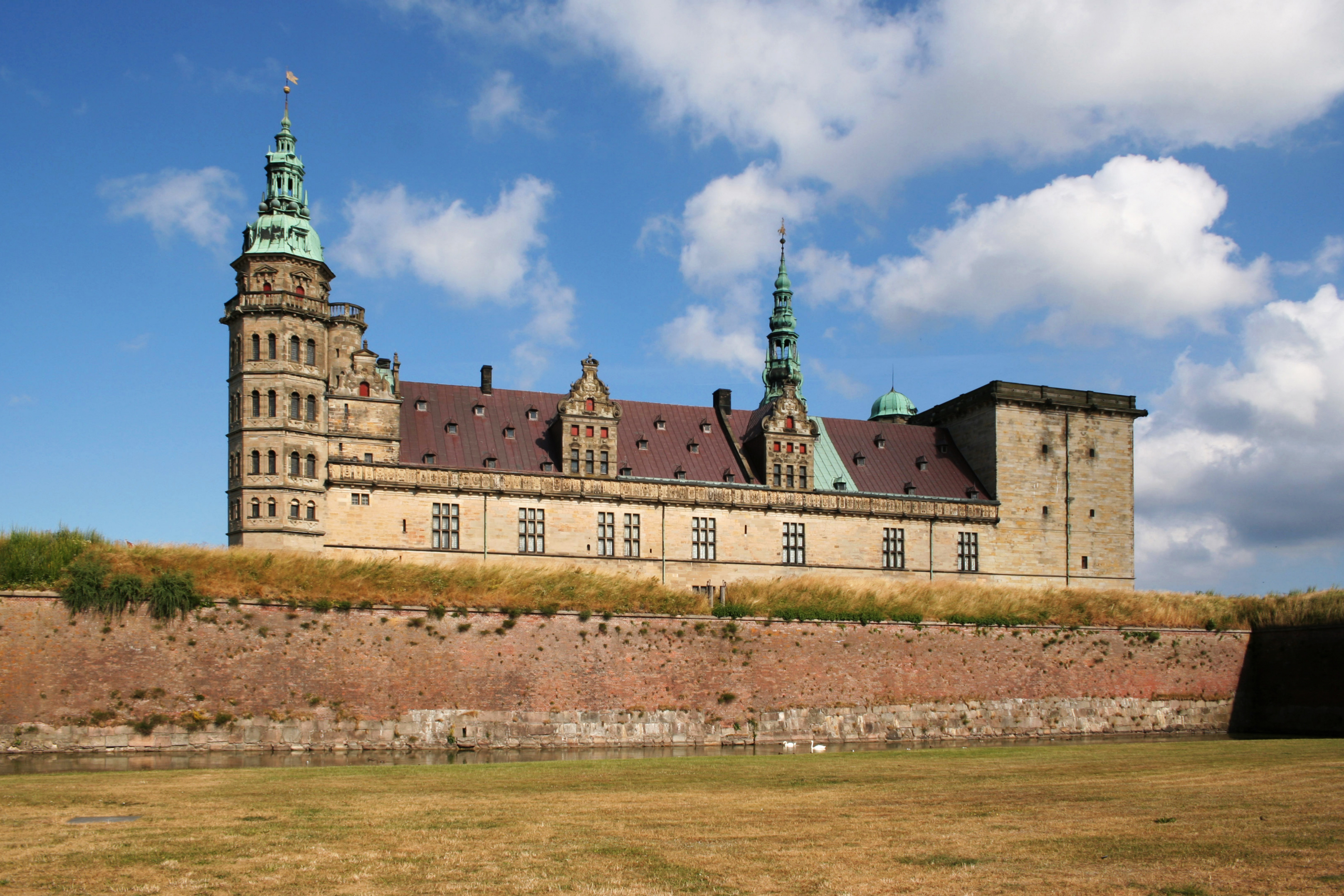
El castell de Kronborg.

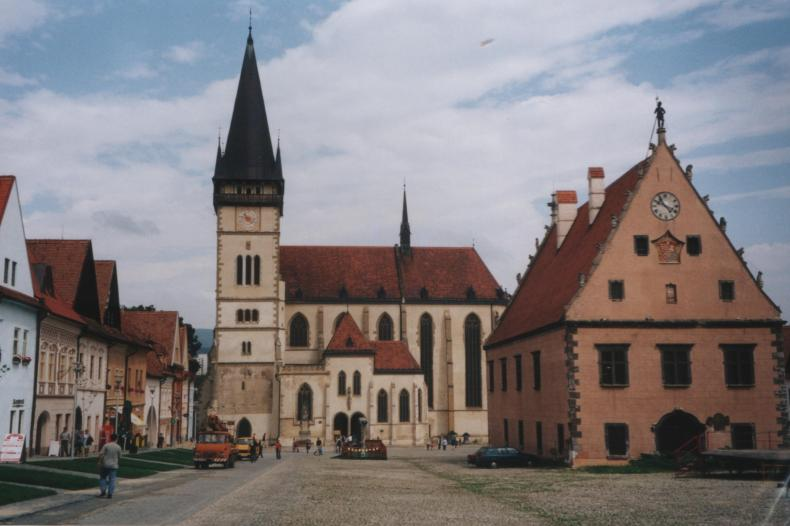
La plaça de la vila de Bardejov.

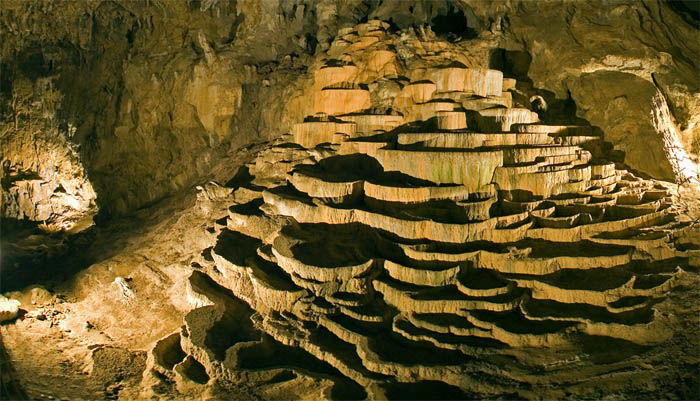
Les coves de Škocjan.

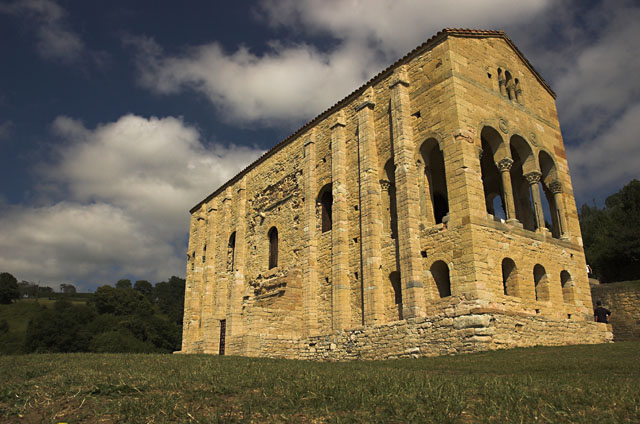
Santa María del Naranco, església preromànica a Astúries.

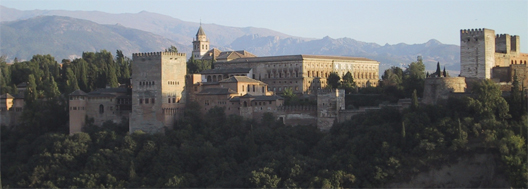
L'Alhambra de Granada.

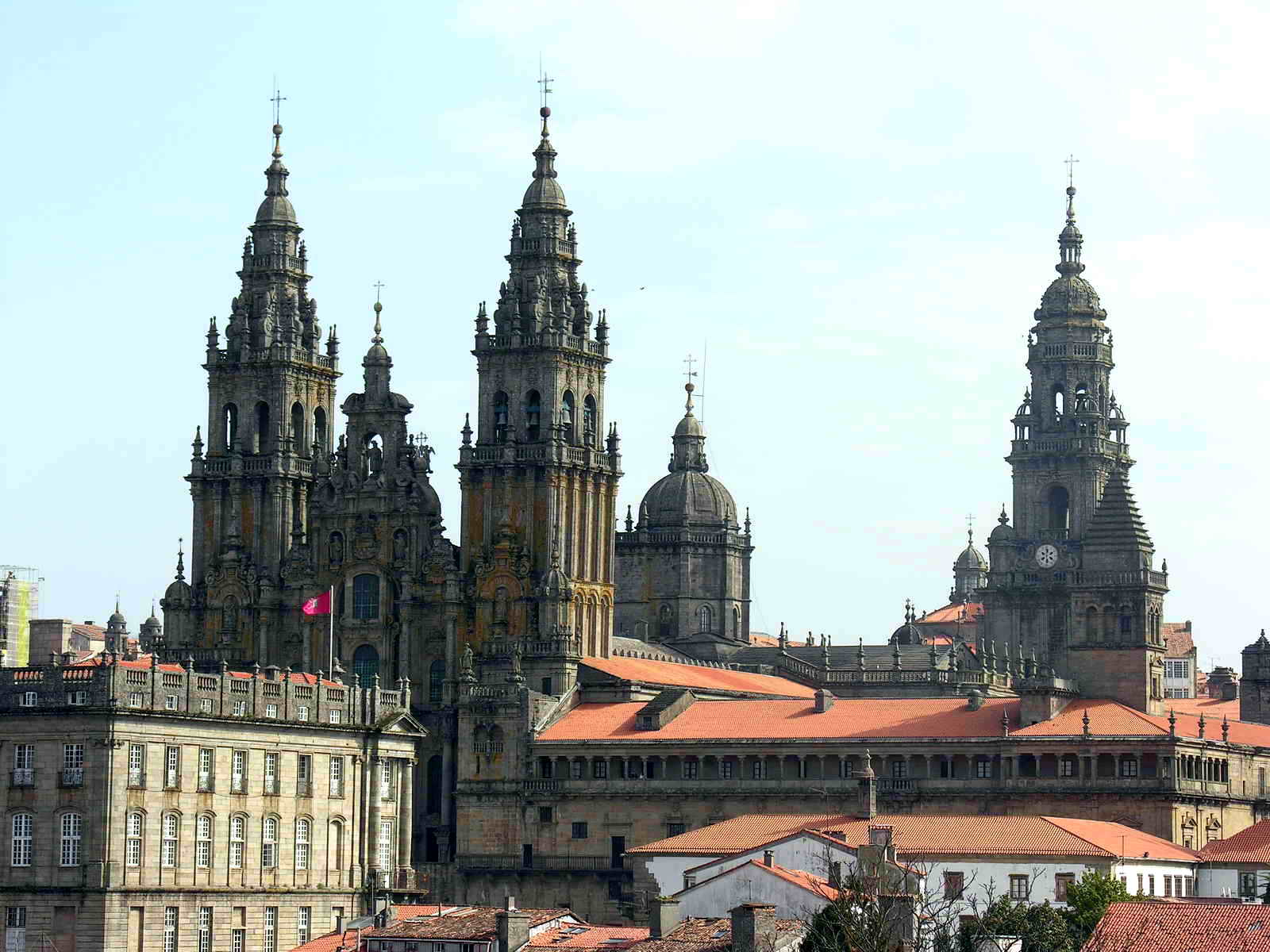
La catedral de Santiago de Compostel·la.

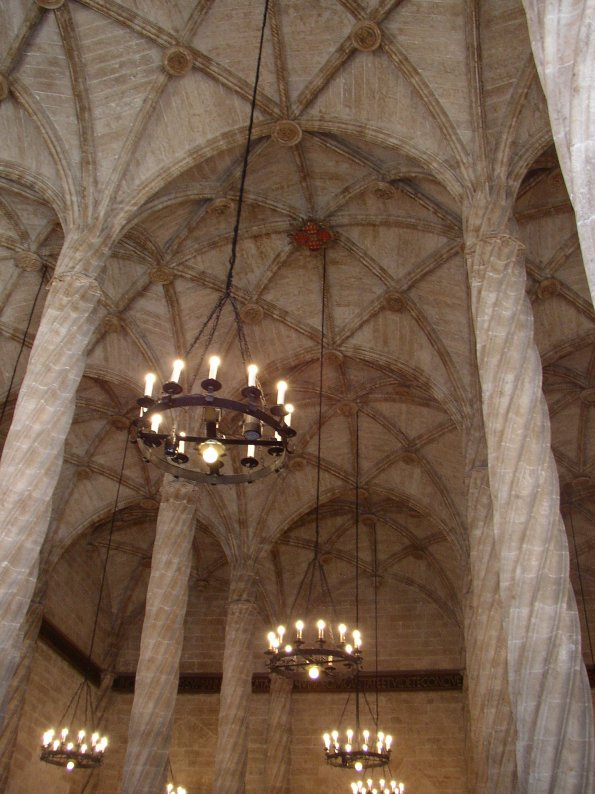
La Llotja de la Seda a València.

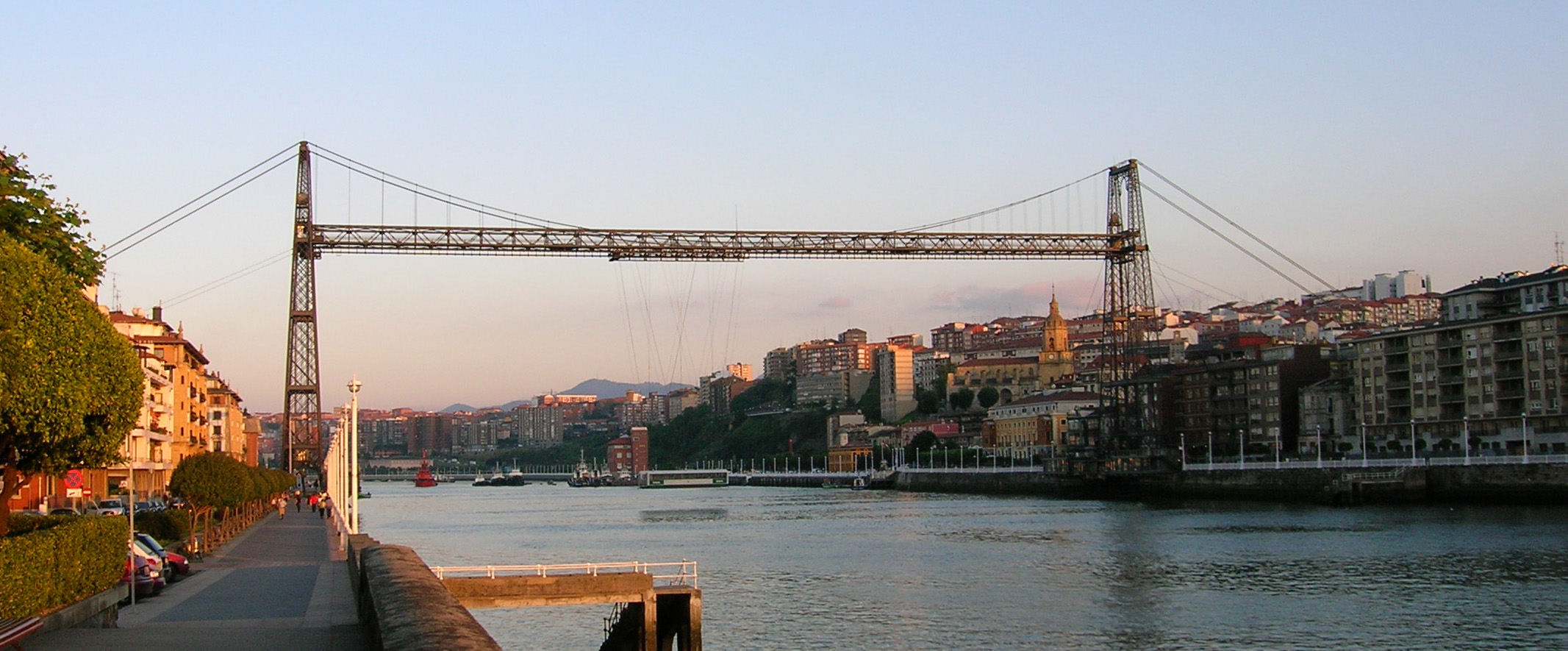
El Pont de Biscaia, entre Getxo i Portugalete.

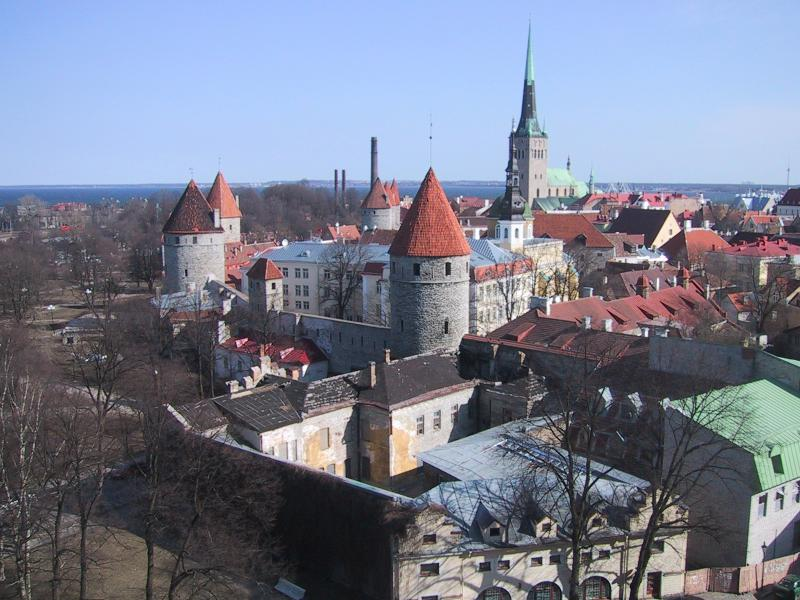
El centre històric de Tallinn.

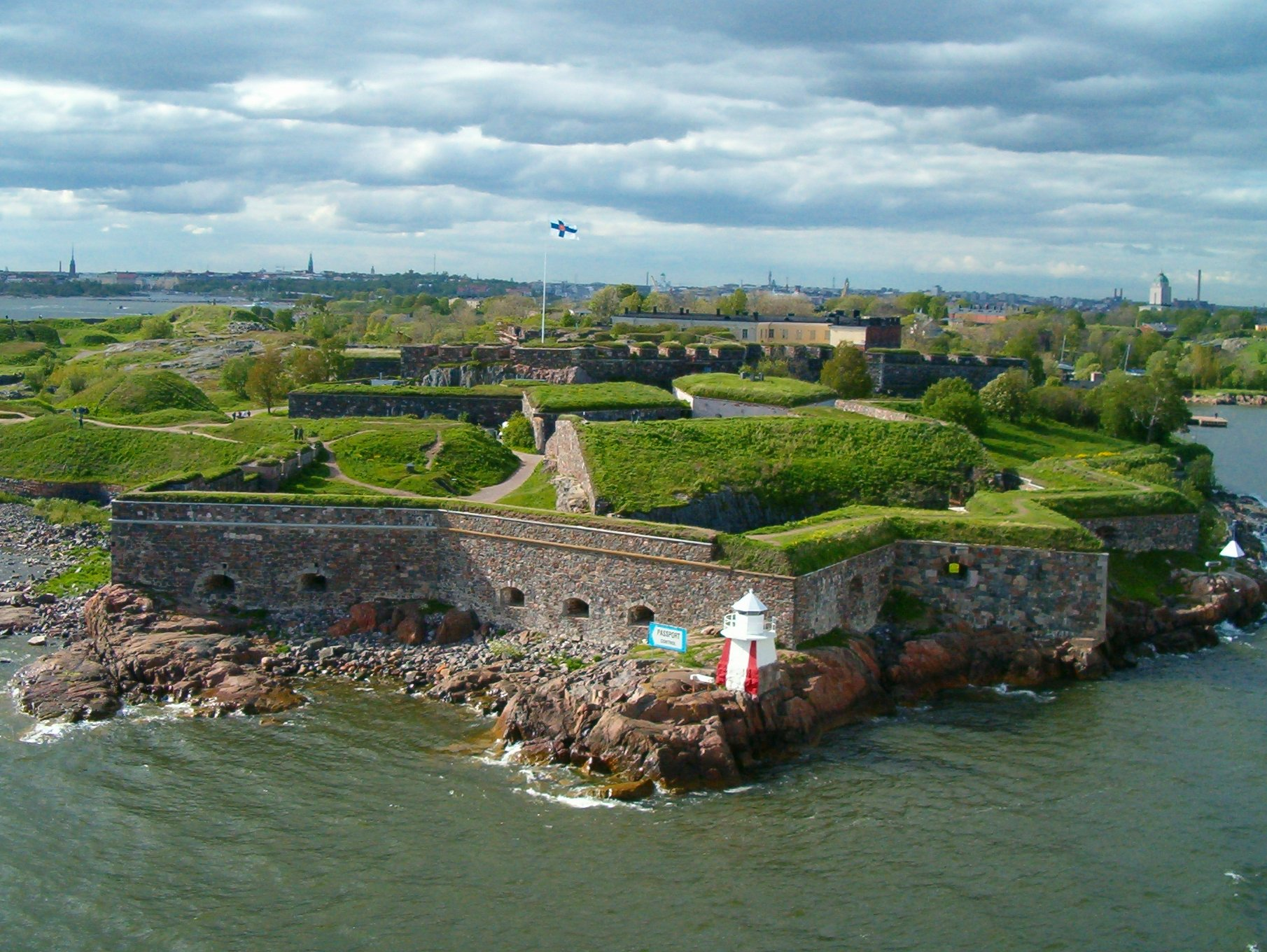
La fortalesa de Suomenlinna.

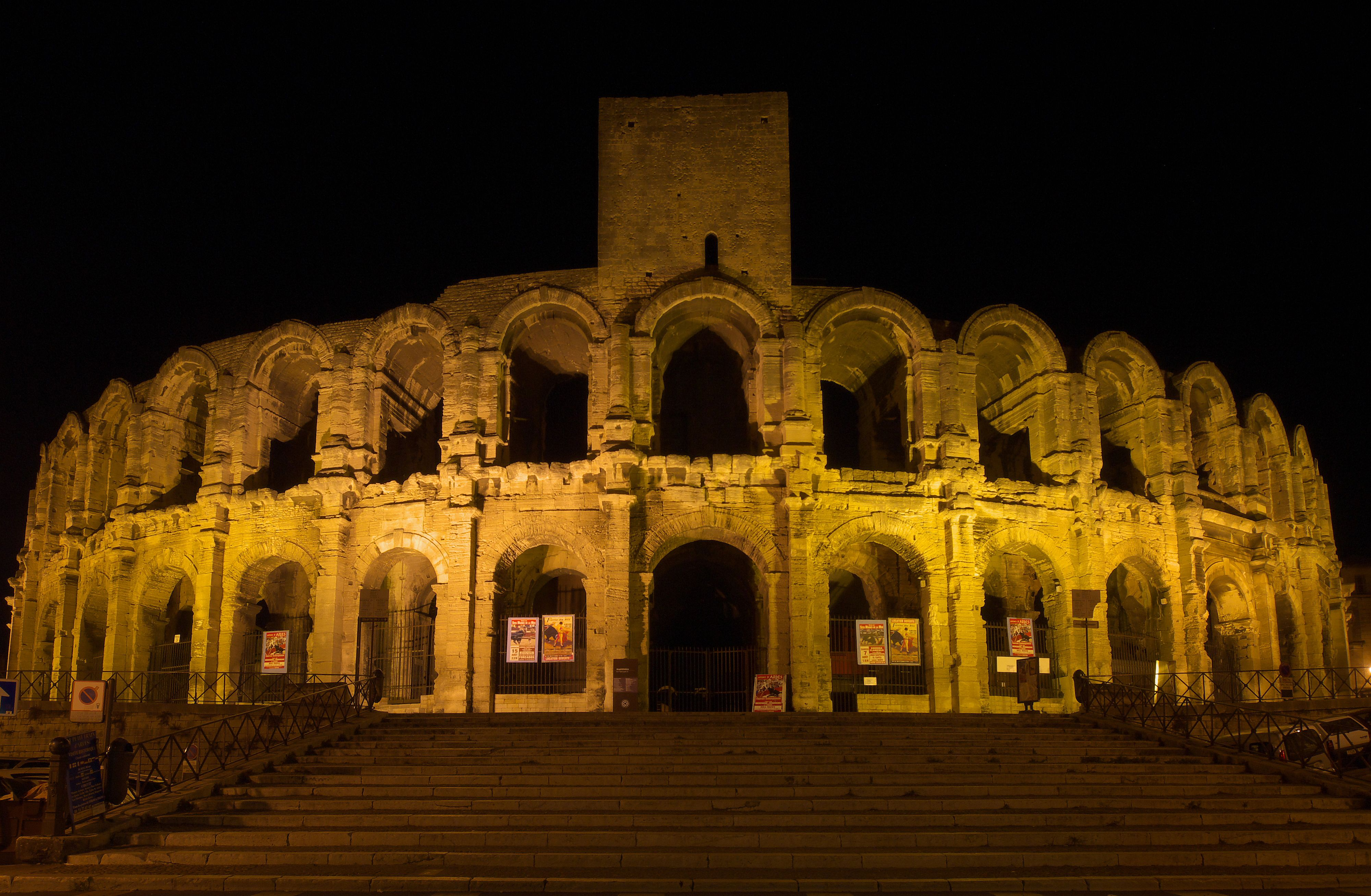
L'amfiteatre d'Arle.

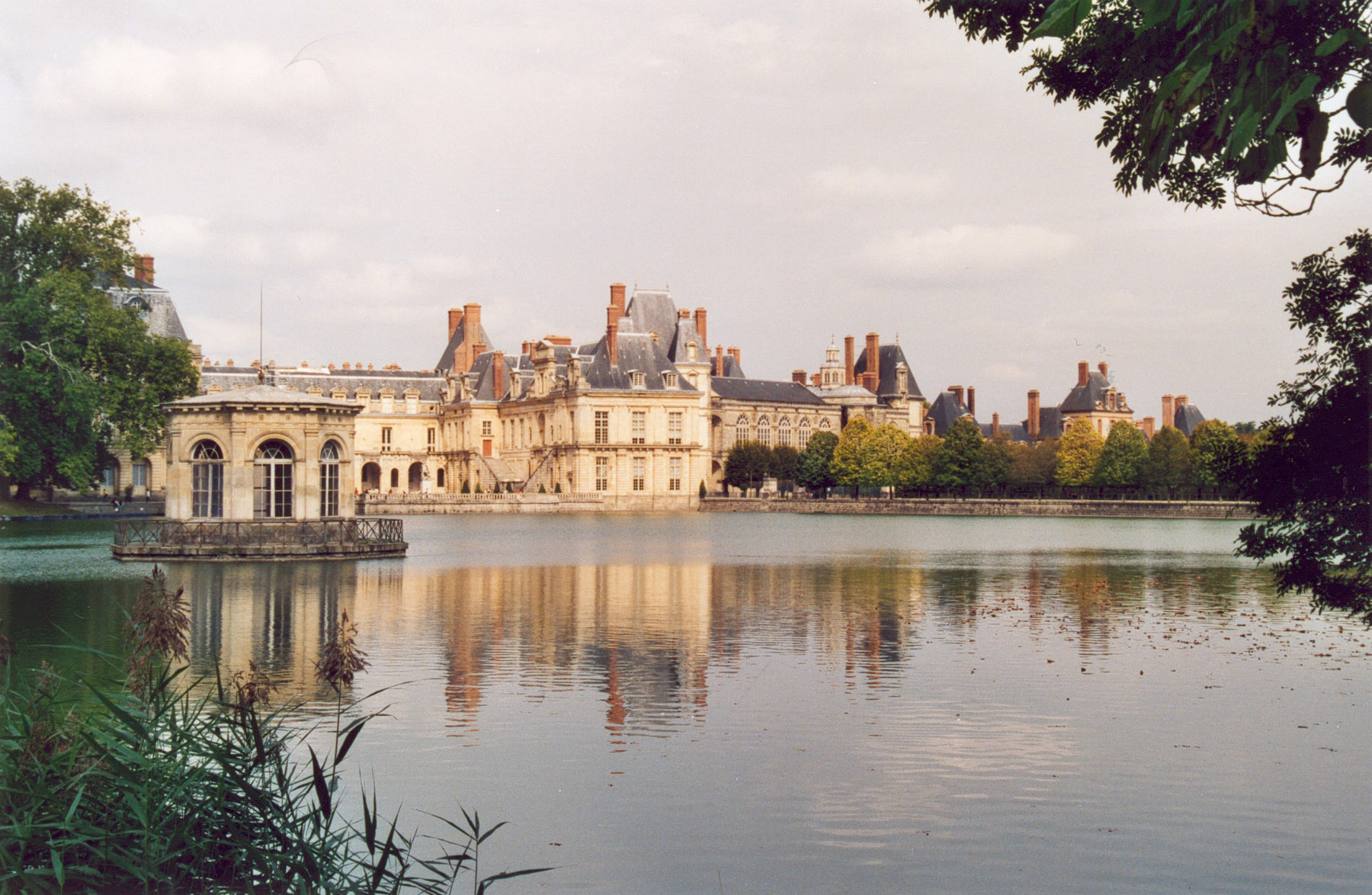
El palau de Fontainebleau amb l'estany.

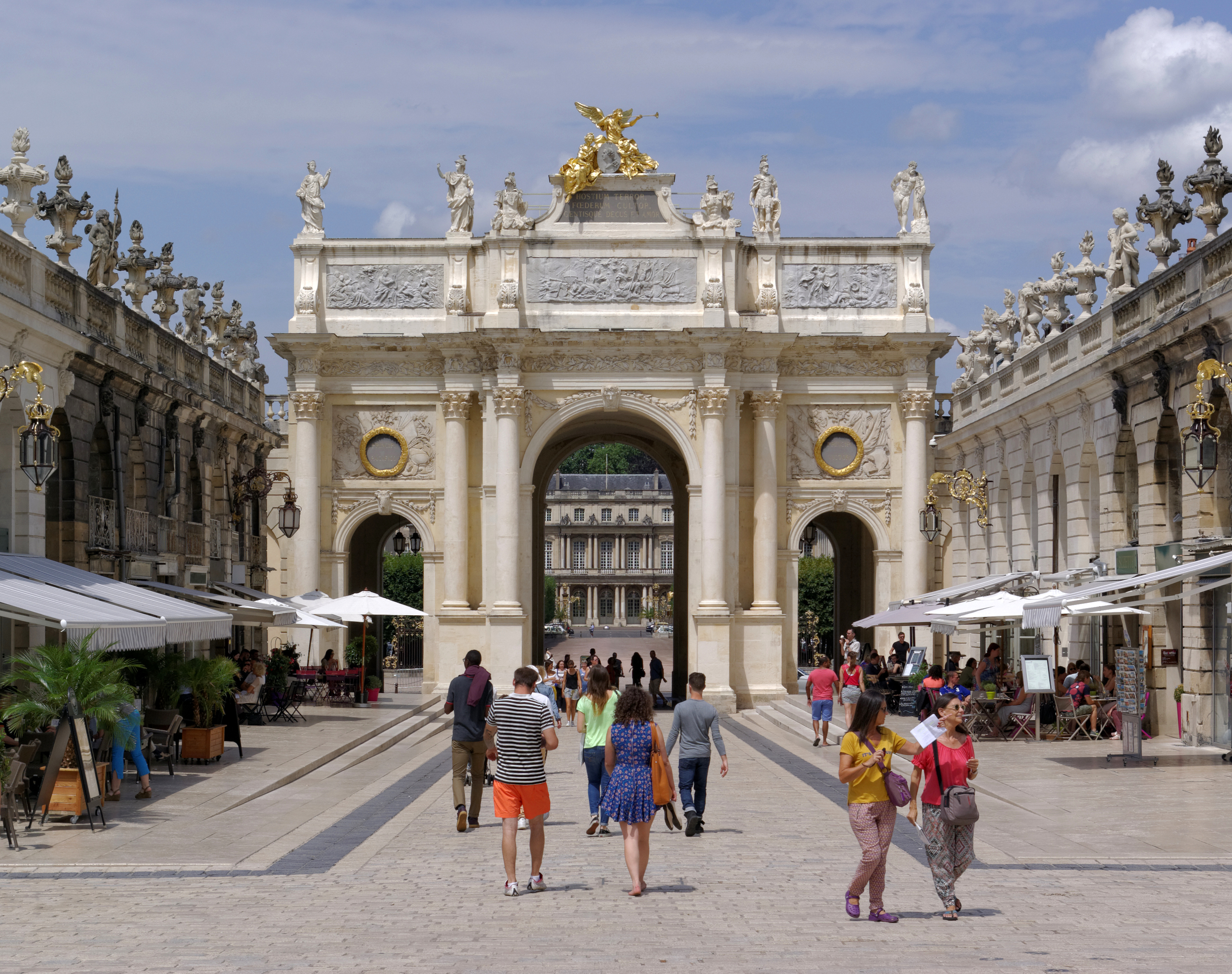
La plaça Stanislas de Nancy.

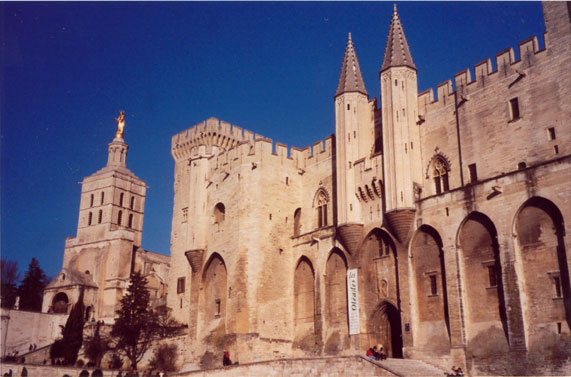
La catedral i el Palau dels Papes a Avinyó.

Les muralles de Provins.

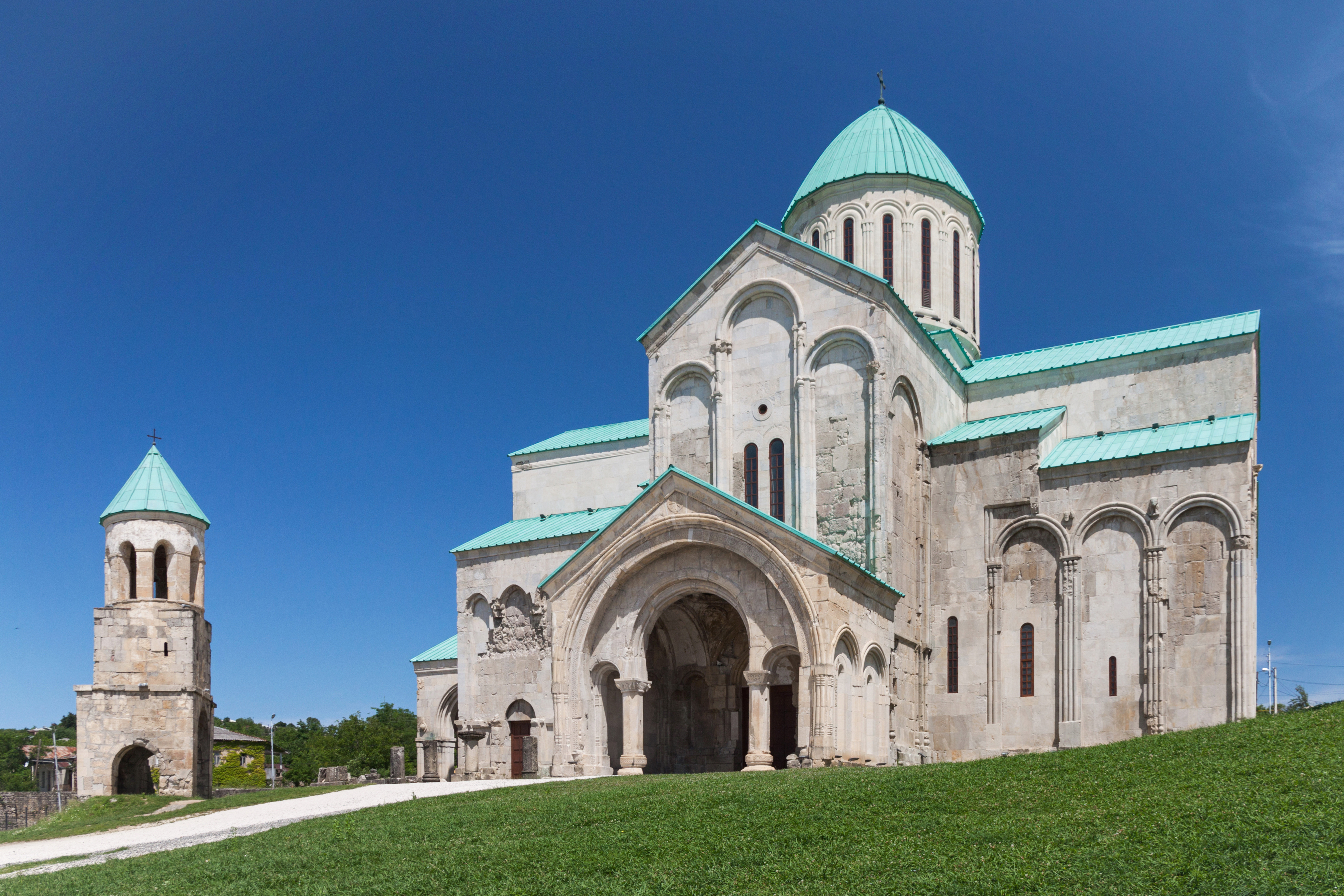
La catedral de Bagrati, a Kutaisi.

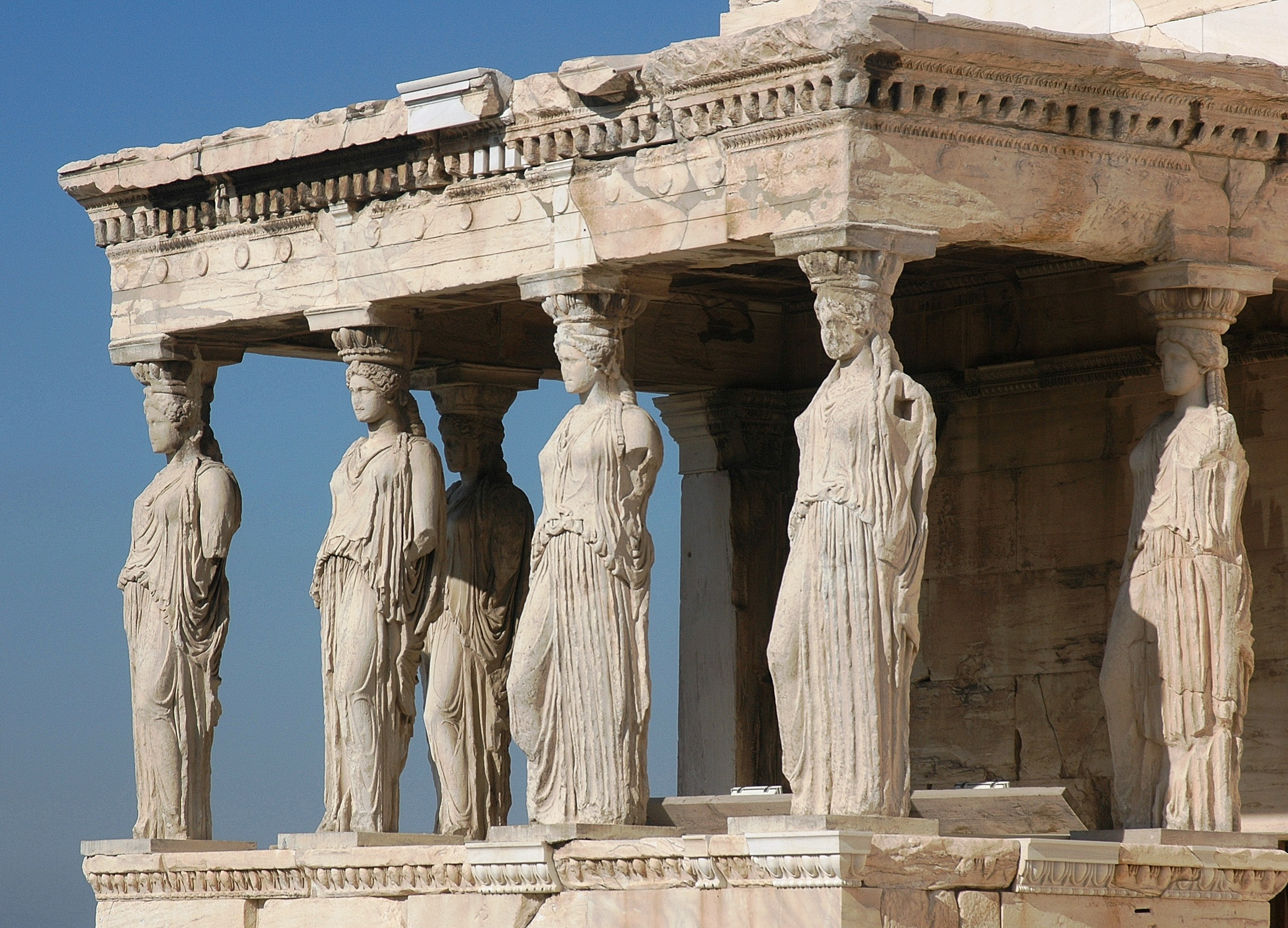
Les cariàtides de l'Erectèon, a l'acròpoli d'Atenes.

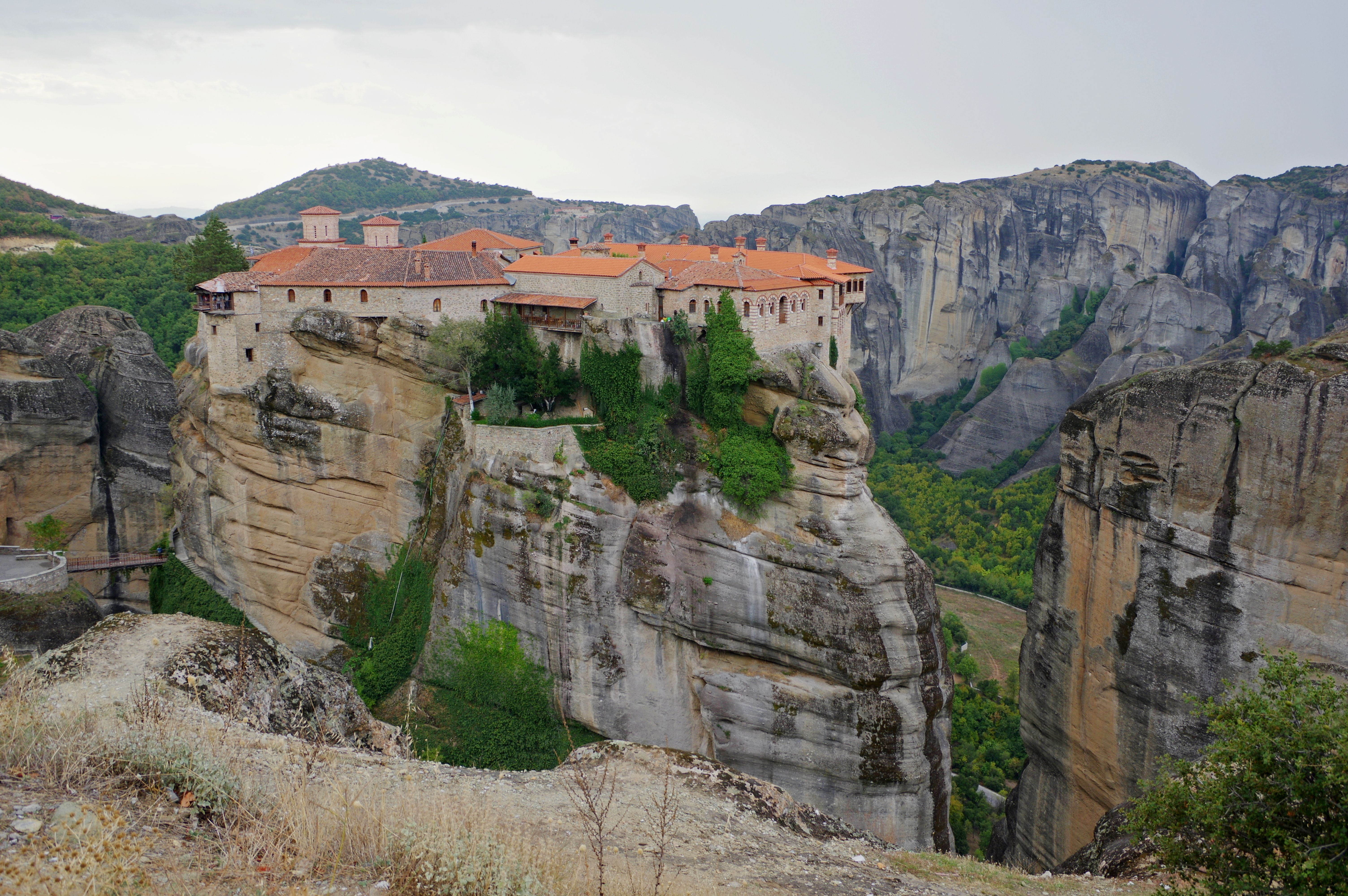
El monestir de Varlaam, als Meteors.

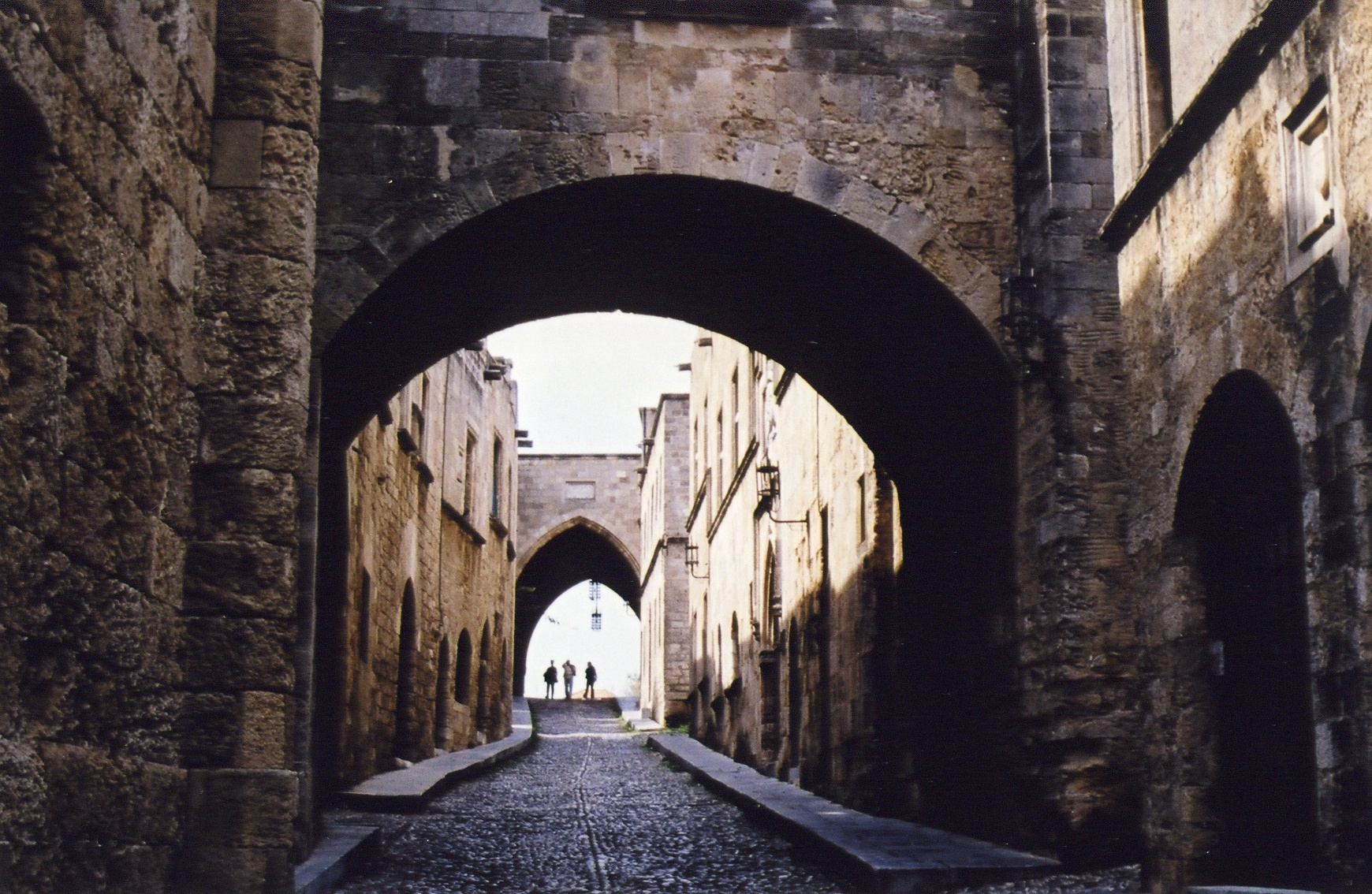
Carrer del centre medieval de Rodes.

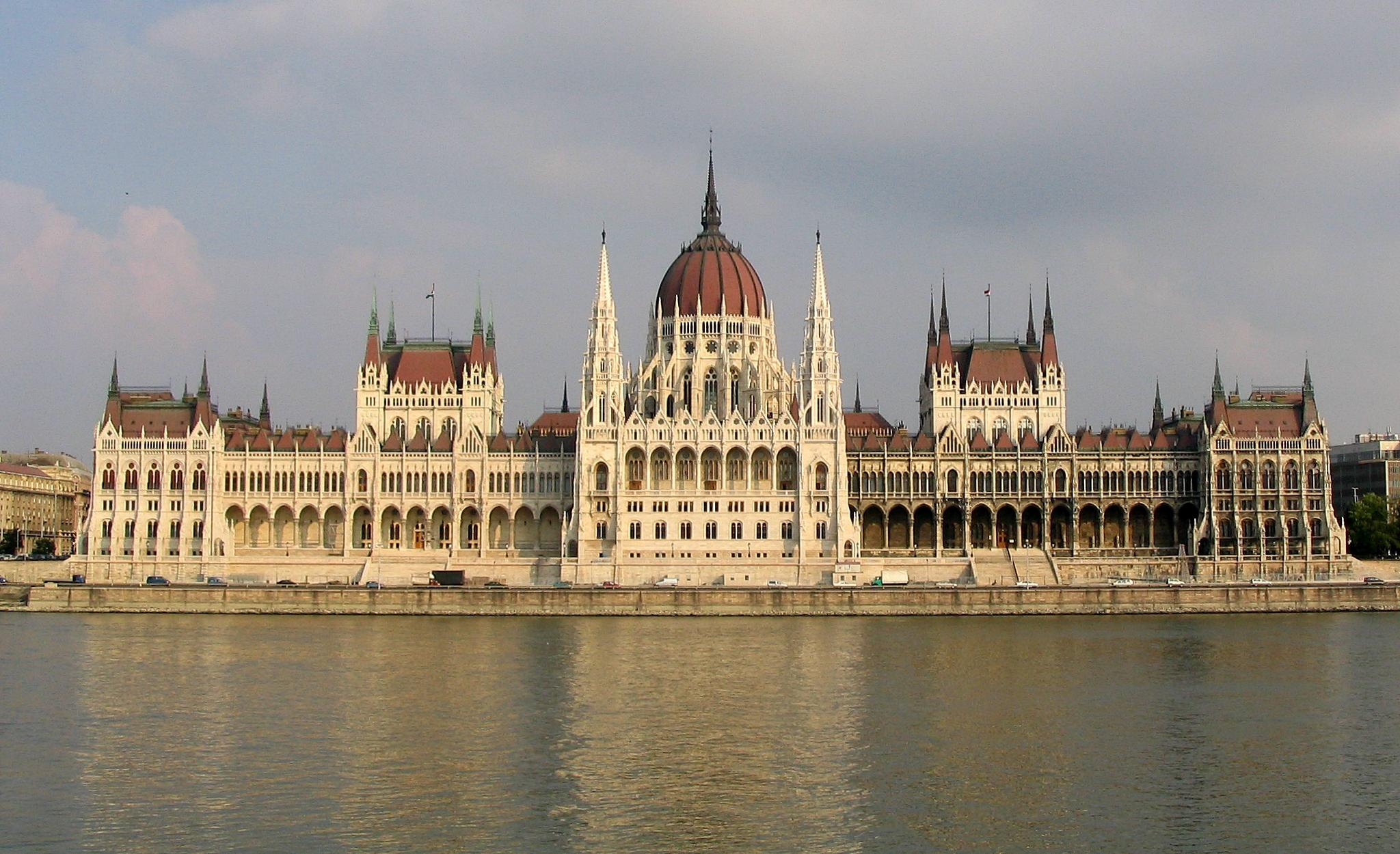
El Parlament de Budapest, vora el Danubi.

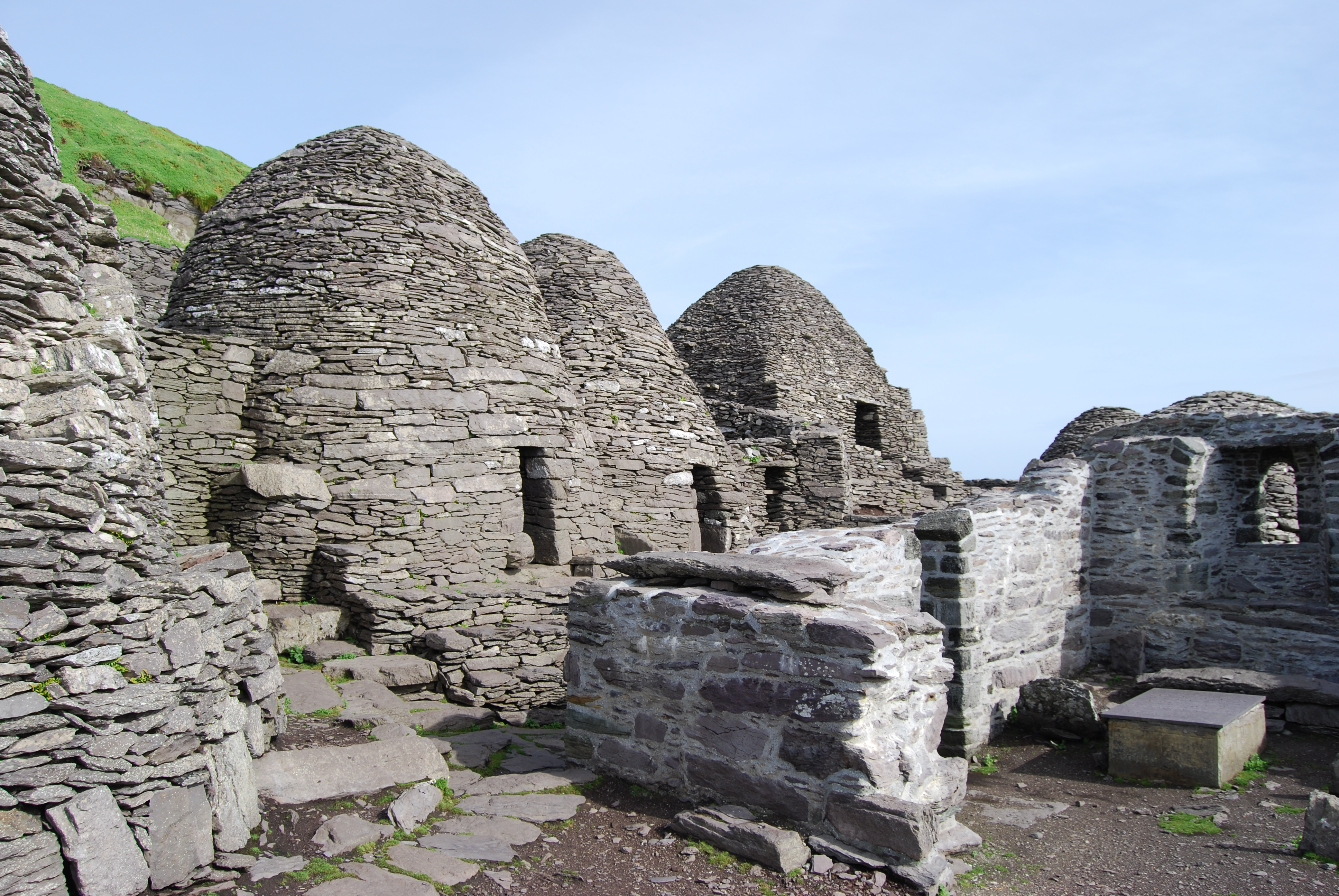
Skellig Michael.

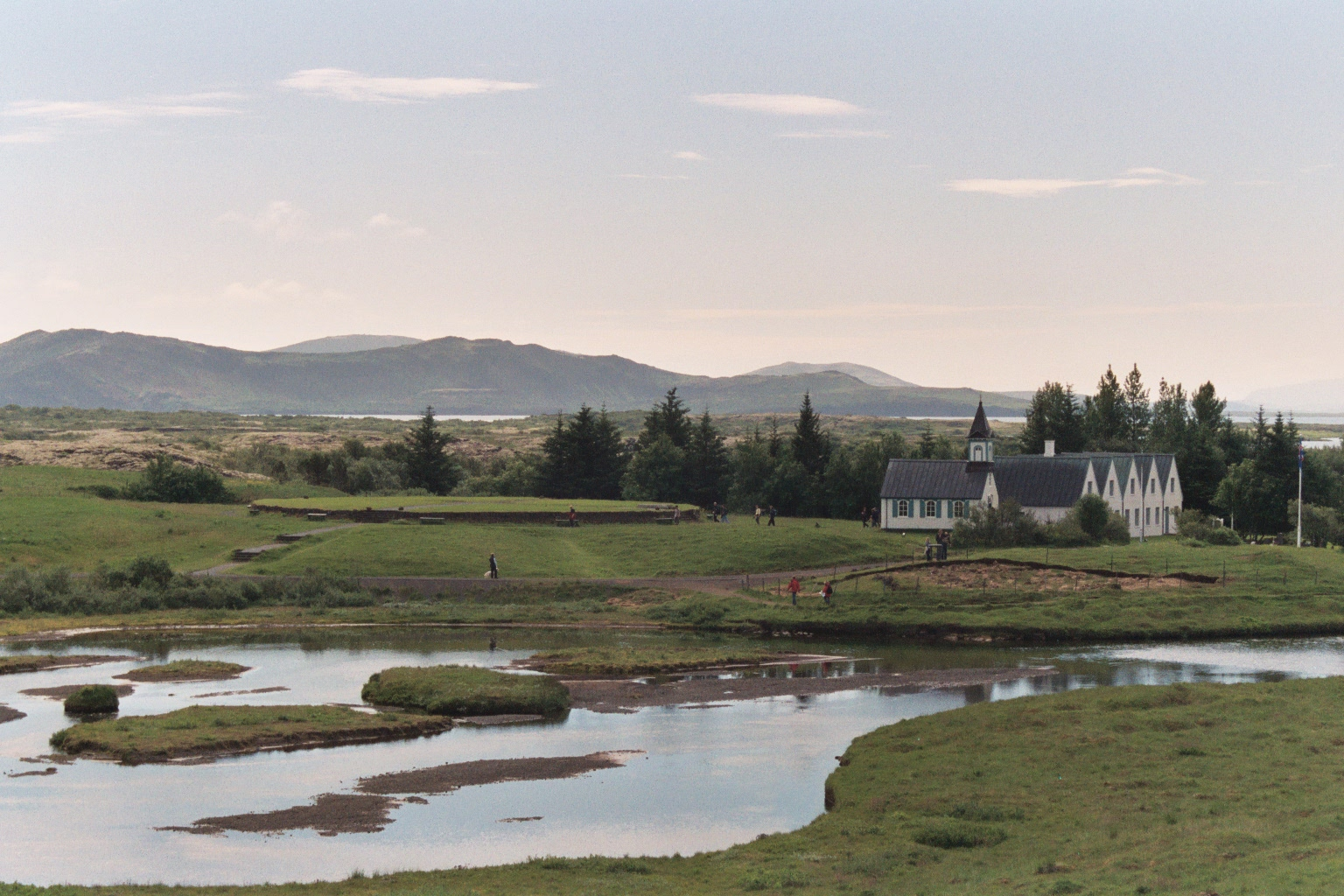
El parc nacional de Þingvellir.

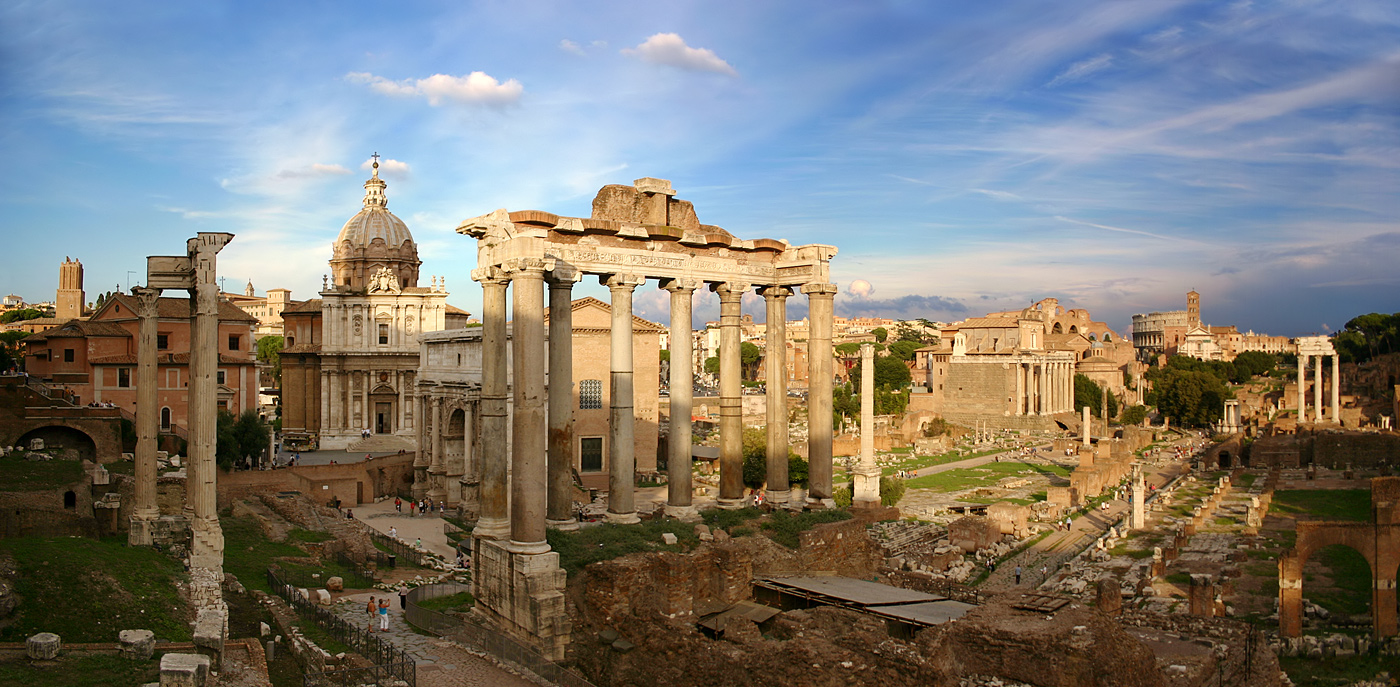
El Fòrum, al centre històric de Roma.

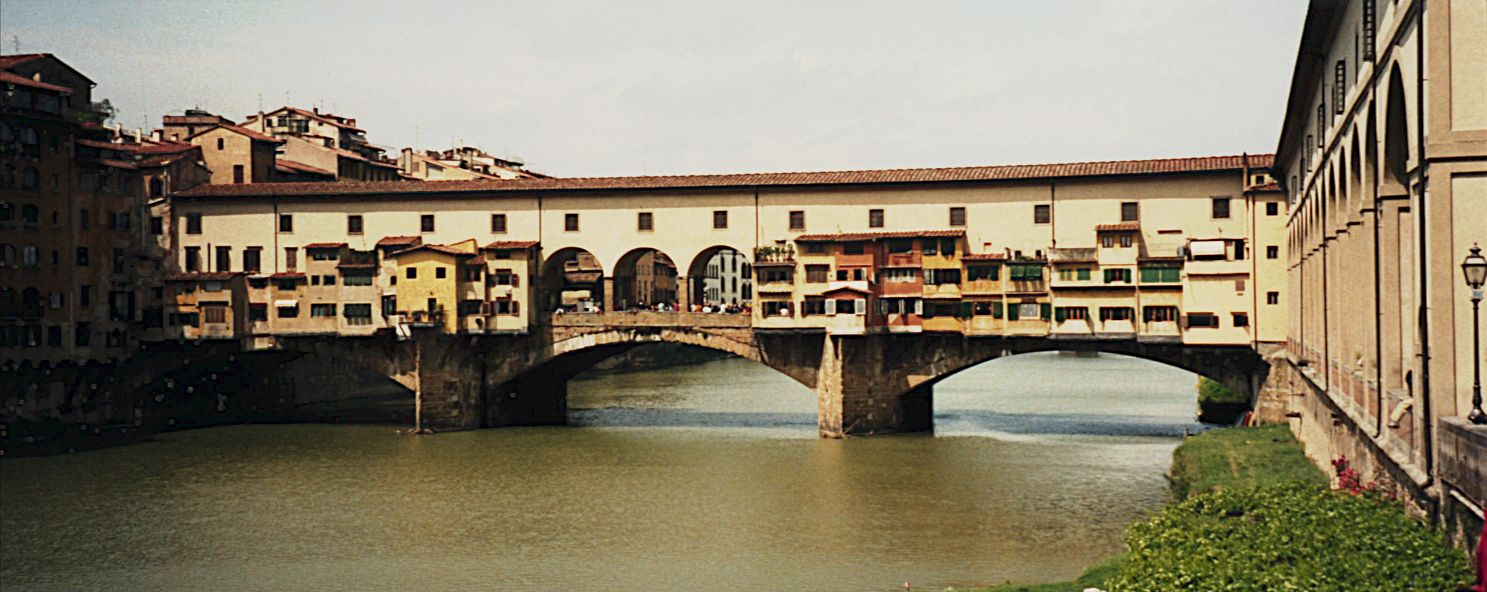
El Ponte Vecchio sobre l'Arno, a Florència.

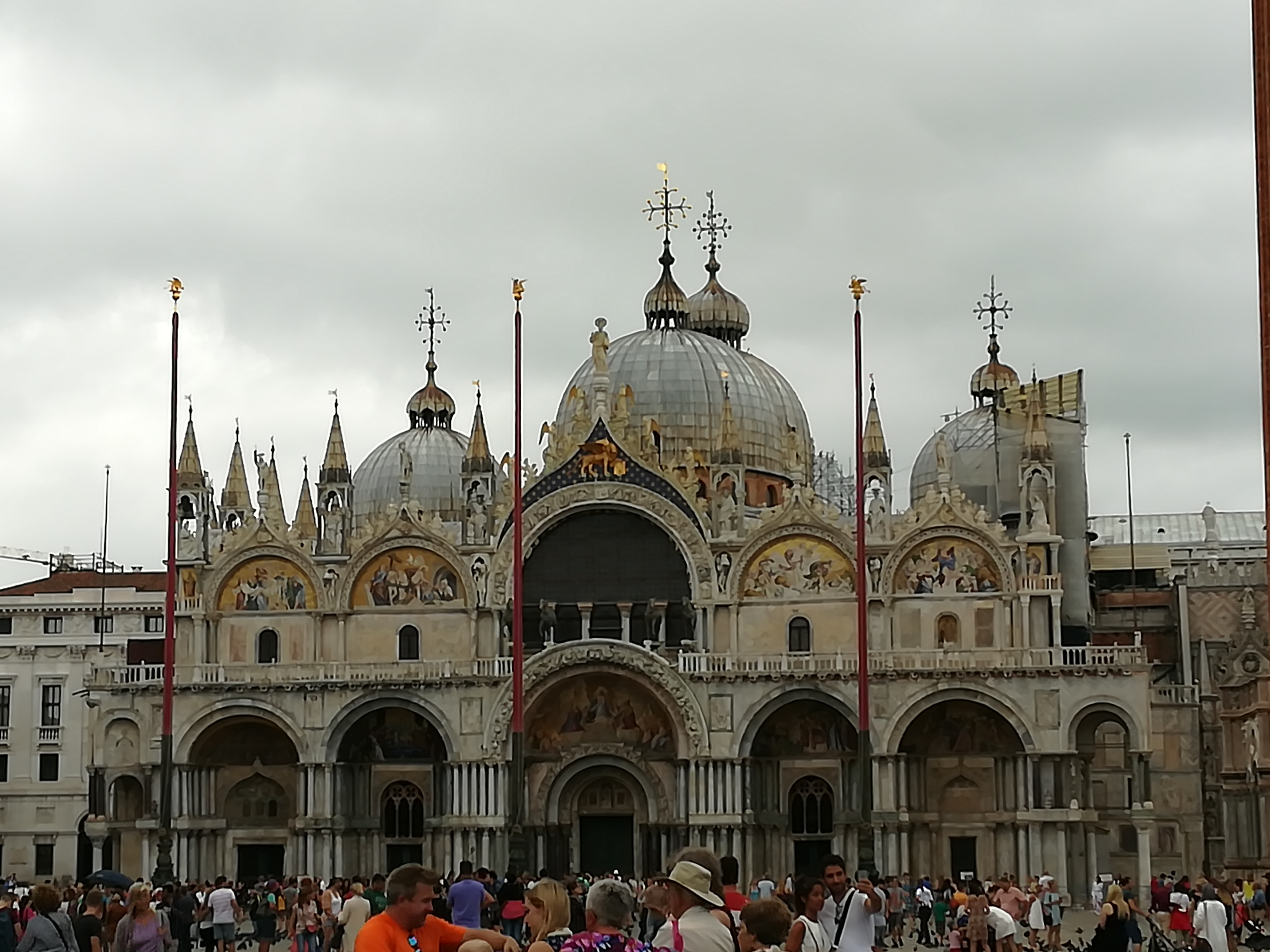
La basílica de Sant Marc de Venècia.

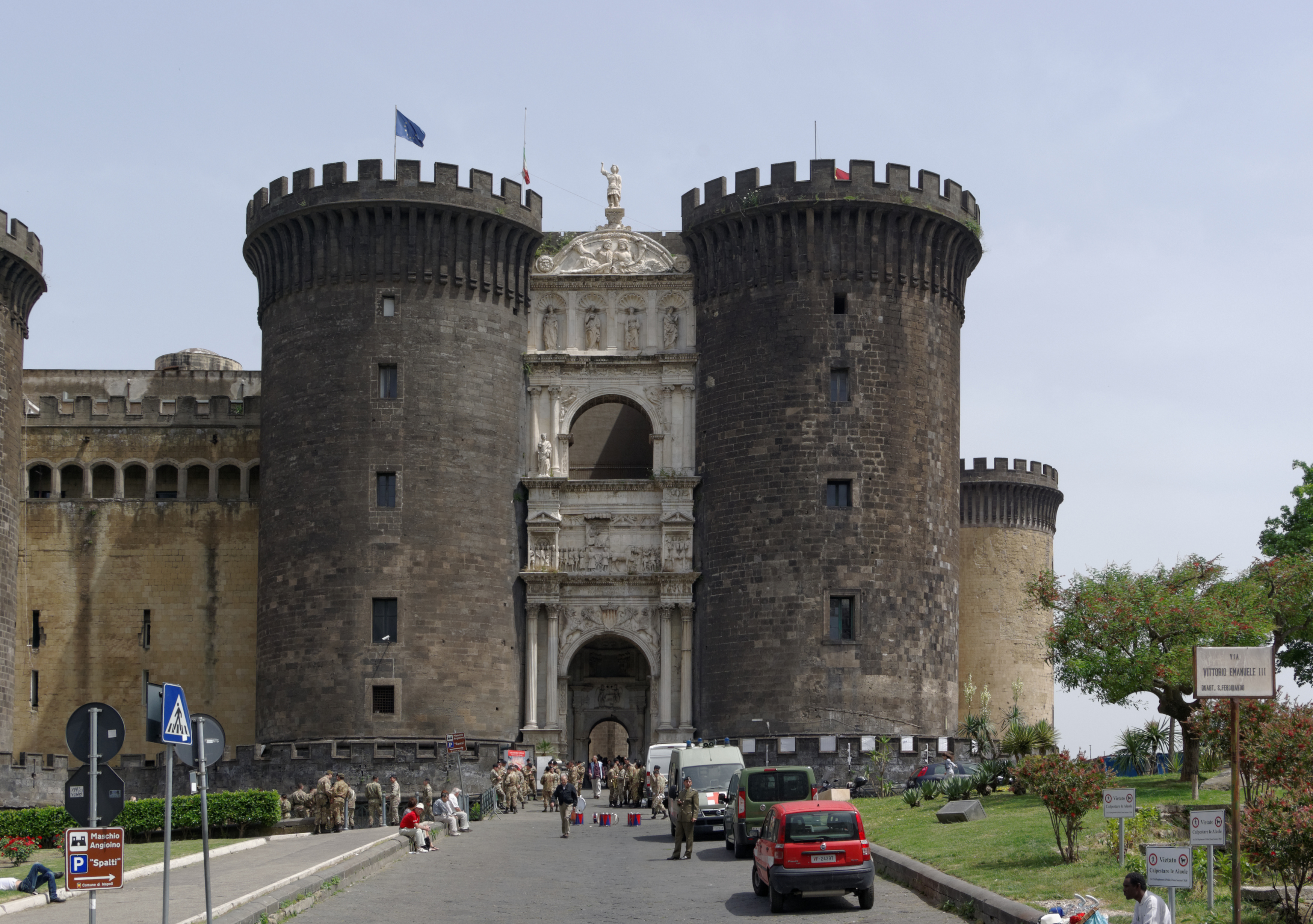
El Castell Nou de Nàpols.

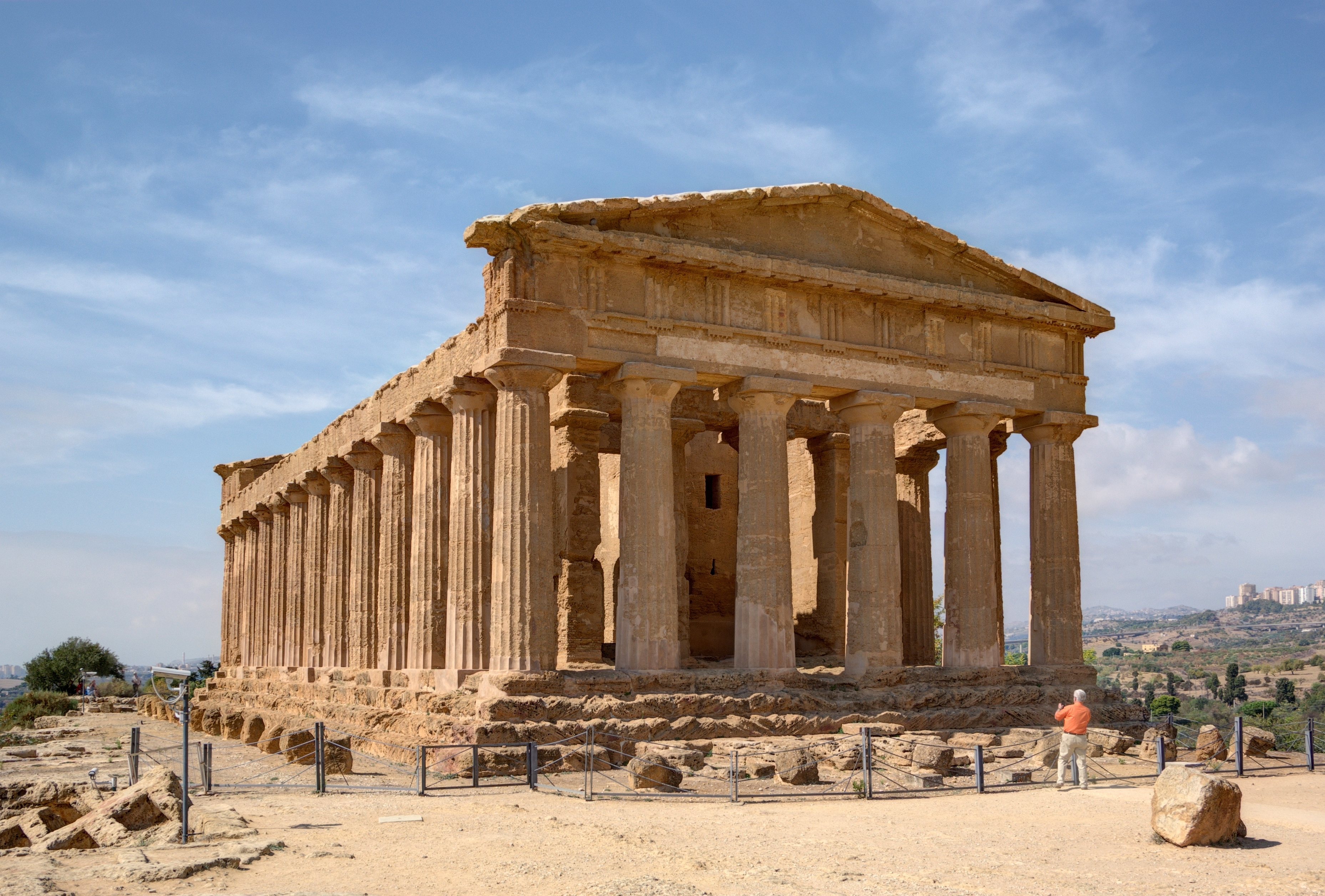
Temple grec a Agrigent.

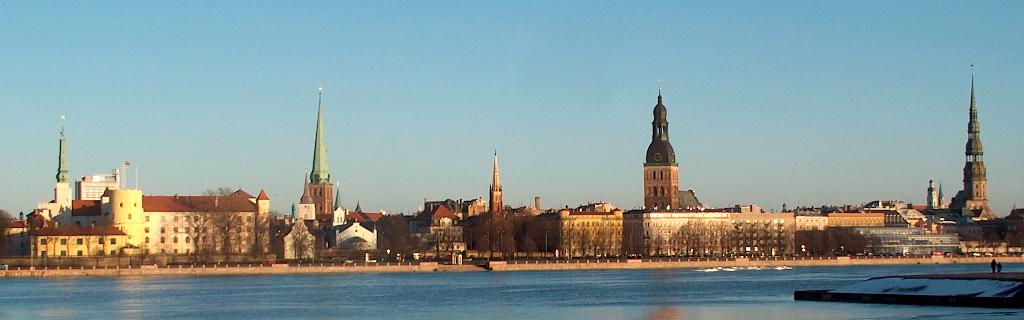
El centre històric de Riga.

## Albània
- 1992, 1999 i 2007: Butrot.
- 2005 i 2008: El centre històric de Berat i Gjirokastra.
- 2017 La fageda verge dels Carpats als comtats de Kukës i Elbasan.
- 2019 El paisatge cultural i natural del llac d'Okhrida

## Alemanya
El 2009 fou esborrada de la llista la Vall de l'Elba a Dresden, que hi havia estat incorporada per la UNESCO el 2004.
- 1978: La Catedral d'Aquisgrà.
- 1981: La Catedral d'Espira.
- 1981: La Residència de Würzburg, amb el jardí de la Cort i la plaça de la Residència.

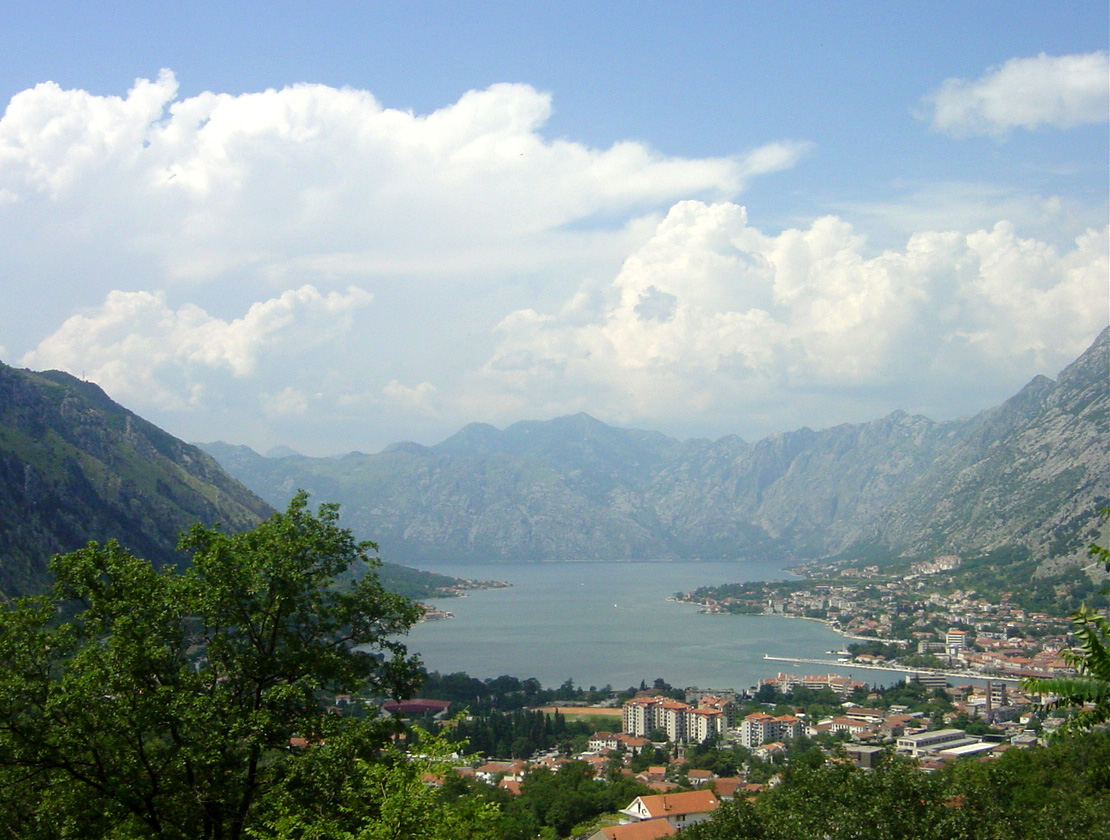
La badia de Kotor.

- 1983: L'Església de Wies.
- 1984: Els castells d'Augustusburg i Falkenlust, a Brühl.
- 1985: La catedral de Santa Maria i l'església de Sant Miquel, a Hildesheim.
- 1986: Trèveris – els monuments romans, la catedral de Sant Pere i l'església de Nostra Senyora.
- 1987, 2005 i 2008: Les fronteres de l'Imperi Romà: les fronteres de la Germània Superior i Rècia (compartit amb el mur d'Adrià i el mur d'Antoní, al Regne Unit).
- 1987: La ciutat hanseàtica de Lübeck, amb la Holstentor.
- 1990, 1992 i 1999: Els palaus i parcs de Potsdam i Berlín.
- 1991: L'Abadia i l'Altenmünster de Lorsch.
- 1992 i 2010: Les mines de Rammelsberg, la ciutat històrica de Goslar i el sistema hidràulic de l'Alt Harz.
- 1993: El monestir de Maulbronn.
- 1993: La ciutat de Bamberg.
- 1994: La col·legiata, el castell i el centre històric de Quedlinburg.
- 1994: La foneria de Völklingen.
- 1995: Els jaciment de Messel.
- 1996: La Catedral de Colònia.
- 1996: La Bauhaus i les seves seus a Weimar i Dessau.
- 1996: Els monuments commemoratius de Luter a Eisleben i Wittenberg.
- 1998: La Weimar clàssica.
- 1999: El castell de Wartburg.
- 1999: L'Illa dels Museus a Berlín.
- 2000: El Reialme dels Jardins de Dessau-Wörlitz.
- 2000: L'illa monàstica de Reichenau.
- 2001: El complex industrial de la mina de carbó de Zollverein a Essen.
- 2002: Els centres històrics de Stralsund i Wismar.
- 2002: L'alta vall del Rin Mitjà.
- 2004: L'Ajuntament i l'estàtua de Rotllà a la plaça del Mercat de Bremen.
- 2004: El parc de Muskau, a banda i banda del Neisse (compartit amb Polònia).
- 2006: El centre històric de Ratisbona i l'Stadtamhof.
- 2007 i 2011: La fageda verge dels Carpats i les antigues fagedes d'Alemanya (compartit amb Eslovàquia i Ucraïna).
- 2008: Els conjunts residencials modernistes de Berlín.
- 2009 i 2014: La mar de Wadden (compartit amb Dinamarca i els Països Baixos).
- 2011: La fàbrica Fagus a Alfeld.
- 2011: Llocs palafítics prehistòrics al voltant dels Alps (compartit amb Àustria, Eslovènia, França, Itàlia i Suïssa).
- 2012: El Palau de l'Òpera de Bayreuth.
- 2013: El Parc Wilhelmshöhe a Kassel.
- 2014: Westwerk carolingi i civitas de Corvey.
- 2015: El conjunt de l'Speicherstadt i el barri de Kontorhausviertel, amb l'edifici Chilehaus, a Hamburg-Altstadt.
- 2016: L'obra arquitectònica de Le Corbusier (compartit entre França, Argentina, Bèlgica, Índia, Japó, Suïssa).
- 2017: Les coves i l'art de l'edat del gel al Jura de Suàbia.
- 2018: La catedral de Naumburg
- 2018: La frontera arqueològica de Hedeby i el Danevirke.
- 2019: La regió minera de les muntanyes d'Ore.
- 2019: El sistema de gestió de l'aigua d'Augsburg.
- 2021: Les grans ciutats balneàries d'Europa.
- 2021: La Mathildenhöhe de Darmstadt.
- 2021: Les fronteres de l'Imperi Romà – El limes del Danubi (segment oest).
- 2021: Les fronteres de l'Imperi Romà – El limes de la Germània Inferior.
- 2021: Les ciutats SchUM d'Espira, Worms i Magúncia.
- 2023: L'herència medieval jueva d'Erfurt.
- 2024: Els establiments de l'Església morava.
- 2024: La Residència de Schwerin – paisatge cultural de l'historicisme romàntic

## Andorra
- 2004 i 2006: El paisatge cultural de la vall del Madriu-Perafita-Claror.

Vegeu també: El Patrimoni de la Humanitat als Països Catalans.

## Armènia
També inclòs a Àsia
- 1996 i 2005: Els monestirs de Hakhpat i Sanahín.
- 2000: Catedral i esglésies d'Edjmiatsín i jaciment arqueològic de Zvartnots.
- 2000: El Monestir de la Llança i l'alta vall de l'Azat.

## Àustria
- 1996: El centre històric de Salzburg.
- 1996: El palau i els jardins de Schönbrunn.
- 1997: El paisatge cultural de Hallstatt-Dachstein / Salzkammergut.
- 1998: La línia de ferrocarril de Semmering.
- 1999 i 2010: La ciutat de Graz: el centre històric i el Castell d'Eggenberg.
- 2000: El paisatge cultural de Wachau.
- 2001: El centre històric de Viena.
- 2001: El paisatge cultural del llac Neusiedler (compartit amb Hongria).
- 2011: Llocs palafítics prehistòrics al voltant dels Alps (compartit amb Alemanya, Eslovènia, França, Itàlia i Suïssa).
- 2017: Fageda verge dels Carpats i d'altres regions d'Europa
- 2021: Fronteres de l'Imperi Romà – El limes del Danubi.
- 2021: Les grans ciutats balneàries d'Europa.

## Azerbaidjan
- 2000: La ciutat fortificada de Bakú, amb el palau dels Xirvanxàs i la torre de la donzella.
- 2007: El paisatge cultural d'art rupestre de Qobustan.
- 2019: Centre històric de Shaki amb el Palau del Khan.
- 2020: Paisatge cultural del poble Khinalig i la ruta de la transhumancia “Köç Yolu”.
- 2023: Bosc mixt hircà del Caspi

## Bèlgica
- 1998: Els beguinatges flamencs.
- 1998: La Grand-Place de Brussel·les.
- 1998: Els quatre ascensors hidràulics del Canal del Centre i el seu entorn, La Louvière i Le Roeulx, a l'Hainaut.
- 1999 i 2005: Els belforts o beffrois (torres cíviques) dels antics comtats de Flandes i Hainaut (compartit amb França). A més dels belforts o beffrois, la llista inclou sis campanars flamencs.
- 2000: La Catedral de Nostra Senyora de Tournai.
- 2000: Els edificis principals de l'arquitecte Victor Horta a Brussel·les.
- 2000: El Centre històric de Bruges.
- 2000: Les mines neolítiques de silex de Spiennes, a Mons.
- 2005: El complex de la casa taller museu Plantin-Moretus, a Anvers.
- 2007: Fageda verge dels Carpats i d'altres regions d'Europa.
- 2009: El palau Stoclet a Woluwe-Saint-Pierre, a la regió de Brussel·les-Capital.
- 2012: Jaciments miners principals de Valònia.
- 2016: L'obra arquitectònica de Le Corbusier (compartit amb França, Alemanya, Argentina, Índia, Japó, Suïssa).
- 2021: Les grans ciutats balneàries d'Europa
- 2021: Colònies de benevolència.
- 2023: Llocs funeraris i de memòria de la Primera Guerra Mundial (Front Occidental).

## Belarús
- 1979 i 1992: El bosc de Białowieża (compartit amb Polònia).
- 2000: El complex del castell de Mir.
- 2005: L'arc geodèsic de Struve (compartit amb Estònia, Finlàndia, Letònia, Lituània, Moldàvia, Noruega, Suècia, la Federació Russa i Ucraïna).
- 2005: El complex arquitectònic, residencial i cultural de la família Radziwill a Niasvij.

## Bòsnia i Hercegovina
- 2005: El barri del Pont Vell i el centre històric de Mostar.
- 2007: El pont de Mehmed Paša Sokolović a Višegrad.
- 2016: Els cementiris de tombes medievals (stećci) (compartit amb Croàcia, Montenegro i Sèrbia.
- 2021 Fageda verge dels Carpats i d'altres regions d'Europa.
- 2024: Cova de Vjetrenica a Ravno.

## Bulgària
- 1979: El Cavaller de Màdara.
- 1979: L'església de Boiana.
- 1979: Les esglésies rupestres d'Ivànovo.
- 1979: La tomba tràcia de Kazanlâk.
- 1983: El monestir de Rila.
- 1983: La ciutat antiga de Nessèbar.
- 1983 i 2010: El parc natural de Pirin.
- 1983. La reserva natural de Srebârna.
- 1985: La tomba tràcia de Sveixtari.
- 2017: Fageda verge dels Carpats i d'altres regions d'Europa

## Ciutat del Vaticà
Vegeu: Santa Seu.

## Croàcia
- 1979: El nucli històric de Split amb el palau de Dioclecià.
- 1979 i 2000: El Parc Nacional dels llacs de Plitvice.
- 1979 i 1994: La ciutat antiga de Dubrovnik.
- 1997: El conjunt episcopal de la Basílica Eufrasiana al centre històric de Poreč.
- 1997: La ciutat històrica de Trogir.
- 2000: La catedral de Sant Jaume de Šibenik.
- 2008: La plana de Stari Grad, a l'illa de Hvar.
- 2016: Els cementiris de tombes medievals (stećci) (compartit entre Bòsnia i Hercegovina, Montenegro i Sèrbia.
- 2017: Fortificacions venecianes de defensa entre els segles XVI i XVII: Stato da Terra – Western.
- 2017: Fageda verge dels Carpats i d'altres regions d'Europa.

## Dinamarca
- 1994: El túmul, les pedres rúniques i l'església de Jelling al municipi de Vejle.
- 1995: La catedral de Roskilde.
- 2000: El castell de Kronborg.
- 2004: El fiord glaçat d'Ilulissat, a Groenlàndia.
- 2009 i 2014: La mar de Wadden (compartit amb Alemanya i els Països Baixos).
- 2014: Stevns Klint.
- 2015: Christianfeld, una colònia de l'església morava.
- 2015: El paisatge cinegètic de cacera a Sjælland Septentrional.
- 2017: Kujataa Groenlàndia: agricultura nòrdica i inuit a la vora de la capa de gel
- 2018: Aasivissuit – Nipisat: Terreny de caça inuit entre el gel i el mar.
- 2023: Fortalesa circular vikinga

## Eslovàquia
- 1993 i 2009: Levoča, el castell de Spiš i els monuments culturals associats.
- 1993: La ciutat històrica de Banská Štiavnica i els monuments tècnics de la rodalia.
- 1993: Vlkolínec.
- 1995 i 2000: Les coves càrstiques del Carst Eslovac (compartit amb les coves d'Aggtelek, a Hongria).
- 2000: Reserva de conservació de la vila de Bardejov
- 2007 i 2011: La fageda verge dels Carpats i les antigues fagedes d'Alemanya (compartit amb Alemanya i Ucraïna).
- 2008: Les esglésies de fusta de la part eslovaca de la regió carpàtica.
- 2021: Fronteres de l'Imperi Romà – El limes del Danubi. (segment oest)

## Eslovènia
- 1986: Les coves de Škocjan
- 2011: Llocs palafítics prehistòrics al voltant dels Alps (compartit amb Alemanya, Àustria, França, Itàlia i Suïssa).
- 2012: Les mines de mercuri d'Idrija, integrants de l'anomenat Patrimoni del Mercuri compartit amb les mines d'Almadén (Espanya).
- 2017: Fageda verge dels Carpats i d'altres regions d'Europa.
- 2021: Les obres de Jože Plečnik a Ljubljana.

## Espanya
- 1984 i 1994: L'Alhambra, el Generalife i l'Albaicín, a Granada.
- 1984: La Catedral de Santa Maria de Burgos.
- 1984 i 1994: El centre històric de Còrdova
- 1984: El monestir i el poble de San Lorenzo de El Escorial
- 1984 i 2005: El Parc Nacional de Doñana.
- 1984 i 2005: Obres d'Antoni Gaudí: el Parc Güell, el Palau Güell, la Casa Milà, la façana del Naixement i la cripta de la Sagrada Família, la Casa Vicens i la Casa Batlló a Barcelona, juntament amb la cripta de la Colònia Güell a Santa Coloma de Cervelló.
- 1985 i 2008: La cova d'Altamira i l'art rupestre del nord d'Espanya
- 1985 i 1998: Els monuments d'Oviedo i del Regne d'Astúries.
- 1985: El centre històric d'Àvila amb les esglésies d'extramurs
- 1985: El centre històric de Santiago de Compostel·la.
- 1985: El centre històric de Segòvia i l'aqüeducte.
- 1986 i 2001: L'arquitectura mudèjar d'Aragó
- 1986: El Parc Nacional de Garajonay a la Gomera.
- 1986: El centre històric de Càceres
- 1986: La ciutat històrica de Toledo
- 1987: La Catedral, l'alcàsser i l'Arxiu General d'Índies de Sevilla.
- 1988: El centre històric de Salamanca
- 1991: El monestir de Poblet a la Conca de Barberà.
- 1993: El Camí de Sant Jaume.
- 1993: El conjunt arqueològic de Mèrida.
- 1993: El monestir reial de Santa María de Guadalupe
- 1996: La Llotja de la Seda a València.

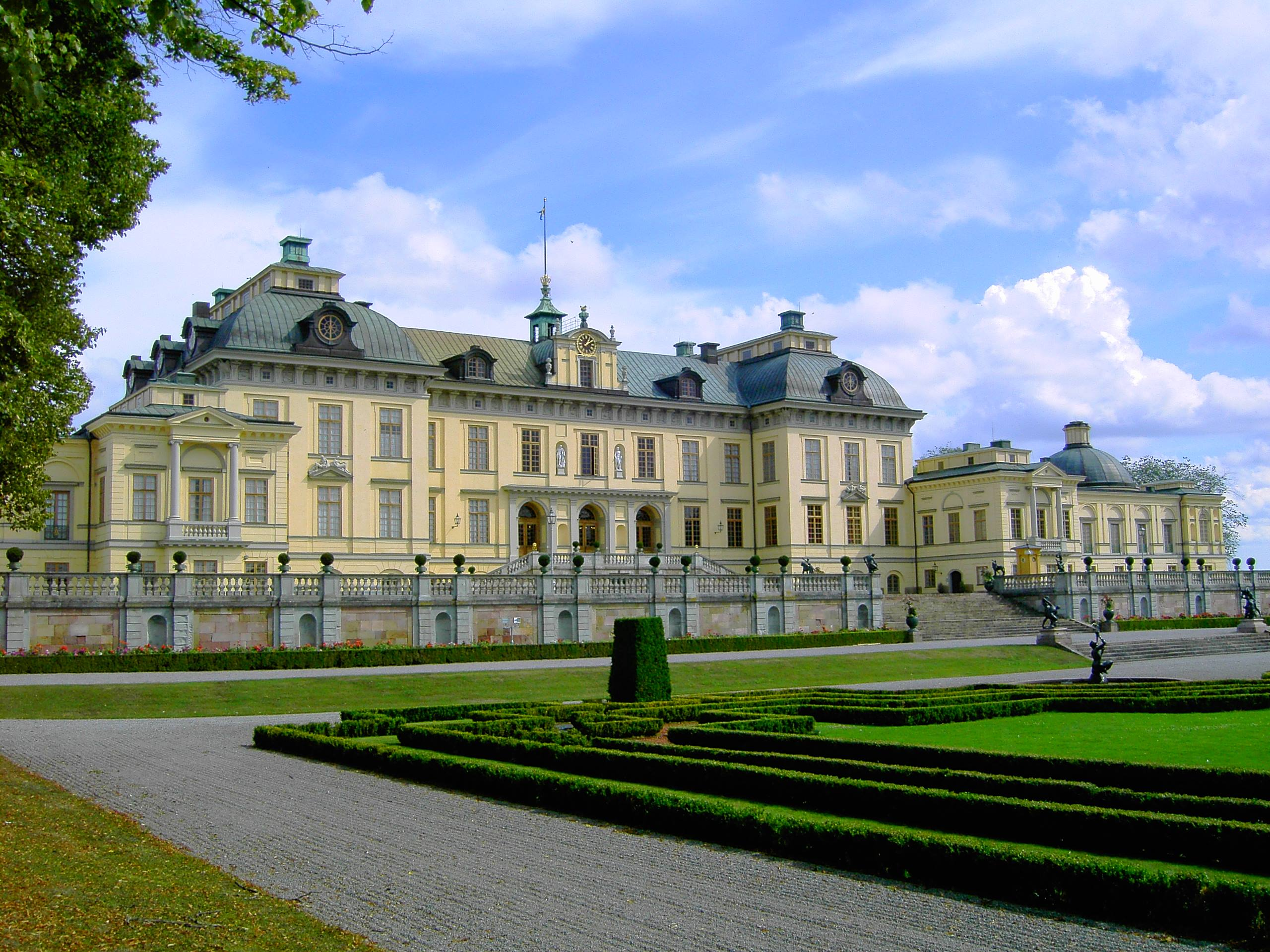
El castell de Drottningholm.

- 1996: La ciutat històrica fortificada de Conca.
- 1997: Las Médulas, a Lleó.
- 1997: Els monestirs de San Millán de la Cogolla (Yuso i Suso).
- 1997 i 1999: Els Pirineus – el Mont Perdut (compartit amb França).
- 1997: El Palau de la Música Catalana i l'Hospital de Sant Pau a Barcelona, obres de Lluís Domènech i Montaner.
- 1998: L'art rupestre de l'arc mediterrani de la península Ibèrica
- 1998: La universitat i el barri històric d'Alcalá de Henares.
- 1998 i 2010: Els jaciments d'art rupestre prehistòric de Siega Verde (compartits amb els de la Vall del Côa, a Portugal).
- 1999: Eivissa, biodiversitat i cultura.
- 1999: San Cristóbal de la Laguna, a Tenerife.
- 2000: El palmerar d'Elx
- 2000: La muralla romana de Lugo
- 2000: El jaciment arqueològic d'Atapuerca
- 2000: Les esglésies romàniques de la vall de Boí, a l'Alta Ribagorça.
- 2000: El conjunt arqueològic de Tàrraco, a Tarragona.
- 2001: El paisatge cultural d'Aranjuez.
- 2003: Els conjunts monumentals renaixentistes d'Úbeda i Baeza.
- 2006: El Pont de Biscaia, o Bizkaiko Zubia, a la ria de Bilbao.
- 2007: Parc Nacional del Teide, a Tenerife.
- 2009: La Torre d'Hèrcules, a la Corunya.
- 2011: El paisatge cultural de la serra de Tramuntana, a Mallorca.
- 2012: Les mines d'Almadén, integrants de l'anomenat Patrimoni del Mercuri compartit amb les mines d'Idrija (Eslovènia).
- 2016: El conjunt arqueològic dels dòlmens d'Antequera.
- 2017: Fageda verge dels Carpats i d'altres regions d'Europa.
- 2018: Ciutat califal de Madīnat al-Zahrā.
- 2019: Risco Caído.
- 2020: Passeig del Prado i Parc del Retiro, un paisatge d'arts i ciències.
- 2023: Llocs prehistòrics de la Menorca talaiòtica

Vegeu també: Patrimoni de la Humanitat als Països Catalans.

## Estònia
- 1997: El centre històric de Tallinn.
- 2005: L'arc geodèsic de Struve (compartit amb Belarús, Finlàndia, Letònia, Lituània, Moldàvia, Noruega, Suècia, la Federació Russa i Ucraïna).

## Federació Russa
Vegeu: Rússia.

## Finlàndia
- 1991: L'antiga Rauma.
- 1991: La fortalesa de Suomenlinna.
- 1994: L'antiga església de Petäjävesi.
- 1996: La fàbrica de tractament de fusta i cartró de Verla.
- 1999: El jaciment funerari de l'edat del bronze de Sammallahdenmäki.
- 2000 i 2006: La Costa Alta i l'arxipèlag de Kvarken (compartit amb Suècia).
- 2005: L'arc geodèsic de Struve (compartit amb Belarús, Estònia, Letònia, Lituània, Moldàvia, Noruega, Suècia, la Federació Russa i Ucraïna).
- 2006: La Costa Alta i l'arxipèlag de Kvarken.

## França
- 1979: L'Abadia de Vézelay i el puig de Vézelay.
- 1979: La catedral de Chartres.
- 1979: El Mont Saint-Michel i la badia.
- 1979: El Palau de Versalles i el parc.
- 1979: Els jaciments prehistòrics i les coves decorades de la vall de la Vézère.
- 1981: L'abadia cistercenca de Fontenay.
- 1981: Els monuments romans i romànics d'Arle.
- 1981: La catedral d'Amiens.
- 1981: El palau i el parc de Fontainebleau.
- 1981: El teatre romà i els voltants i l'arc de triomf d'Aurenja.
- 1982 i 2009: De la gran salina de Salins-les-Bains a la salina reial d'Arc-et-Senans, la producció de sal en salines.
- 1983: L'abadia de Saint-Savin-sur-Gartempe, al Poitou.
- 1983: El golf de Porto, amb les calanques de Piana, el golf de Girolata i la reserva de Scandola, a Còrsega.
- 1983: Les places Stanislas, de la Carrière i d'Alliance a Nancy.
- 1985: El Pont del Gard
- 1988: La Grande Île d'Estrasburg
- 1991: La catedral de Nostra Senyora, l'antiga abadia de Saint-Remi i el palau de Tau, a Reims.
- 1991: París, les ribes del Sena
- 1992: La catedral de Bourges
- 1995: El centre històric d'Avinyó, amb el palau dels Papes, el conjunt episcopal i el pont d'Avinyó.
- 1996: El canal del Migdia
- 1997 i 1999: Els Pirineus – el Mont Perdut (compartit amb Espanya).
- 1997: La ciutat fortificada de Carcassona
- 1998: Els camins de Sant Jaume a França
- 1998: La ciutat històrica de Lió
- 1999 i 2005: Els belforts o beffrois (torres cíviques) dels antics comtats de Flandes i Hainaut (compartit amb Bèlgica).
- 1999: La Jurisdicció de Saint-Émilion.
- 2000: La Vall del Loira entre Sully-sur-Loire i Chalonnes.
- 2001: Provins, ciutat amb mercat medieval
- 2005: Le Havre, la ciutat reconstruïda per l'arquitecte Auguste Perret.
- 2007: Bordeus, el Port de la Lluna.
- 2008: Les fortificacions de Vauban amb el mètode Vauban, entre les quals les de Montlluís i Vilafranca de Conflent, a la Catalunya Nord.
- 2008: Les llacunes dels atols de Nova Caledònia: la diversitat dels esculls coral·lins i dels ecosistemes associats.
- 2010: La ciutat episcopal d'Albi
- 2010: Pitons, circs i escarpaments (remparts) de l'illa de la Reunió.
- 2011: Llocs palafítics prehistòrics al voltant dels Alps (compartit amb Alemanya, Àustria, Eslovènia, Itàlia i Suïssa).
- 2011: El paisatge agrícola dels Causses i les Cevenes.
- 2012: Els establiments miners al Nord – Pas-de-Calais.
- 2014: Gruta ornamentada de Pont d'Arc, denominada Cova Chauvet-Pont d'Arc.
- 2015: Vinyes de la Borgonya.
- 2015: Vinyes, cases i cellers de la Xampanya.
- 2016: L'obra arquitectònica de Le Corbusier (compartit amb Alemanya, Argentina, Bèlgica, Índia, Japó, Suïssa).
- 2017: Taputapuatea marae.
- 2018: Lloc tectònic de la Serralada dels Puys i de Limanha.
- 2019: Terres Australs i Antàrtiques Franceses.
- 2021: Grans ciutats balneàries d'Europa.
- 2021: Far de Cordouan.
- 2021: Niça, ciutat turística d'hivern de la Riviera.
- 2021: Fageda verge dels Carpats i d'altres regions d'Europa
- 2023: Jaciments funeraris i de memòria de la Primera Guerra Mundial (Front Occidental)
- 2023: Maison Carrée a Nimes.
- 2023: Volcans i boscos del Mont Pelée i els pitons del nord de Martinica.
- 2024: Te Henua Enata – Les Illes Marqueses.

Vegeu també: Patrimoni de la Humanitat als Països Catalans.

## Geòrgia
- 1994: La catedral de Bagrati, a Kutaisi, i el monestir de Guelati.*
- 1994: Els monuments històrics de Mtskheta.*
- 1996: L'alta Svanètia.
- 2021: Boscos humits i aiguamolls de Colchic.

## Gran Bretanya
Vegeu: Regne Unit.

## Grècia
- 1986: El Temple d'Apol·lo Epicuri a Bassae.
- 1987: L'acròpoli d'Atenes.
- 1987: El jaciment arqueològic de Delfos.
- 1988: Els Meteors.
- 1988: El Mont Atos.
- 1988: Els monuments paleocristians i bizantins de Tessalònica.
- 1988: El jaciment arqueològic d'Epidaure.
- 1988: La ciutat medieval de Rodes.
- 1989: Mistràs.
- 1989: El jaciment arqueològic d'Olímpia.
- 1990: Delos.
- 1990: Els monestirs de Dafní, Òssios Lukàs i Nea Moní de Quios.
- 1992: L'Herèon i el Pitagorèon de Samos.
- 1996: El jaciment arqueològic de Vergina.
- 1999: El centre històric de Khora amb el monestir de Sant Joan el Teòleg i la cova de l'Apocalipsi a l'illa de Patmos.
- 1999: Els jaciments arqueològics de Micenes i Tirint.
- 2007: La ciutat antiga de Corfú.
- 2016: El jaciment arqueològic de Filipos.
- 2023: Paisatge cultural de Zagori.

## Hongria
- 1987 i 2002: Budapest, amb les ribes del Danubi, el barri del Castell de Buda i l'Avinguda Andrássy.
- 1987: Hollókö, el poble antic i la rodalia.
- 1995 i 2000: Les Coves càrstiques d'Aggtelek i del Carst Eslovac (compartit amb el Carst Eslovac, a Eslovàquia).
- 1996: L'abadia benedictina mil·lenària de Pannonhalma i el seu entorn natural.
- 1999: El Parc Nacional de Hortobágy - la puszta.
- 2000: La necròpoli paleocristiana de Pécs (Sopianae).
- 2001: El paisatge cultural del llac Fertő (compartit amb Àustria).
- 2002: El paisatge cultural històric de la regió vitícola de Tokaj-Hegyalja.

## Irlanda
- 1993: Conjunt arqueològic de la vall del Bóinne.
- 1996: Skellig Michael.

## Islàndia
- 2004: El parc nacional de Þingvellir.
- 2008: Surtsey.
- 2019: Parc Nacional Vatnajökull - Natura dinàmica de foc i de gel

## Itàlia
- 1979: L'art rupestre de Valcamonica.
- 1980 i 1990: El centre històric de Roma (compartit amb els béns de la Santa Seu que es beneficien dels drets d'extraterritorialitat i la basílica de Sant Pau Extramurs).
- 1980: L'església i el convent dominicà de Santa Maria delle Grazie, amb El Sant Sopar de Leonardo da Vinci, a Milà.
- 1982: El centre històric de Florència
- 1987: La Piazza del Duomo de Pisa
- 1987: Venècia i la seva llacuna.
- 1990: El centre històric de San Gimignano
- 1993: I Sassi di Matera, habitatges troglodítics
- 1994 i 1996: La ciutat de Vicenza i les vil·les de Palladio al Vèneto
- 1995: El centre històric de Nàpols
- 1995: El centre històric de Siena
- 1995: Crespi d'Adda, colònia industrial de la Llombardia.
- 1995 i 1999: Ferrara, ciutat renaixentista, i el delta del Po.
- 1996: Castel del Monte, a la Pulla.
- 1996: El centre històric de la ciutat de Pienza
- 1996: Els trulli d'Alberobello a la Pulla.
- 1996: Els monuments paleocristians de Ravenna
- 1997: La Catedral, la Torre Cívica i la Piazza Grande de Mòdena.
- 1997: La costa amalfitana.
- 1997: El jardí botànic (Orto botanico) de Pàdua.
- 1997: El palau reial del segle XVIII de Caserta amb el parc, l'Aqüeducte Carolí i el conjunt de San Leucio.
- 1997: Porto Venere, les Cinque Terre i les illes (Palmaria, Tino i Tinetto), a la Ligúria.
- 1997: Les residències dels Savoia.
- 1997: Su Nuraxi de Barumini, a Sardenya.
- 1997: La vil·la romana del Casale a Sicília.
- 1997: La zona arqueològica de la Vall dels Temples a Agrigent.
- 1997: Les zones arqueològiques de Pompeia, Herculà i Torre Annunziata.
- 1997: La zona arqueològica i la basílica patriarcal d'Aquileia.
- 1998: El centre històric d'Urbino
- 1998: El parc nacional del Cilento i del Vallo Diano, amb els jaciments arqueològics de Paestum i Vèlia i la cartoixa de Padula, a la Campània.
- 1999: La Vil·la Adriana a Tívoli.
- 2000: Assís, la basílica de Sant Francesc i altres llocs franciscans.
- 2000: Les illes Eòlies
- 2000: La ciutat de Verona
- 2001: La Vil·la d'Este a Tívoli.
- 2002: Les vil·les del barroc tardà de la vall de Noto, al sud-est de Sicília.
- 2003: Els Sacri Monti del Piemont i de la Llombardia.
- 2003 i 2010: El monte San Giorgio (compartit amb Suïssa).
- 2004: Les necròpolis etrusques de Cerveteri i de Tarquínia.
- 2004: La vall de l'Orcia a la Toscana.
- 2005: Siracusa i la necròpoli rocosa de Pantalica.
- 2006: Gènova, les Strade Nuove i el sistema dels palaus dels Rolli.
- 2008: Màntua i Sabbioneta.
- 2008: El Ferrocarril Rètic en el paisatge cultural de l'Albula i el Bernina (compartit amb Suïssa).
- 2009: Les Dolomites
- 2011: Llocs palafítics prehistòrics al voltant dels Alps (compartit amb Alemanya, Àustria, Eslovènia, França i Suïssa).
- 2011: Els primers centres de poder dels longobards a Itàlia.
- 2013: Les vil·les dels Mèdici a la Toscana.
- 2013: L'Etna a Sicília.
- 2014: Paisatge vitícola del Piemont: Langhe-Roero i Monferrato.
- 2015: Els edificis de Palerm d'estil àrabonormand i les catedrals de Cefalù i Monreale.
- 2018: Ivrea, ciutat industrial del segle XX.
- 2019: Els turons del Prosecco de Conegliano i Valdobbiadene.
- 2021: Grans ciutats balneàries d'Europa.
- 2021: Conjunt de frescos de Pàdua del segle XIV.
- 2021: Els pòrtics de Bologna.
- 2023: El carst evaporitic i les coves dels Apennins del nord.
- 2024: Via Àpia.

## Letònia
- 1997: El centre històric de Riga.
- 2005: L'arc geodèsic de Struve (compartit amb Belarús, Estònia, Finlàndia, Lituània, Moldàvia, Noruega, Suècia, la Federació Russa i Ucraïna).
- 2023: Ciutat antiga de Kuldiga.

## Lituània
- 1994: El centre històric de Vílnius.
- 2000: L'istme de Curlàndia (compartit amb la Federació Russa).
- 2004: El jaciment arqueològic de Kernavė, reserva cultural.
- 2005: L'arc geodèsic de Struve (compartit amb Belarús, Estònia, Finlàndia, Letònia, Moldàvia, Noruega, Suècia, la Federació Russa i Ucraïna).
- 2023: La Kaunas modernista: arquitectura de l'optimisme, 1919-1939

## Luxemburg
- 1994: La ciutat de Luxemburg, els barris antics i les fortificacions.

## Macedònia del Nord
- 1979 i 1980: El paisatge cultural i natural del llac d'Okhrida
- 2021: Fageda verge dels Carpats i d'altres regions d'Europa

## Malta
- 1980: L'hipogeu de Hal Saflieni.
- 1980 i 1992: Els temples megalítics de Malta.
- 1980: La ciutat de la Valetta.

## Moldàvia
- 2005: L'arc geodèsic de Struve (compartit amb Belarús, Estònia, Finlàndia, Letònia, Lituània, Noruega, Suècia, la Federació Russa i Ucraïna).

## Montenegro
- 1979: La contrada natural, cultural i històrica de Kotor.
- 1980 i 2005:El parc nacional de Durmitor.
- 2016: Els cementiris de tombes medievals (stećci) (compartit entre Bòsnia i Hercegovina, Croàcia i Sèrbia.
- 2017: Fortificacions venecianes entre els segles XVI i XVII: Stato da Terra – Western Stato da Mar

## Noruega
- 1979: El barri de Bryggen de la ciutat de Bergen.
- 1979: L'església de fusta (Stavkirke) d'Urnes.
- 1980 i 2010: La ciutat minera de Røros i la Circumferència
- 1985: L'art rupestre d'Alta.
- 2004: Vegaøyan, o arxipèlag de Vega.
- 2005: L'arc geodèsic de Struve (compartit amb Belarús, Estònia, Finlàndia, Letònia, Lituània, Moldàvia, Suècia, la Federació Russa i Ucraïna).
- 2005: Els fiords de l'oest de Noruega, Geirangerfjord i Nærøyfjord.
- 2015: El patrimoni industrial de Rjukan-Notodden.

## Països Baixos
- 1995: Schokland i la rodalia
- 1996: La línia de defensa d'Amsterdam.
- 1997: La xarxa de molins de Kinderdijk-Elshout.
- 1997: La zona històrica de Willemstad, el centre urbà i el port, a les Antilles Neerlandeses.
- 1998: L'estació de bombament mitjançant vapor de D.F. Wouda, a Frísia.
- 1999: El pòlder (Droogmakerij) de Beemster.
- 2000: La Casa Schröder de l'arquitecte Gerrit T. Rietveld, a Utrecht.
- 2009 i 2014: La mar de Wadden (compartit amb Alemanya i Dinamarca).
- 2010: L'àrea dels canals concèntrics del segle xvii a l'interior del Singelgracht, a Amsterdam.
- 2014: La fàbrica Van Nelle, a Rotterdam.
- 2021: Colònies de benevolència.
- 2021: Fronteres de l'Imperi Romà – Els Limes de la baixa alemanya.
- 2023: Planetari Eise Eisinga

## Polònia
- 1978: El centre històric de Cracòvia.
- 1978: Les mines de sal de Wieliczka.
- 1979: El camp de concentració d'Auschwitz.
- 1979 i El 1992: bosc de Białowieża (compartit amb Belarús).
- 1980: El centre històric de Varsòvia
- 1992: La ciutat vella de Zamość
- 1997: El castell teutònic de Malbork.
- 1997: La ciutat medieval de Toruń
- 1999: Kalwaria Zebrzydowska, conjunt arquitectònic manierista i paisatgístic i parc de pelegrinatge.
- 2001: Les esglésies de la Pau a Jawor i Świdnica, a Silèsia.
- 2003: Les esglésies de fusta del sud de la Petita Polònia.
- 2004: El parc de Mużakowski, a banda i banda del riu Nysa (compartit amb Alemanya).
- 2006: El Pavelló del Centenari de Wrocław.
- 2013: Les esglésies de fusta de la regió carpàtica (compartit amb Ucraïna).
- 2017: Mines de plom plata i zinc de Tarnowskie Góry i el seu sistema de gestió d'aigües subterrànies.
- 2019: Regió minera prehistòrica de sílex ratllat de Krzemionki.
- 2021: Fageda verge dels Carpats i d'altres regions d'Europa.

## Portugal
- 1983: El centre d'Angra do Heroísmo, a les Açores.
- 1983: El Convent de Crist de Tomar.
- 1983: El monestir de Batalha.
- 1983: El monestir dels Jerònims i la torre de Belém, a Lisboa.
- 1986: El centre històric d'Évora.
- 1989: El monestir d'Alcobaça.
- 1995: El paisatge cultural de Sintra.
- 1996: El centre històric de Porto.
- 1998 i 2010: Els Llocs d'art rupestre prehistòric de la vall del Côa (compartits amb els de Siega Verde, a Espanya).
- 1999: La laurisilva de Madeira.
- 2001: El centre històric de Guimarães.
- 2001: La regió vitícola de l'Alt Douro.
- 2004: El paisatge vitícola de l'illa de Pico, a les Açores.
- 2012: Guarnició fronterera i fortificacions de la ciutat d'Elvas, a Elvas.
- 2013: La Universitat de Coïmbra.
- 2019: Edificis reials de Mafra, El Palau, Basilica, Convent, jardi i el parc de cacera (Tapada).
- 2019: Santuari del Bom Jesus do Monte

## Regne Unit
- 1986: La catedral i el castell de Durham.
- 1986: Castells i fortificacions del rei Eduard I a Gwynedd (castells de Beaumaris, Caernarfon, Conwy i Harlech).
- 1986: La Calçada del Gegant i la costa adjacent, a Irlanda del Nord.
- 1986: La gorja d'Ironbridge.
- 1986, 2004 i 2005: L'illa de Saint Kilda.
- 1986: El Parc Reial de Studley amb les ruïnes de l'abadia de Fountains, al Yorkshire.
- 1986: Stonehenge, Avebury i els jaciments associats.
- 1987, 2005 i 2008: Les fronteres de l'Imperi Romà: el mur d'Adrià i el mur d'Antoní (compartit amb les fronteres de la Germània Superior i Rècia, a Alemanya).
- 1987: El palau de Blenheim.
- 1987: El palau i l'abadia de Westminster i l'església de Saint Margaret, a Londres.
- 1987: La ciutat de Bath.
- 1988: La catedral de Canterbury, l'abadia de Saint Augustin i l'església de Saint Martin, a Canterbury.
- 1988: L'illa Henderson, a la dependència britànica de les illes Pitcairn.
- 1988: La Torre de Londres.
- 1995 i 2004: Les illes Gough i Inaccessible, a la dependència britànica de Saint Helena.
- 1995: La ciutat antiga (Old Town) i la nova (New Town) d'Edimburg.
- 1997: El barri de mar de Greenwich.
- 1999: El cor neolític de les Òrcades (jaciments de Maeshowe, Brodgar, Skara Brae i Stenness).
- 2000: El paisatge industrial de Blaenavon, a Gal·les.
- 2000: La ciutat històrica de Saint George's i les fortificacions associades, a la dependència britànica de les Bermudes.
- 2001: El litoral de Dorset i de l'est de Devon.
- 2001: La colònia industrial de New Lanark, a Escòcia.
- 2001: La colònia industrial de Saltaire, al Yorkshire.
- 2001: Les fàbriques de la vall del Derwent, al Derbyshire.
- 2003: Els jardins botànics reials de Kew.
- 2004: Liverpool, el port comercial.
- 2006: El paisatge miner de Cornualla i de l'oest de Devon.
- 2009: L'aqüeducte i el canal de Pontcysyllte, a Gal·les.
- 2015: El pont del Forth, a Escòcia.
- 2016: La cova de Gorham, a Gibraltar.
- 2017: El Districte dels llacs a Anglaterra.
- 2019: L'Observatori de Jodrell Bank
- 2021: Indústria de la pissarra al País de Gal·les.
- 2021: Grans ciutats balneàries d'Europa.
- 2024: Colònies de l'església Morava.
- 2024: El Flow Country
- 2024: Gracehill.

## República Txeca
- 1992: El centre històric de Český Krumlov.
- 1992: El centre històric de Praga.
- 1992: El centre històric de Telč.
- 1994: L'església de Sant Joan Nepomucè, lloc de pelegrinatge a Zelená Hora.
- 1995: Kutná Hora, el centre històric de la ciutat amb l'església de Santa Bàrbara i la catedral de l'Assumpció de Sedlec.
- 1996: El Paisatge cultural de Lednice i Valtice.
- 1998: Els jardins i el castell de Kroměříž.
- 1998: Reserva de la vila històrica de Holašovice.
- 1999: El castell de Litomyšl.
- 2000: Columna de la Santíssima Trinitat d'Olomouc.
- 2001: La Vila Tugendhat a Brno.
- 2003: El barri jueu i la basílica de Sant Procopi de Třebíč.
- 2019: La regió minera de les muntanyes d'Ore.
- 2019: Paisatge per a la cria i l'entrenament de cavalls de carruatge cerimonial a Kladruby nad Labem.
- 2021: Fageda verge dels Carpats i d'altres regions d'Europa.
- 2021: Grans ciutats balneàries d'Europa.
- 2023: Žatec i el paisatge del llúpol de Saaz.

## Romania
- 1991: El delta del Danubi.
- 1993 i 2010: Les esglésies pintades de Moldàvia.
- 1993: El monestir de Horezu.
- 1993 i 1999: Els pobles amb esglésies fortificades de Transsilvània.
- 1999: El centre històric de Sighişoara.
- 1999: El conjunt de les esglésies de fusta de Maramureş.
- 1999: Les fortaleses dàcies de les muntanyes d'Orăştie.
- 2017: Fageda verge dels Carpats i d'altres regions d'Europa.
- 2021: Roșia Montană.
- 2024: Conjunt Monumental de Târgu Jiu.
- 2024: Limites romani a Dàcia.

## Rússia(part europea)
- 1990: El centre històric de Sant Petersburg i els conjunts monumentals annexos (inclou Tsàrskoie Seló, Peterhof, el palau de Pàvlovsk, Strelna, Gàttxina, Oranienbaum, Ropxa, Púlkovo, Schlüsselburg i Kronstadt).
- 1990: Les esglésies de fusta (pogost) de Kijí, a Carèlia.
- 1990: El Kremlin i la plaça Roja de Moscou.
- 1992: El conjunt històric, cultural i natural de les illes Solovietski.
- 1992: Els monuments de Vladímir i de Súzdal.
- 1992: Els monuments històrics de Nóvgorod i de la rodalia.
- 1993: El conjunt arquitectònic del monestir de la Trinitat i Sant Sergi de Sérguiev Possad.
- 1994: L'església de l'Ascensió de Kolómenskoie.
- 1995: Els boscos verges de Komi (República de Komi).
- 1999: El Caucas occidental.
- 2000: El conjunt del monestir de Ferapóntov.
- 2000: El conjunt històric i arquitectònic del Kremlin de Kazan.
- 2000: L'istme de Curlàndia (compartit amb Lituània).
- 2003: La ciutadella, el centre històric i la fortalesa de Derbent, al Daguestan.
- 2004: El conjunt del convent de Novodévitxi.
- 2005: L'arc geodèsic de Struve (compartit amb Belarús, Estònia, Finlàndia, Letònia, Lituània, Moldàvia, Noruega, Suècia i Ucraïna).
- 2005: El centre històric de Iaroslavl.
- 2014: Conjunt històric i arqueològic de Bólgar.
- 2017: Catedral d l'Assumpció i Monestir a la ciutat-illa de Sviyazhsk.
- 2019: Esglésies de l'Escola d'Arquitectura de Pskov.
- 2021: Petroglifs del llac Onega i el mar Blanc.
- 2023: Observatori Astronòmic de la Universitat de Kazan.
- 2024: Parc Nacional de Kénozerski.

Vegeu també: Llista del Patrimoni de la Humanitat a la Rússia asiàtica.

## San Marino
- 2008: El centre històric de San Marino i el mont Titano.

## Santa Seu
- 1980 i 1990: Els béns de la Santa Seu que es beneficien dels drets d'extraterritorialitat i la basílica de Sant Pau Extramurs (compartit amb el centre històric de Roma, a Itàlia).
- 1984: La Ciutat del Vaticà.

## Sèrbia
- 1979: L'antiga Ras amb el monestir de Sopoćani.
- 1986: El monestir de Studenica.
- 2004: Els monuments medievals de Kosovo.*
- 2007: El palau de Galeri a Felix Romuliana (Gamzigrad).
- 2016: Els cementiris de tombes medievals (stećci) (compartit entre Bòsnia i Hercegovina, Croàcia i Montenegro.

## Suècia
- 1991: La propietat reial de Drottningholm.
- 1993: Els jaciments arqueològics de Birka i Hovgården.
- 1993: Les fargues d'Engelsberg.
- 1994: Els gravats rupestres de Tanum.
- 1994: El cementiri de Skogskyrkogården, a Estocolm.
- 1995: La ciutat hanseàtica de Visby.
- 1996: La regió de Lapònia.
- 1996: El poble església de Gammelstad, a Luleå.
- 1998: El port naval de Karlskrona.
- 2000 i 2006: La Costa Alta i l'arxipèlag de Kvarken (compartit amb Finlàndia).
- 2000: El paisatge agrícola del sud d'Öland.
- 2001: La zona d'explotació minera de la gran muntanya de coure de Falun.
- 2004: L'estació de ràdio de Varberg, a Grimeton.
- 2005: L'arc geodèsic de Struve (compartit amb Belarús, Estònia, Finlàndia, Letònia, Lituània, Moldàvia, Noruega, la Federació Russa i Ucraïna).
- 2012: Les granges decorades de Hälsingland.

## Suïssa
- 1983: El convent benedictí de Sant Joan a Müstair, als Grisons.
- 1983: El convent de Sankt Gallen.
- 1983: La ciutat antiga de Berna.
- 2000: Els tres castells i la muralla de la ciutat fortificada de Bellinzona.
- 2001 i 2007: La regió dels Alps suïssos Jungfrau-Aletsch.
- 2003 i 2010: El monte San Giorgio, al Ticino (compartit amb Itàlia).
- 2007: Les terrasses de vinya de Lavaux.
- 2008: El paisatge tectònic de Sardona.
- 2008: El Ferrocarril Rètic en el paisatge cultural de l'Albula i el Bernina (compartit amb Itàlia).
- 2009: La Chaux-de-Fonds / Le Locle, urbanisme rellotger.
- 2011: Llocs palafítics prehistòrics al voltant dels Alps (compartit amb Alemanya, Àustria, Eslovènia, França i Itàlia).
- 2016: L'obra arquitectònica de Le Corbusier (compartit amb França, Alemanya, Argentina, Bèlgica, Índia i Japó).
- 2017: Fageda verge dels Carpats i d'altres regions d'Europa.

## Turquia(part europea)
Turquia té 16 llocs inscrits a la llista del Patrimoni de la Humanitat i es troba a la regió d'Europa i Amèrica del Nord, segons la classificació de la UNESCO. De tots aquests, 15 es troben a la part asiàtica i només dos a l'europea.
- 1985: Les zones històriques d'Istanbul.
- 2011: La mesquita de Selimiye, a Edirne.

Vegeu també: Llista del Patrimoni de la Humanitat a la Turquia asiàtica.

## Txèquia
Vegeu: República Txeca.

## Ucraïna
- 1990 i 2005: Kíev, amb la Catedral de Santa Sofia i el conjunt monàstic de Kíevo-Petxersk.
- 1998: Lviv, el conjunt del centre històric.
- 2005: L'arc geodèsic de Struve (compartit amb Belarús, Estònia, Finlàndia, Letònia, Lituània, Moldàvia, Noruega, Suècia i la Federació Russa).
- 2007 i 2011: La fageda verge dels Carpats i les antigues fagedes d'Alemanya (compartit amb Alemanya i Eslovàquia).
- 2011: La residència dels metropolitans de Bucovina i Dalmàcia a Txernivtsí.
- 2013: Les esglésies de fusta de la regió carpàtica (compartit amb Polònia).
- 2013: L'antiga ciutat del Quersonès Tàuric i els seus Khora.
- 2023: Centre històric d'Odessa

## Vaticà
Vegeu: Santa Seu.

## Xipre
- 1980: Pafos.
- 1985 i 2001: Les esglésies pintades de la regió del Tróodos.
- 1998: Khirokitia.